# Història de l'Església Catòlica a Catalunya

Majestat Batlló (anònim,), imatge en fusta policromada del conservada al MNAC

L'Església ha estat present a Catalunya durant els seus vint segles d'història. Això ha fet que la seva influència s'estengui en tots els àmbits de la societat, més enllà dels purament religiosos, com pot ser la toponímia (Sant Boi de Llobregat, Sant Fruitós de Bages, etc.), els costums, festes i celebracions (la Patum de Berga, el Corpus de Sitges, l'Ou com balla, etc.) i les dites populars («ser la pell de Barrabàs», «fer la travessa del desert», «fer Pasqua abans de Rams»), etc.
Més enllà de visites apostòliques llegendàries, el 259 està documentada l'existència d'una església organitzada; i cap al segle iv ja existeixen la majoria de bisbats tal com avui els coneixem. Amb la invasió musulmana del 711 la societat s'islamitzà, però tengué una durada molt breu per la conquesta carolíngia, època on els bisbats catalans reconquerits passaren a dependre del bisbat franc de Narbona. Cap a l'any 1000 aparegué un dels primers personatges cabdals de la història de l'Església Catalana: l'Abat Oliba, restaurador de diversos monestirs, fundador del de Montserrat i promulgador del moviment Pau i Treva de Déu, resposta de l'Església i dels pagesos a les violències perpetrades pels nobles feudals; i que hom ha considerat sovint l'origen de les Corts Catalanes.
Cap al 1100, el Papa concedí la butlla de croada per combatre els musulmans que hi havia a Catalunya, instal·lant-se també al Principat els ordes militars de l'Hospital i del Temple. Amb la convocatòria de la II Croada, el Papa tornà a concedir la butlla de croada a la lluita contra els almoràvits, reconquerint-se Tortosa i Lleida. El 1200, els nobles occitans albigesos es declararen vassalls del Pere I; i aquest hagué de fer front a la croada declarada pel papa per lluitar contra els heretges albigesos, i la derrota catalana en la batalla de Muret comportà que s'esvaís el somni català de l'expansió per l'Occitània. El convuls període dels Papes d'Avinyó va ser tant favorable com desfavorable per la corona d'Aragó, a causa de la ingerència papal en els afers polítics, que es mostrà habitualment favorable als interessos francesos. En esclatar el Cisma d'Avinyó, la Corona d'Aragó, després d'un inici dubitatiu, finalment declararia la seva fidelitat al Papa d'Avinyó. El 1455, el valencià Alfons de Borja seria elegit Papa sota el nom de Calixt III, el qual nomenaria, per a alts càrrecs eclesiàstics, diversos familiars, fent que a Roma es creés una gran animadversió vers els catalans.
Amb l'ascens dels Reis Catòlics i la unificació sota una parella conjugal els regnes hispànics, a causa de l'origen castellà de Ferran, es produí una hegemonia castellana als càrrecs eclesiàstics catalans, tant als bisbats com als monestirs i a la Inquisició. Aquesta situació s'agreujaria sota el regnat de Carles I. Cinquanta anys després, el vàlid de Felip IV, el Comte-Duc d'Olivares veuria en l'Església un dels instruments més influents per aconseguir una castellanització lingüística, tot i la resistència local.
Amb l'ascens al tron del Borbó Felip V i la derrota a la Guerra de Successió i el Decret de Nova Planta, la castellanització ja seria absoluta. Les universitats van ser clausurades, inaugurant-se la de Cervera on, malgrat la seva grisor generalitzada, sorgiria alguna figura com la de Jaume Balmes. Amb la Revolució francesa serien molts els clergues francesos que van refugiar-se a Catalunya, i davant la invasió napoleònica serien molts els eclesiàstics que participarien en la revolta armada i a les juntes de govern antifrancès.
A la primera meitat del segle xix es produí la supressió dels ordes religiosos (1834) i la desamortització dels béns eclesiàstics; produint-se una gran destrucció dels béns immobles seculars i l'objectiu inicial no es complí, car les propietats van anar a parar a la burgesia rica i no pas a la pagesia. Durant tot el segle va haver-hi un enfrontament constant entre catòlics i liberals i una confusió entre l'absolutisme i la religió. La segona meitat del segle xix ja seria més positiva, car sota l'influx del Romanticisme florí la Renaixença, moviment en què l'Església tindria un paper destacat, car era l'única institució que havia conservat l'ús del català.
El segle xx començà amb una pèrdua de la influència de l'Església, car les classes treballadores se sentien més identificades amb les idees marxistes o anarquistes; separació que esclataria primer en la Setmana Tràgica de 1909 i, posteriorment, en la Guerra Civil Espanyola, on es perseguí l'Església com a institució, matant molts dels seus membres i destruint-se molt patrimoni històric. La victòria del Bàndol Nacional comportà que el catolicisme tornés a ser la religió oficial de l'Estat i que l'Església es fes omnipresent, tot i que infeudada el règim. Malgrat això, va ser en l'àmbit eclesiàstic on el català tornà a aparèixer a la vida pública; i el moviment d'oposició al franquisme trobà aixopluc en l'Església catalana. L'arribada de la democràcia portà de nou la separació Església-Estat; i una Església catalana cada cop més allunyada (i a vegades enfrontada) als postulats emesos des de la Conferència Episcopal Espanyola i enmig d'una societat cada cop més allunyada de l'Església. La crisi econòmica de finals de la dècada de 2000 i inicis de la de 2010 fa que els programes eclesials d'ajut a la pobresa agafin un gran protagonisme social.

## Els orígens

### Època romana: el Paleocristianisme

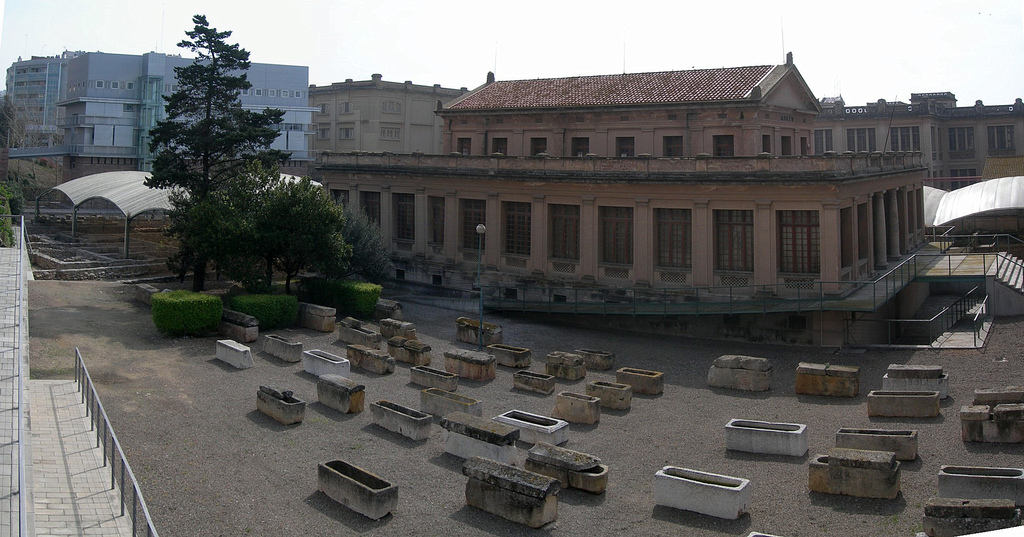
La Necròpolis paleocristiana de Tarragona.

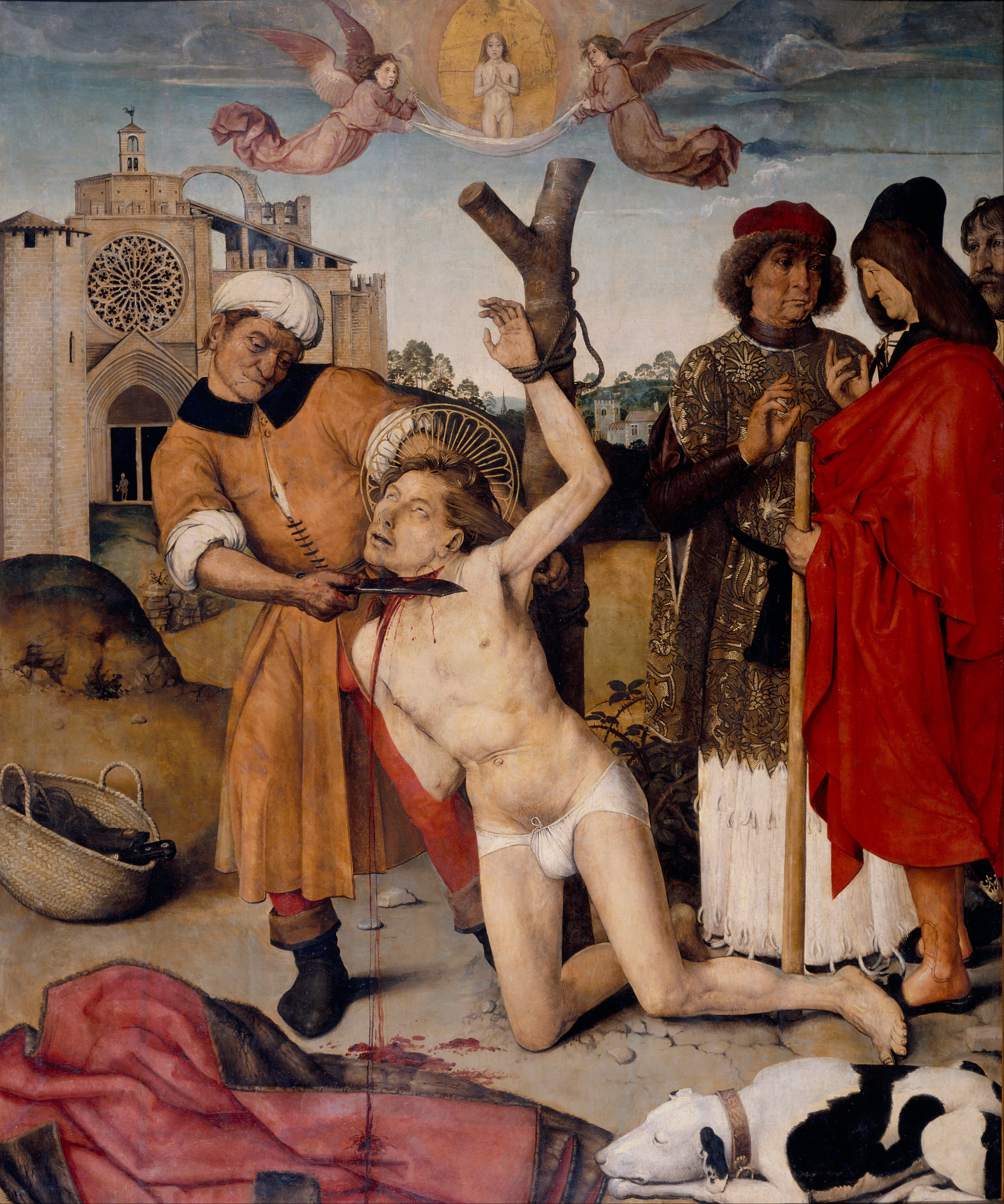
Degollació de Sant Cugat, martiritzat a Sant Cugat del Vallès el 304, per Aine Bru.

Encara que l'arribada del cristianisme a la Tarraconense està embolcallada de llegendes (com la que afirma que Sant Pau predicà a Tarragona) és cert que a Tarragona ja existia una comunitat cristiana ben organitzada al segle iii de la que formaven part estaments diversos de la societat, com s'esmena en els actes del martiri del bisbe Fructuós i els seus diaques, Auguri i Eulogi el 21 de gener de 259. Amb tot, no hi ha constància de màrtirs en la persecució de Dioclecià (considerada llavors la de més gran abast), però sí que n'hi ha en la de Maximià. Comentaris coetanis, així com testimonis arqueològics, revelen que hi hagué una estreta relació entre l'Església hispana i l'Església nord-africana, centrada a Cartago.
L'Edicte de Milà proclamat per Constantí el 313 i el seu bateig donà una primacia al cristianisme una primacia que, de fet, va oficialitzar que els romans havien abraçat la nova religió. Després del decret de Teodosi el 391 suprimint els cultes pagans i fent del cristianisme la religió oficial de l'imperi, les autoritats eclesiàstiques adquireixen una posició privilegiada en l'esfera civil; i les famílies patrícies comencen a copar càrrecs eclesiàstics en paral·lel als polítics: ser bisbe és un dels escalafons més importants del cursus honorum (Pacià de Barcino, bisbe de Barcelona, va tenir un fill que ocupà un càrrec proper a l'emperador Teodosi). Cada ciutat, amb el seu territori, constitueix un bisbat, dintre del qual ja a finals del segle iv hi ha parròquies rurals administrades per diaques i després per preveres. Els bisbes d'una mateixa província eclesiàstica tenien, per damunt d'ells, l'autoritat del de la seva capital respectiva, el bisbe metropolità o arquebisbe, segons se l'anomenaria posteriorment (sent el metropolità de Tarraco qui ostenti el càrrec). Entre els bisbats catalans més antics es troben els de Tarraco, Barcino, Dertosa, Ilerda, Gerunda, Emporiae i Auso.
Amb el Baix Imperi i el minvament de l'autoritat imperial i provincial, la figura del bisbe adquirí un paper més important, sobrepassant el de cap espiritual per esdevenir la principal autoritat política. L'Església catalana és esmentada en una decretal papal, de l'11 de febrer del 385, dirigida pel papa Sirici, al bisbe de Tarragona sobre l'ordenació del clergat i el priscil·lianisme.
Entre altres heretgies existents a l'època, a més dels priscil·lians, es troben els libel·làtics i els novacians. Entre els fidels priscil·lians hi havia el bisbe d'Ilerda, i la qüestió se solucionaria després d'un sínode que proposà la reconciliació de les parts, sancionat pel metropolità de Tarraco.
El 450 la diòcesi de Barcelona, amb el beneplàcit del metropolità de Tarragona, i a causa de l'augment del nombre de fidels, es divideix, creant-se la d'Ègara. No serà fins al segle vi que es tinguin notícies del bisbat d'Urgellum.

### El regnat visigòtic
Des que el 410 els gots van saquejar Roma, les seves incursions són cada cop més habituals, penetrant a la península Ibèrica el 414. El 455 Teodoric II es va traslladar a Hispània per lluitar contra els sueus, però el 472 van acabar amb el poder imperial. Els visigots constituïen una minoria molt militaritzada entre la població hispanoromana, molt distanciada dels nadius en l'aspecte cultural i religiós, car els visigots professaven l'arrianisme, arribant al punt en què a les principals ciutats coexistien dos bisbes, un catòlic i l'altre arrià (a Catalunya se sap que succeïa a Barcelona, Tarragona i Tortosa). Leovigild va expulsar els romans d'Orient del sud-est de la península i va vèncer els càntabres i als bascons, triant la ciutat de Toledo com a capital. En aquesta època, la província Tarraconense domina, a més de les diòcesis catalanes, les de Pamplona, Oca, Calahorra, Tarassona, Osca i Saragossa. Leovigild també lluità contra el seu propi fill Hermenegild qui, casat amb una princesa franca, s'havia convertit al cristianisme i s'alçà a la Bètica amb l'auxili dels romans d'Orient. Estant pres a Tarraco després de ser derrotat, Hermenegild va ser assassinat per un magnat arrià que el volia fer apostatar.
El seu successor, Recared, va ser qui va posar fi a la separació religiosa de les dues comunitats en convertir-se al cristianisme ell mateix el 589. Recared inicià el sistema de nominació reial dels bisbes (fins llavors elegits pel clergat i el poble i aprovats pel metropolità), a més de crear-se noves metròpolis i bisbats, com els d'Urgellum i Ictosa. A més dels concilis generals de Toledo, se celebraren nombrosos concilis provincials. El primer tingué lloc a Tarraco el 516; posteriorment se celebrarien a Ilerda (546), Barcino (599) i Egara (614).El monacat va anar progressant, amb nombroses fundacions de monestirs. D'aquesta època es conserven rastres arquitectònics a la seu d'Egara.
Amb Sisebut al tron, comencen les persecucions contra els jueus (el 616 ordenà que si no es convertien, fossin expulsats i els seus béns confiscats) la corona tendeix a fer-se hereditària i, amb l'autoritat dels Concilis de Toledo, la monarquia esdevé quasi una teocràcia, en la qual els concilis es converteixen en assemblees mixtes de bisbes i nobles que legislen tant la vida civil com la religiosa. La primacia de l'Arquebisbe de Toledo arribà al seu punt més dur quan Julià de Toledo (679-690) s'arrogà la representació de tota l'Església hispànica i marcà el punt més alt del centralisme.
Després del breu regnat de Wamba, la monarquia visigòtica decau ràpidament, amb constants rebel·lions de nobles i persecucions contra els jueus. La successió de Witiza dona lloc a una guerra civil, en la que els seus fills, en lluita amb el rei Roderic, demanaren ajuda als musulmans del nord d'Àfrica. La batalla de Guadalete el 711 marcà el final de tots els pretendents al tron, car els musulmans es van fer amos de la situació, aconseguint conquerir ràpidament tota la península Ibèrica.

### La dominació musulmana
L'arribada dels berbers musulmans no va ser en pla proselitista o amb un pla de conquesta preconcebut, sinó que, com ja s'ha dit, va ser per ajudar una facció visigòtica en la seva lluita interna. Però els musulmans es trobaren amb una monarquia afeblida, els nobles enfrontats, el món urbà en declivi, la societat en tensió, la pagesia en degradació i el territori esmicolat, la qual cosa va fer que gairebé no hi hagués cap resistència i, simplement seguint les vies romanes, arriben fins a Còrdova, Toledo, Saragossa i Osca. Només Ardó (713-720), darrer rei visigot, va establir una barrera defensiva a la riba nord de l'Ebre, causa per la qual la conquesta catalana va ser més violenta que en altres indrets, i, mentre que Lleida acceptà una dependència tributària i s'integra pacíficament, Tarragona optà per resistir, patint una greu violència i sent destruïda. Cap al 713, el metropolità Pròsper abandonà la diòcesi emportant-se les restes dels sants Fructuós, Auguri i Eulogi i, amb un grup de clergues seus, fundà un monestir a Gènova. Casos semblants succeirien a la resta de diòcesis, llevat a la d'Urgell, on cap al 731 el bisbe Anambad va ser condemnat a morir cremat. El trencament episcopal seria molt breu, car Fèlix podria haver estat bisbe abans de l'arribada dels francs, tot i que se'l titllà d'adopcionista.
La població cristiana es va mantenir a les ciutats i, de manera prou destacada, en contrades rurals; tot i que la islamització cohesionà la societat. Durant aquest període, els cristians sotmesos per capitulació podien exercir el seu culte religiós, encara que amb nombroses limitacions que imposaven certa reserva en les celebracions i no podien predicar públicament. A més, podien continuar amb la seva legislació civil i penal, sempre que aquesta no contrariés les lleis musulmanes, però estaven sotmesos a una contribució personal que la qual eren exempts els conversos a l'islam. En canvi, a les zones on s'havia resistit, les condicions dels conquerits van ser molt més dures; i un bon nombre de cristians anaren procurant fugir dels territoris sarraïns. Després que els francs reconquerissin la Septimània durant la segona meitat del segle viii, els cristians fugitius hi acudiren en massa.
La fractura interna entre els diversos clans i tribus musulmanes contrastà amb la cohesió dels francs del nord dels Pirineus, els quals, malgrat la derrota a Roncesvalls de 785, conquereixen Girona i, el 793, el Pallars, la Cerdanya i l'Urgell i, el 801, Lluís el Pietós entra a Barcelona, deixant el comte Berà com a primer governador.

## L'alta edat mitjana

### La conquesta carolíngia

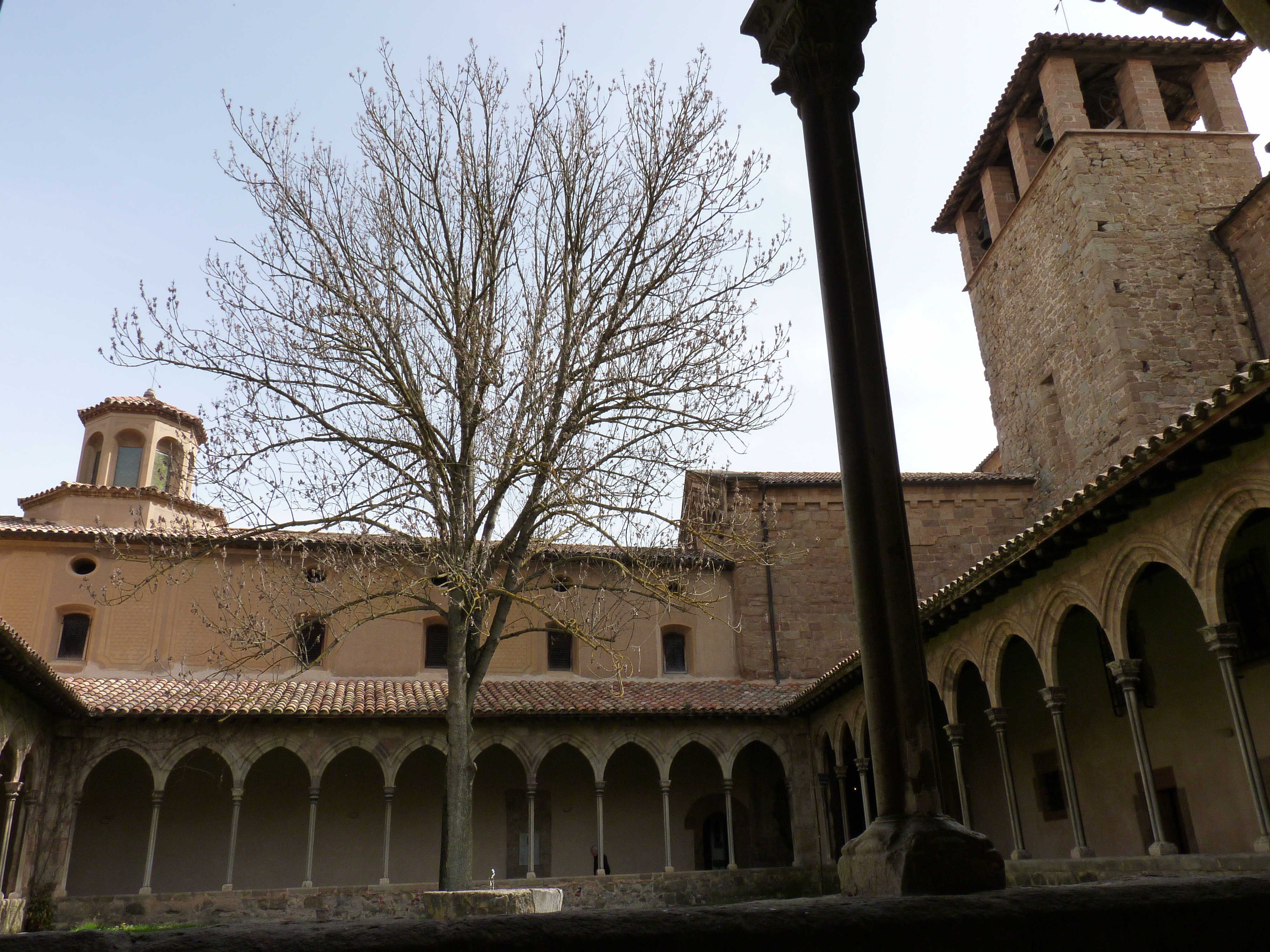
El monestir de Sant Joan de les Abadesses, fundat el 875 per Guifré el Pilós.

Els francs, mitjançant victòries sobre enemics exteriors i imposant una monarquia cohesionadora, reconverteixen la decadent monarquia merovíngia en el Regne Cristià que el papa reconegué el 751 en Pipí el Breu, assolint el zenit quan el seu fill Carlemany va ser coronat emperador a Roma la nit de Nadal de 801 per Lleó III. La cura per l'expansió del cristianisme justificà les guerres contra els saxons i els musulmans. En aquest ambient, destacats eclesiàstics de postures contraposades es movien al voltant del poder carolingi: una sòlida formació teològica els garantí una influència cultural i espiritual que contribuí al despertar intel·lectual de l'imperi. En anar de la mà l'Església amb el poder imperial es produí una política d'anorreament cap als trets de l'Església visigòtica: mentre que el papa Adrià I adverteix els cristians de la Bètica que no prenguessin postures adopcionistes en les polèmiques amb els jueus i musulmans, el bisbe Fèlix d'Urgell acaba sent confinat a Lió després de les seves disputes amb els teòlegs imperials al palau d'Aquisgrà.
A causa de les ràtzies musulmanes, hi hagué un sentiment d'inseguretat, com ho revela que l'abat Àtala intentés establir, al 780, un monestir cap a Peralada (segurament Sant Pere de Rodes); però hagué d'abandonar el seu intent i refugiar-se al nord dels Pirineus, on fundà el monestir de Sant Policarp de Rasés el 782.
A mesura que els francs van estendre's per Hispània, establiren nous comtats: a més del de Barcelona, s'establien els d'Empúries, Girona i l'Urgell. Els comtats del Pallars i Ribagorça van ser annexos al de Tolosa. El 839, el comte Sunifred d'Urgell-Cerdanya assistí a la consagració de la catedral d'Urgell, en la qual s'anomenen 29 parròquies.
Alguns dels bisbats desemparats foren restablerts de seguida (Elna, Girona, Barcelona), encara que d'altres foren extints (Empúries i Egara). Les diòcesis meridionals (Elna, Barcelona, Urgell i Girona) s'integraren a l'arquebisbat de Narbona,produint-se un trencament amb l'Església de Toledo i imposant-se una nova litúrgia, la romanofranca abandonant-se la hispànica, modificant-se el santoral i totes les oracions sacerdotals. També s'assumí una renovació canonical, amb una elevada atenció a la vida comunitària. La submissió a Narbona no sempre va ser ben acollida, com ho demostren alguns intents de secessió. L'increment de la riquesa i la major presència de l'Església, amb nombrosos temples privats i estructures particulars, permet que els fidels escullin sacerdots.
L'assemblea aquisgranesa de 817 imposà la regulació del monacat segons la regla benedictina reformada per Benet d'Aniana. Les noves comunitats monàstiques deixaren de competir per les bones terres, adaptant-se a llocs de difícil accés, com Santa Maria d'Arles cap al 778 i Sant Andreu de Sureda, Sant Genís de Fontanes, Sant Esteve de Banyoles, Santa Maria d'Amer o Sant Cugat a inicis del segle ix, entre d'altres. La protecció imperial es completà amb la immunitat exactiva i judicial que van obtenir la majoria, havent-hi una relació més directa entre el poder comtal i l'Església, destinant-se els càrrecs eclesiàstics com a dots per als fills comtals, com va esdevenir a Sant Pere de Camprodon o a Santa Cecília de Montserrat. En assumir-se que era un fet pietós expiador i un indicatiu de prestigi familiar, els magnats i nobles també funden cenobis benedictins. Els monestirs, a més de la seva tasca religiosa, tenen com a missió el control i l'organització material de les seves zones. La introducció dels nous còdex litúrgics afavorí la substitució de la lletra visigòtica per la carolíngia, generalment imposada vers el 880. Tanmateix, encara es disposaven de molts llibres d'origen visigot (sobretot d'Isidor de Sevilla), que es copiaven fins i tot quan es desconeixia l'autor.
En lluites contra els musulmans, el comte d'Urgell, Cerdanya i Girona Guifré el Pilós conquerí la vall de Montserrat, donà carta de població a Cardona i repoblà la comarca d'Osona; fundà el monestir de Sant Joan de les Abadesses (875) i dona més vida al de Santa Maria de Ripoll (888). Durant el seu govern tingué lloc el primer intent per separar-se de la primacia de Narbona, protagonitzat entre el 886 i el 892 pel bisbe intrús d'Urgell, Esclua, qui va expulsar al bisbe legítim, Ingobert i, amb el suport dels comtes del Pallars-Ribagorça i d'Empúries, va consagrar un nou bisbe per al Pallars (Adolf) i un per a Girona, en oposició amb el legítim, i actuà com a metropolità en contra de l'arquebisbe de Narbona. La secessió s'arreglà entre el 891 i el 892 gràcies a la intervenció del comte Guifré el Pilós, reposant els bisbes legítims a les seves seus i excomunicant a Ingobert. El 966, Cesari, fundador i primer abat de Santa Cecília de Montserrat, es va fer consagrar metropolità de la Tarraconense per un concili de bisbes lleonesos i gallecs; però mai no va ser reconegut pels bisbes del país. El 971 intentà que el papa Joan XIII li reconegués el títol, però fracassà. Malgrat que el bisbe de Vic li reclamà l'obediència canònica, Cesari s'intitulà arquebisbe fins a la seva mort. El fill de Guifré el Pilós, Guifré Borrell va estendre el territori a l'altra banda del Llobregat; morí el 914 i fou enterrat al monestir de Sant Pau del Camp, per ell restaurat. En aquesta època, els benedictins arribaren a tenir més d'un centenar de cases de tota mena. Una de les característiques de la pietat o la devoció popular d'aquesta època és el culte a les relíquies dels màrtirs i dels sants.

### La independència dels comtats catalans

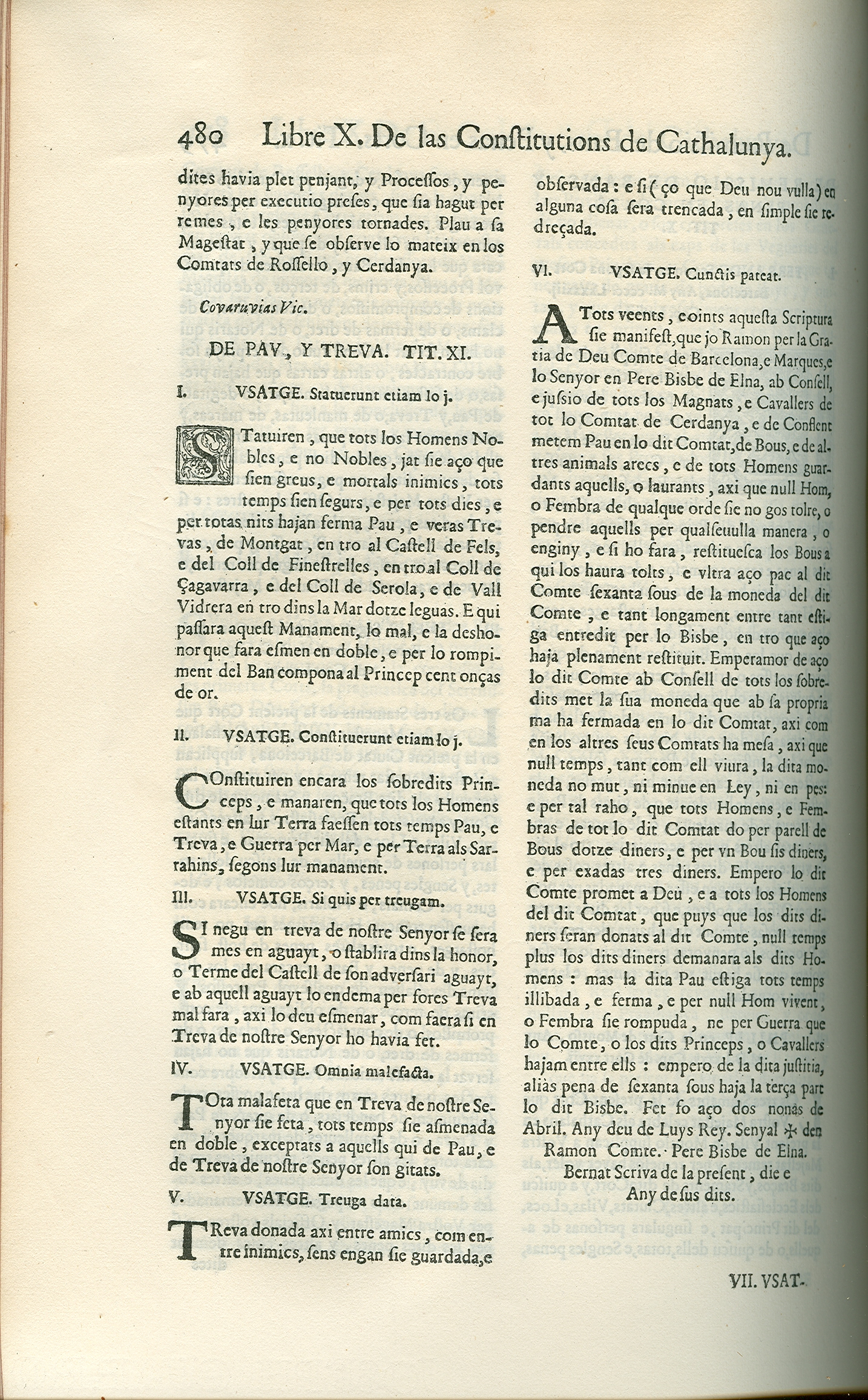
Capítol de les Constitucions catalanes, dedicat a la Pau i Treva

A partir de la mort de Carles el Calb, net de Carlemany, les revoltes internes entre els carolingis s'accentuaren. Gràcies a aquests trasbalsaments, alguns territoris van segregar-se del reialme franc, entre ells els comtats catalans: Almansor, ministre del califa de Còrdova Hixam II va emprendre una sèrie de ràtzies, que saquejà Barcelona el 985. El comte Borrell II havia demanat auxili al rei Lotari, que no li va poder prestar; posteriorment Hug Capet prometé ajudar-lo, a condició que reconegués la seva reialesa; però Borrell no feu cap acte explícit de vassallatge vers el rei de França, iniciant-se així la independència dels seus territoris. A partir d'aquell moment, no es farà mai més cap nou vassallatge a cap rei franc; ni els bisbes, monestirs o particulars anirien a recaptar cap més precepte o privilegi a la cort dels reis de França. L'Església tindria, doncs, un paper essencial en la presa de consciència dels comtats catalans com a pàtria o territori comú.
Des de 970, i més correntment iniciat el segle xi, la riquesa creixent permeté emprendre viatges a Roma a la recerca de butlles i d'un suport moral per vèncer les intromissions dels laics en matèria religiosa. Després d'un viatge a Aurillac, Borrell tornà amb un monjo anomenat Gerbert, futur papa Silvestre II. El 970, Borrell, Gerbert i Ató, bisbe de Vic, viatjaren a Roma per gestionar que, mentre que Tarragona restés en poder sarraí, la seu de Vic es convertís en seu metropolitana. A Vic mateix, el 978, Benet VII confirmà els límits i la dotació de la diòcesi osonenca, i els papes Joan XV i Gregori V intervindran contra el bisbe intrús Guadall. Durant el primer quart del segle xi, Catalunya és el país de la cristiandat occidental que rep més butlles i intervencions papals, llavors fetes a petició de la gent del país, i no pas per iniciativa papal. L'obertura comtal a l'exterior es beneficià de la relació amb Roma: el 970 Borrell II s'entrevistà amb l'emperador Otó I. Per la seva banda, Oliba Cabreta, comte de Cerdanya, també amic de Gerber i juntament amb Borrell de Barcelona, va fer prosperar el monestir de Cuixà. El 965, Garí, abat cluniacenc va ser cridat a regir Cuixà, convertint-lo en un centre d'espiritualitat portant al cenobi a Pere Ursèol, Dux de Venècia, a Romuald de Ravenna o a Joan Gradenigo, entre altres il·lustres italians. Mitjançant Cuixà, llavors molt lligat a la casa comtal de Cerdanya, el corrent cluniacenc interessà molts monestirs, fins al punt que l'abat Oliba en seria hereu directe.
Ramon Borrell, nou comte de Barcelona, emprengué un viatge a Roma per trobar-se amb el papa Silvestre II i feu incursions en terres sarraïnes arribant circumstancialment al Segre i a l'Ebre. Al 101, en una assemblea convocada per celebrar la restauració de la vida canonical a la seu de Santa Eulàlia i la Santa Creu, es decidí muntar una expedició cap a Còrdova, encapçalada pels comtes de Barcelona, Urgell i Besalú, i pels bisbes de Barcelona, Vic i Girona. El govern del seu fill, Berenguer Ramon va ser pacífic; va assistir a la dedicació de la basílica de Ripoll (1032) i aplegà una assemblea a Vic on es promulgà una constitució de Pau i Treva. En aquesta època, Ripoll ocupa un lloc de preeminència en el camp cultural, amb una biblioteca que aplegà 66 còdexs el 970, 121 el 1008 i 246 el 1046, a la mort de l'abat Oliba. Pel seu costat, l'escriptori catedralici de Vic disposava de 55 volums de temàtica bíblica, litúrgica o pastoral, a més de llibres de gramàtica, aritmètica i clàssics. El mateix succeïa a la Seu d'Urgell i Girona. Els monestirs vetllaven per una cultura llatina hagiogràfica que permet lloar els sants locals; a més que la gestió de la història per l'Església ajudà a consolidar el poder monàrquic.
Cap al 1010, totes les seus catalanes es proveïren de nous bisbes: Borrell a Vic, Pere de Carcassona a Girona, Deudat a Barcelona i Ermengol a Urgell. El 1017, Oliba, fill d'Oliba Cabreta, va ser nomenat bisbe de Vic. Oliba, que havia renunciat al comtat del Berguedà per ser monjo a Ripoll, va ser elegit abat, el 1008, de Ripoll i de Sant Miquel de Cuixà, i ben aviat es posà al capdavant de totes les actuacions civils i religioses, en especial per haver esdevingut conseller de la comtessa de Barcelona Ermessenda. Va reivindicar la justícia i través d'accions judicials i amenaces d'excomunió, oposant-se a les violències dels nobles, proclamant la Pau i Treva de Déu en assemblees i concilis celebrats el 1022, 1027 i 1033. A més, va fer aixecar i ampliar les esglésies dels monestirs de Ripoll i Cuixà i fer de nova planta la catedral de Vic, considerant-se'l l'inductor de l'art romànic a Catalunya.

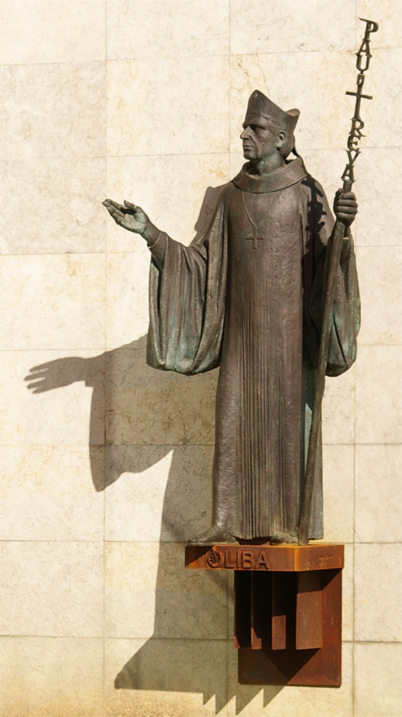
Escultura de l'abat Oliba a Ripoll.

Guifré II de Cerdanya, fill d'Oliba Cabreta, fundà el monestir de Sant Martí del Canigó (1007), però malgrat això comprà l'arquebisbat de Narbona per al seu fill Guifré; i acabà els seus dies com a monjo al monestir fundat per ell.
Al comtat de Besalú, Bernat Tallaferro aconseguí en un viatge a Roma l'erecció de Besalú en bisbat el 1017, de durada efímera El succeí el seu fill Guillem, excomunicat per les seves usurpacions de béns eclesiàstics. Al Pallars, el comte-bisbe Ató I reprengué a partir de 923 les gestions per singularitzar episcopalment el territori. Els conflictes entre els pretendents a la seu vigatana es reiteraren des de l'assassinat del bisbe Ató el 972, fet que propicià la intervenció papal. Finalment, el papat reconegué la capacitat comtal en la designació i inspecció d'abats i bisbes.
Al comtat d'Empúries, el comte Hug usurpà béns del monestir de Sant Pere de Rodes, sent amonestat pel papa. Gausfred II de Rosselló, nebot d'Hug, presidí el sínode de Toluges (1027), que promulgà les primeres constitucions de Pau i Treva conegudes. Girard, fill d'Hug II d'Empúries, va prendre part en la Primera Croada a Terra Santa amb un bon nombre de vassalls, combatent a les batalles d'Antioquia i Jerusalem.
Des de 1017 el comtat de Ribagorça passà a ser controlat pel rei de Navarra Sanç III, i el bisbat de Roda es vincula a l'òrbita navarresa.
L'entorn comtal és altament eclesiàstic per la participació de la jerarquia en la cort i, sobretot, pel fet de dipositar l'escrivania en mans de clergues, amb una reiterada interferència entre l'escrivania comtal i l'escola eclesiàstica.
El caràcter bèl·lic de l'expansió dels comtats catalans durant el segle xi adoptà tons religiosos en les promeses condicionades a la victòria si Deus nobis conceressit (Si Déu ens la confereix), a la previsió de disposar testament per si es mor en batalla o per les donacions efectuades com a ofrena de gràcies per l'èxit. Al segle xii, la visió cristiana acceptà la violència si aquesta es dirigia contra els "enemics de la fe" i, corol·làriament, als enemics de la mateixa societat. Totalment oposat a la relació de convivència i negociació pròpies del segle anterior, es promogué des de Roma una intolerància radical vers els enemics de la fe, plasmada en la convocatòria de la Primera Croada el 1095, feta per Urbà II al Concili de Clermont sota el lema "Déu ho vol!". Així doncs, els papes de la primera meitat del segle xii promogueren la visió negativa de l'infidel, incentivant les actuacions bèl·liques contra els musulmans a la península Ibèrica, mitjançant la designació de l'arquebisbe de Tarragona com a legat papal amb aquesta finalitat i equiparant amb les mateixes indulgències espirituals el combat contra els musulmans a les terres hispàniques amb el que es duu a terme paral·lelament a Terra Santa. Ramon Berenguer III lluità contra els invasors sarraïns, augmentant els seus territoris al comtat de Besalú, sent generalíssim d'una expedició a les Balears, conjuntament amb tropes pisanes i del Migdia francès, campanya que tingué caràcter de croada. Després d'aquesta incursió, envià una ambaixada al papa Pasqual II de qui aconseguí una butlla de croada per combatre els moràbits de l'Emirat de Balànsiya, però fou vençut en la batalla de Corbins. En els darrers anys de la seva vida va patrocinar la restauració de Tarragona, elevada pel papa a l'antiga dignitat de seu metropolitana, cedia a Oleguer de Barcelona. Per millorar la defensa de les fronteres va introduir els ordes militars de l'Hospital (1109) i del Temple (1123 - 1126). El 1130 va ingressar al Temple, morint poc després, el gener de 1131.

### L'enllaç amb Aragó

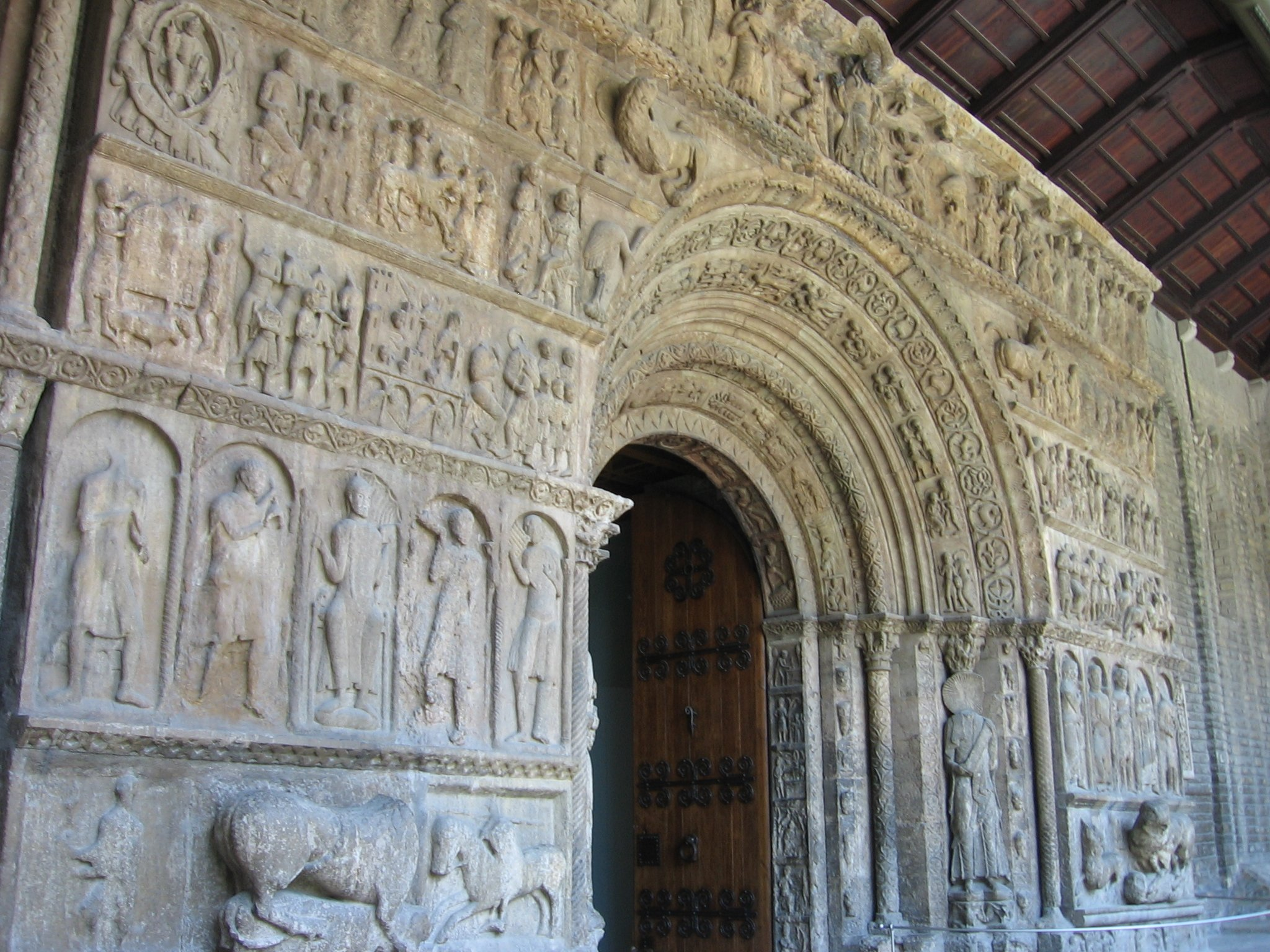
El Pòrtic de Santa Maria de Ripoll

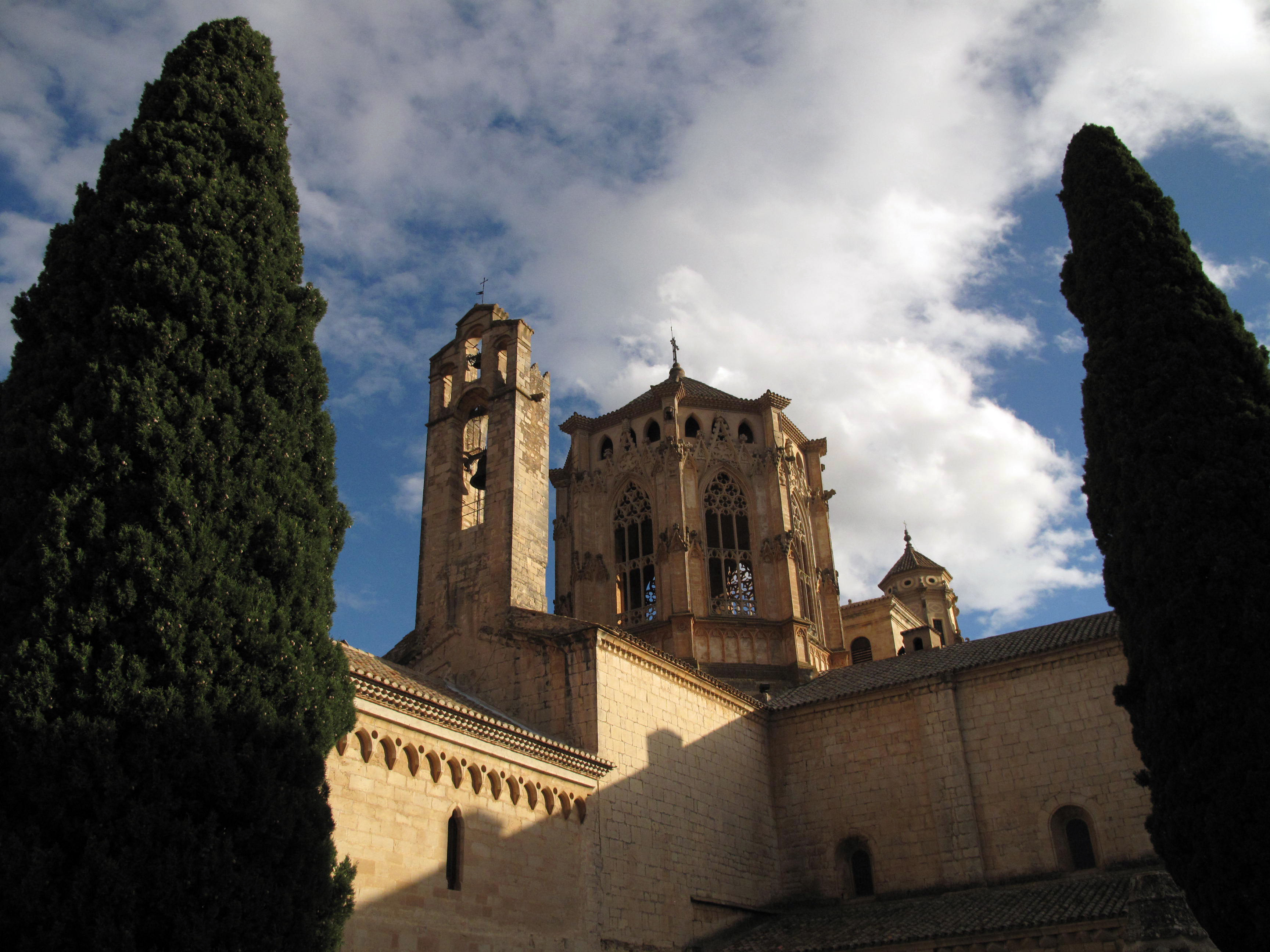
El Monestir de Santa Maria de Poblet, fundat el 1158 pels cistercencs.

Quan el rei d'Aragó Alfons el Bataller va morir el 7 de setembre de 1134, a conseqüència de les ferides rebudes durant el combat del Setge de Fraga, llegà el Regne als ordes militars, dins de l'esperit cristià de l'època. Els nobles aragonesos no acceptaren el testament, i la seva pressió aconseguí que Ramir, germà del difunt rei i bisbe de Roda ocupés el tron. Ramir va contraure matrimoni i va engendrar una filla, Peronella, que lliuraria (malgrat que només tenia dos anys)) juntament amb les brides del regne, al nou comte de Barcelona, Ramon Berenguer IV, a fi de tornar a la vida religiosa (1137). El nou príncep d'Aragó (mai no usà el títol de "rei") hagué de negociar amb els ordes militars la renúncia als drets testamentaris llegats per Alfons, aconseguint l'acord amb els Hospitalers i els canonges del Sant Sepulcre el 1141 i amb els Templers el 1143 En un clima d'eufòria provocat per la convocatòria de la Segona Croada, Eugeni III concediria a Ramon Berenguer IV i els seus aliats els mateixos beneficis que obtindria a Terra Santa per lluitar contra els almoràvits, i així, aliat amb els genovesos i els Templers, Ramon Berenguer IV reconquerí Tortosa (1148), Lleida (1149), Fraga i Mequinensa. La Provença, però, era cobejada per l'emperador alemany Frederic Barba-roja. A més, enfrontat amb el comte de Tolosa, s'uní amb Bearn, Bigorra, Narbona, Carcassona, Rasès, Lauraguès i Termenès, impulsant l'expansió pel Migdia francès. A causa de les lluites que mantenia amb el Papa Innocenci II, Ramon Berenguer IV es veié obligat a considerar la Provença com a feu de l'imperi i mig es decantà per l'antipapa Víctor IV, proclamat per l'emperador. Dirigint-se a Torí per ratificar el tractat, Ramon Berenguer va morir (1162), sent enterrat a Ripoll.
Els ordes militars (Hospitalers, Templers i, en menor mesura, els canonges del Sant Sepulcre) no només participaren en les conquestes de Tortosa i Lleida, sinó que també s'establiren a Catalunya; creant-se un orde autòcton el 1201, l'Orde de Sant Jordi d'Alfama, que subsistiria fins al 1400, fusionant-se amb l'Orde de Montesa. Oleguer, arquebisbe de Tarragona, importà la canònica de Sant Ruf d'Avinyó per al capítol catedralici de Lleida després de la reconquesta de la ciutat, assumint també els de Tarragona i Tortosa. L'Església secular interpretà com a propi l'espai urbà, que estructurà en parròquies, iniciant-se una pugna contra els diferents ordes que administraven sagraments pels perjudicis econòmics que li causaven.
L'empenta socioeconòmica s'acompanyà d'un vigor constructiu amb les formes del romànic. S'incorporen models occitans, però sense abandonar la influència llombarda. La representació, plena de simbolisme, transmet les veritats de la fe i retrata l'orde del món volgut per Déu, adoctrinant la població infonent-li temors que condicionin el seu comportament. Així, l'art adquireix una visió conjunta, servint tant a manera de predicació popular com d'esforç per plaure Déu.
Amb el seu fill, Alfons el Cast, rei d'Aragó des de 1162, s'acceptà el fet de dos països units sota una única corona. La seva posició preeminent li permetí erigir-se en garant de les assemblees de Pau i Treva, que estableix a tots els seus dominis el 1173. Les noves terres conquerides havien de ser repoblades i administrades, amb els cartoixans establint-se a Scala Dei el 1163 (donant nom a la comarca del Priorat) i els premonstratencs a Santa Maria de Bellpuig de les Avellanes el 1166. A més, l'orde del Cister va instal·lar-se el 1150 a Valldaura de Cerdanyola i fundà els monestirs de Santes Creus i Poblet el 1158, així com el femení de Santa Maria de Vallbona de les Monges.

### L'expansió per l'Occitània
El seu fill, Pere el Catòlic feu una incursió sobre València. Mentrestant, l'atansament dels barons del Migdia francès va completar-se, fins al punt en què Ramon V de Tolosa s'alià amb el rei Pere. Així, Pere I va unir les terres occitanes, malgrat que amenaçava de congriar-se amb el papat i França. Per aquest motiu, així com per una qüestió de cercar prestigi internacional i aconseguir la protecció pontifícia per la conquesta projectada de les Balears, viatjà a Roma, on Innocenci III coronà solemnialment el rei, qui es declarà feudatari de la Santa Seu i es comprometé a pagar-li un tribut anual. La coronació afavorí el discurs teocràtic d'Innocenci, que arran del Catarisme s'immiscí en els afers occitans fins a l'extrem de demanar, el 1204, la intervenció armada del rei de França. El Catarisme, des de l'Occitània, passà a la Vall d'Aran, a les terres del bisbat d'Urgell, i tingueren grups importants a Barcelona, Lleida, al Priorat i a la Ribera d'Ebre; mentre que per França va estendre's per l'Albigès, el Carcassès, el Lauragués, el Tolosanès i el País de Foix. El Papa, convençut d'imposar i vetllar per la defensa de l'ortodòxia, va disgustar-se amb Occitània, car arran del feudalisme els bisbes estan més vinculats amb la noblesa local que no pas vers Roma. Innocenci III envià llegats cistersencs, tot i ser incapaços d'entendre el món urbà de l'Occitània, així com predicadors dominics. El clima de tolerància cultural s'interpretava com a favorable a l'expansió de doctrines heterodoxes i, invocant la seva repressió, la jerarquia eclesiàstica va ser substituïda per prelats fidels a Roma, principalment cistersencs. A més, el III Concili de Laterà havia equiparat la lluita contra musulmans i heretges, emparant així les intervencions.
Innocenci només admetia la solució militar, i especialment volia que fos el rei de França qui intervingués, tot i que aquest estava més amoïnat amb la contenció dels anglesos i el control de Flandes. El 1207 fracassà el col·loqui entre ambdues faccions i el comte de Tolosa va ser excomunicat. Després que el gener de 1208 el legat papal fos assassinat, Innocenci III proclamà la croada contra el comte de Tolosa el 10 de març de 1208. Després del fracàs de la Tercera i la Quarta Croada, aquesta croada prometia els mateixos beneficis espirituals, sense haver de desplaçar-se tan lluny. El mateix Papa assumí la conducció de l'exèrcit, delegant-ho en el radical cistersenc Arnau Amalric, tot i que seria Simó de Montfort qui dirigí la croada.
Davant del perill dels almohadis, Pere I participà amb Alfons VIII de Castella i Sanç VII de Navarra en una expedició conjunta, també amb butlla de croada, on venceren als musulmans en la batalla de les Navas de Tolosa (1212) Després d'aquesta victòria, el rei Pere retornà a l'Occitània i rebé homenatge dels nobles d'allà, i per les obligacions del feudalisme, passa a encapçalar les tropes que s'enfrontarien a Simó de Montfort en defensa dels seus súbdits, que no de l'heretgia, (ja condemnada per Alfons el Cast el 1198 i Pere I el 1210), morint durant la batalla de Muret el 12 de setembre de 1213.

### L'espiritualitat popular durant l'Alta Edat Mitjana

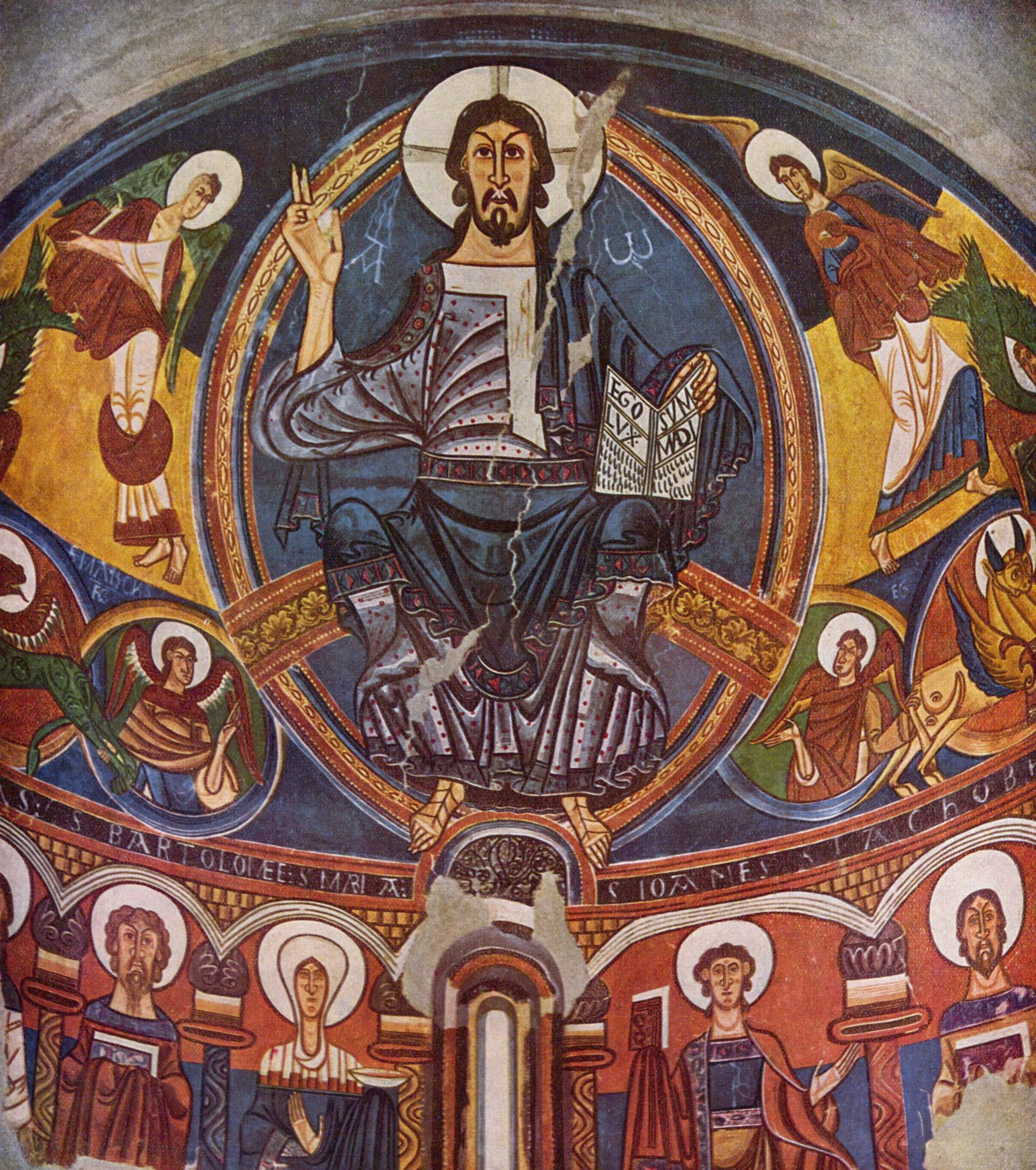
Absis de Sant Climent de Taüll, on es mostra l'eix de l'espiritualitat medieval: Jesucrist, jutge temible i infal·lible assegut al seu tron gloriós, disposat a separar els homes

L'espiritualitat, la vida litúrgica i religiosa durant aquest període s'acomoda més a l'Antic Testament que no pas al Nou: Déu no és un Pare, sinó un senyor i jutge temible, protector quan hom compleix el deure però castigador quan el trencar: l'aliança entre Déu i els homes és equiparable a la relació feudal de vassallatge. Jesucrist passa a tenir una imatge semblant al Pare, però de naturalesa diferent: la imatge del Crist crucificat és gloriosa, i els Crists romànics són majestuosos, però distants i divinitzats. En mancar la mediació de Crist-home, es produeix l'aparició de mitjancers subsidiaris, en primer lloc la Verge Maria. La devoció als àngels, dividits en categories (la jerarquia celeste) té per missió protegir homes i ciutats contra els poders destructors. Els tres arcàngels, Gabriel, Miquel i Rafael tenen honors especials, passant àmpliament a la iconografia medieval (Sant Miquel és venerat especialment com a guardià del Paradís i intercessor al dia del Judici). Els sants interessen menys per les seves virtuts com a models que no pas com a mitjancers i intercessors: així s'explica el culte exagerat vers les relíquies. Sant Pere, qui té les claus del Cel, és molt venerat i, per extensió, creix la veneració vers el papa, el seu successor. A més, són també protectors de les ciutats.
El culte no és interioritzat, sinó que és quelcom extern i inintel·ligible. Els fidels se separen de l'Eucaristia per un temor reverencial, i les misses privades augmenten per aplacar a Déu, així com per interessos individuals i personals. En ser tota la litúrgia en llatí, el poble es troba perdut enmig de ritus i moviments que no entén; sent la comunió quelcom cada vegada més enigmàtic, fins al punt en què es distingeix clarament entre oir missa i combregar com si fossin dos actes diferents. En canvi, benediccions i exorcismes creixen, car hom té un mal de què protegir-se. La devoció a Crist i als sants, a les relíquies i santuaris promocionen la peregrinatio pro Christo com a exercici pietós i penitencial. La penitència pública ha desaparegut, i apareix l'anomenada "penitència tarifada", on les oracions més freqüents i conegudes (Parenostre, Avemaria i Credo) són imposades com a penitència en quantitat relativa al nombre i quantitat de pecats. A més, la simbiosi entre cristianisme i paganisme està present en la religiositat popular, amb el culte als boscos, als astres, els encantaments, celebracions amb creences supersticioses, etc.
Els gremis, nascuts en aquesta època, i d'acord amb la religiositat del moment, buscaven algun sant a qui la tradició, moltes vegades llegendària, vinculés a l'ofici per convertir-lo en el seu patró. Tots tenien una capella a una de les esglésies amb altar, retaule i la imatge del sant, la festa del qual se celebrava amb tota solemnitat. Seguint el seu exemple, es crearen altres confraries per estendre la devoció a un sant, advocació mariana o misteri. Aquestes confraries, a diferència dels gremis, estaven obertes a tothom; creant-se, en alguns casos, una mútua que prestava ajut econòmic en cas de malaltia, part o invalidesa d'algun dels seus membres.

## La baixa edat mitjana

### El regnat de Jaume I

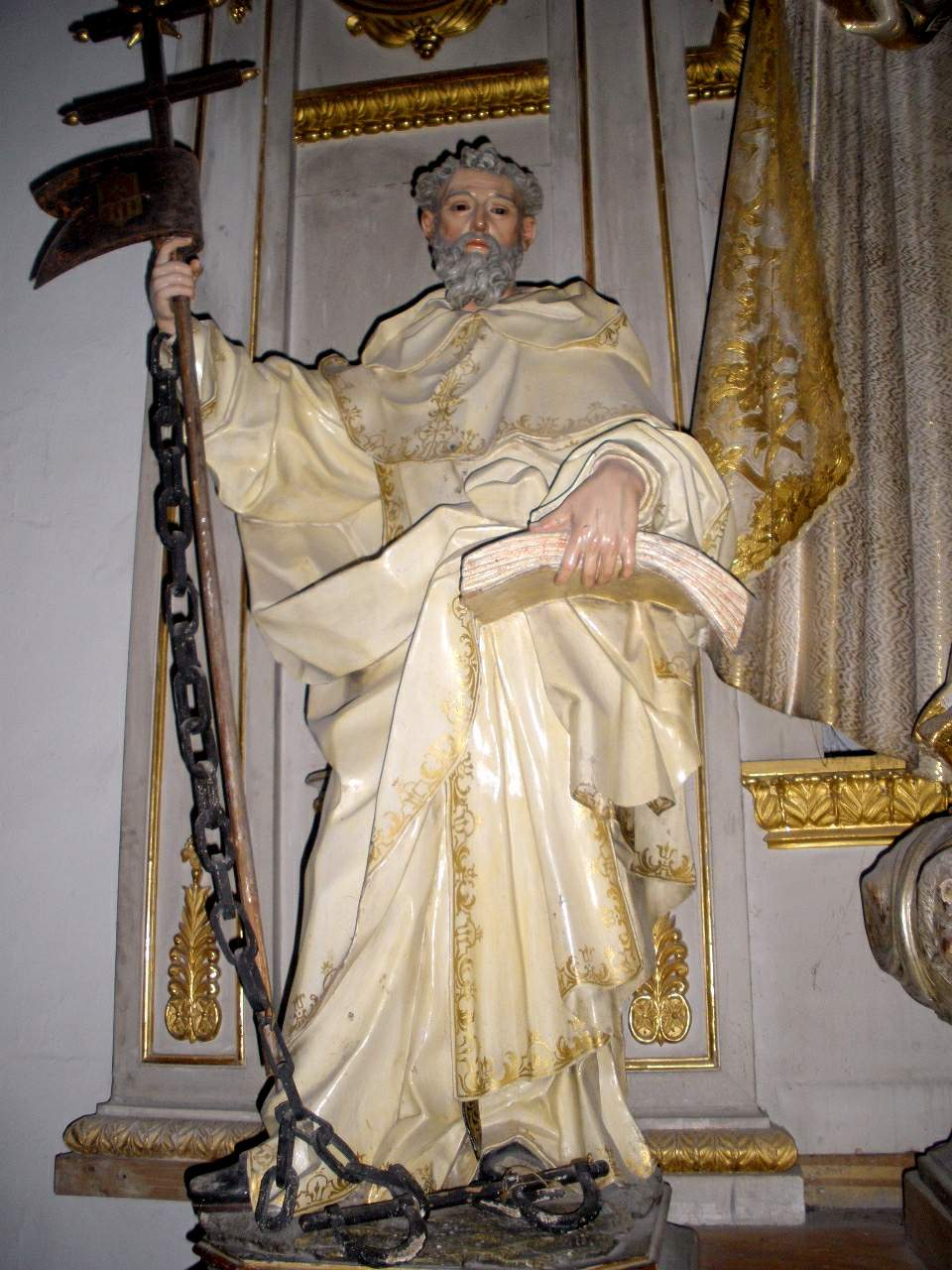
Sant Pere Nolasc, fundador de l'Orde de la Mercè, creat el 1218 a Barcelona.

Pere el Catòlic havia lliurat al seu fill Jaume a Simó de Montfort perquè es casés amb una filla del cap croat, abans de decidir-se a intervenir a la croada amb les armes. Tres anys després de la batalla de Muret, Innocenci III ordenà que l'infant Jaume, de només sis anys, tornés a Catalunya, on les Corts de catalans i aragonesos li reteren homenatge de fidelitat a Lleida (1214). Allà, es confià l'educació del rei a Guillem de Montredó, mestre del Temple.
En el regnat de Jaume I començaren a funcionar les Corts com a assemblees polítiques integrades per tots els estaments. La separació en tres braços (l'eclesiàstic, el senyorial i el popular) apareix netament a les Corts de Barcelona de 1228. Una disposició reial de 1243 ordenava la formació de calls judaics, ordenant-se que aquests vestissin de manera que se'ls distingís dels cristians, tot i que generalment obtingueren la protecció reial.
En aquest període, el poder del papat és molt gran, i la cúria romana és el tribunal on van a parar en darrera instància tots els processos canònics. La seva influència feu que el Papa fos el director suprem de la política europea. Malgrat això, l'autoritat dels bisbes a les seves respectives diòcesis ve disminuïda per la profusió de privilegis a favor de monestirs. El 1215, l'arquebisbe de Toledo Rodrigo Jiménez de Rada pretengué ésser considerat com a primat de l'Església peninsular, pretensió impugnada en el Concili del Laterà, on el bisbe de Vic Guillem de Tavertet representà l'Església catalana.
Després de rebre el suport papal per estendre la cristiandat, les Corts acordaren un bovatge per finançar la conquesta de Mallorca, que es completà el 1231. L'illa es dividí en una meitat per al rei i l'altre, en quatre parts per als magnats de la conquesta: el comte del Rosselló, el comte d'Empúries, el vescomte de Bearn i el bisbe de Barcelona. La dotació de la nova seu episcopal s'erigí en un dels patrimonis més importants de l'illa. El 1235 es materialitzà la conquesta de l'Illa d'Eivissa, portada a terme per Guillem de Montgrí, sagristà de Girona i arquebisbe electe de Tarragona. Entre 1242 i 1247, la part de l'arquebisbe i del comte revertien directament en l'Església tarragonina, i Eivissa quedaria subjecte a l'arxidiòcesi de Tarragona fins al 1782. Els bisbes de Barcelona i Girona pledejarien algun temps per la possessió de la diòcesi de Mallorca, a la qual creien tenir dret en virtut de les donacions medievals, però finalment s'acabaria creant una diòcesi pròpia el 1238, amb clergat català, encara que depenent de la Santa Seu.
Mentrestant, la noblesa aragonesa avançà cap al sud i ocupà Morella. Jaume I encapçalà la conquesta, obtenint de Gregori IX una butlla de croada el 1237, llançant-se sobre València i conquerint-la el 1238. La població musulmana, inicialment només foragitada de Borriana i de València, va ser víctima de la pressió d'una forta immigració, sent desplaçats cap a moreries urbanes o a aljames rurals; provocant una revolta dels sarraïns valencians cap a finals del seu regnat. El 1239 Jaume I definí el nou territori com a regne; des de 1261 la complementà amb la celebració de corts particulars i des del 1271 se li concediren furs propis. El 1240 es creà la nova diòcesi, amb un primer bisbe efectiu, Ferrer de Sant Martí, després que s'hagué solucionat el contenciós entre Tarragona i Toledo, que pretenia que la nova diòcesi era de l'antiga Cartaginense.
La relaxació de la clerecia regular i secular, massa enriquida i massa endinsada en qüestions materials i polítiques, facilità la difusió d'heretgies. Alhora, també produí el naixement dels ordes mendicants, imposant-se una vida pobra per imitar Crist i ser lliures per a la predicació, abandonant la pràctica d'estabilitat a un lloc per formar un exèrcit volant al servei de l'Església allà on siguin més necessaris. Els principals ordes nascuts en aquest nou ideal són els Predicadors de Domènec de Guzmán i els Frares Menors de Francesc d'Assís. Aquests nous ordes arribaren aviat a Catalunya (algunes fonts indiquen l'estada de Francesc d'Assís a Barcelona cap al 1211 ó el 1214). El 1217 consta que existia un convent franciscà a Lleida i, el 1217, a Vic. El convent de Barcelona, fet sobre l'antic hospital de Sant Nicolau, consta en l'any 1229 (tot i que podria ser més antic) i els seus convents anaren multiplicant-se als nuclis urbans (el 1250 existien cases a Girona, Vilafranca del Penedès, Castelló d'Empúries, Cervera, Montblanc, Tarragona, Ciutat de Mallorca, València i Perpinyà) gaudint de molta estimació popular. Els dominics arribaren a Barcelona el 1219 de la mà del bisbe Berenguer de Palou, primer a la parròquia de Sant Jaume (a prop del call jueu) i, des de 1222, al Convent de Santa Caterina. El 1228 es fundà el convent de Lleida, seguit pels de Mallorca, València, Perpinyà, Girona, Tarragona, Puigcerdà, la Seu d'Urgell i Castelló d'Empúries, entre d'altres. El 1276, el terciari franciscà Ramon Llull fundà el col·legi de Miramar a Mallorca, per al de preparar missioners predicadors per a l'Àfrica. L'orde dels Carmelites, organitzat com a orde mendicant el 1247, s'establí vers el 1275 a Catalunya amb cases a Lleida, Perpinyà, Barcelona, Perelada, Girona i Manresa. A la mateixa època, Pere Nolasc, assessorat pel canonista i teòleg Ramon de Penyafort, fundà l'Orde de la Mercè el 1218, dedicat a la redempció de cristians captius als països musulmans. Aquest orde va ser afavorit per Jaume I i aprovat per Gregori IX el 1235.
El 1234 Jaume I promulgà una constitució contra els heretges, introduint-se la Inquisició a Catalunya, de la qual estava principalment encarregada l'orde dominicà. La seva actuació va ser especialment intensa al bisbat d'Urgell, així com a Barcelona, Girona i Montblanc, procedint contra els heretges i els jueus irreverents. El bisbe local donava la sentència canònica i l'autoritat civil aplicava la pena segons la legislació corrent. El 1242 es reuní un concili a Tarragona contra l'heretgia per tal de regularitzar les penitències i les fórmules d'abjuració i absolució.
Jaume I volia coronar les seves gestes sobre els infidels amb una croada a Terra Santa. Així, davant la demanda del kan dels tàrtars i de l'emperador romà d'Orient Miquel VIII, organitzà una expedició que salpà de Barcelona el 4 de setembre de 1269. Una violenta tempesta va escampar els vaixells, dels quals pocs arribaren a Palestina, i el rei renuncià temporalment a l'empresa; però al II Concili de Lió (1274), va exposar el projecte de croada, que hagué d'abandonar davant la indiferència general.

### L'expansió per la Mediterrània

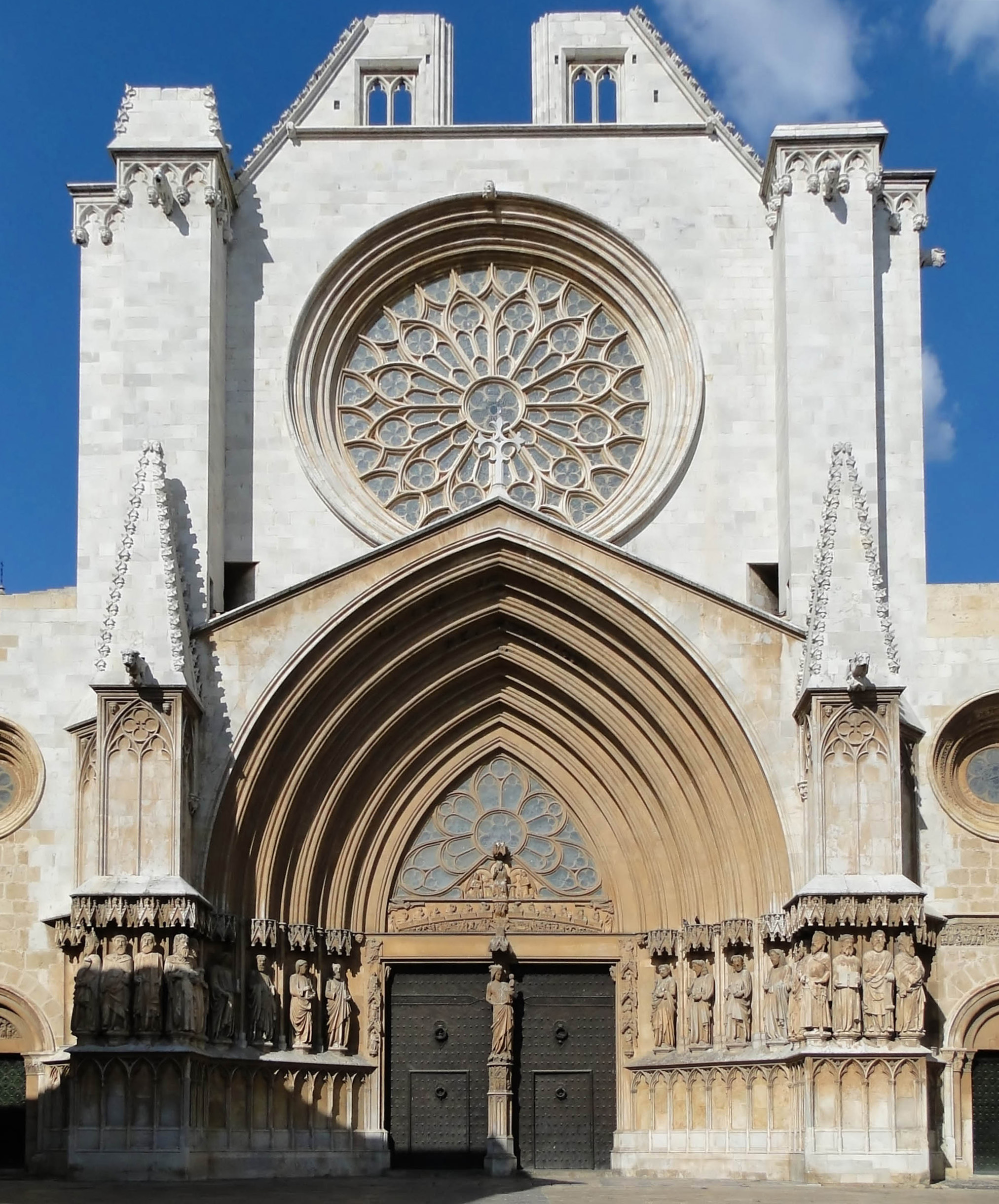
La catedral de Tarragona.

Amb la conquesta de les Balears, Jaume I iniciava una política d'expansió catalana per la Mediterrània que continuarien els seus successors; tot i que en morir dividí el seu regne: per al seu primogènit Pere deixava Catalunya, Aragó i València, i per al segon, Jaume, Mallorca, Rosselló, Cerdanya i Montpeller.
Els primers actes de Pere II anaren dirigits a assolir una pau interior com exterior. Per a la pau interior, calia sotmetre els sarraïns valencians que s'havien alçat derrotant-los a Montesa el 1277, i derrotant el 1280 els nobles que també s'havien alçat contra ell. Internacionalment, obligà el seu germà Jaume que se li declarés vassall, envià una expedició a favor del rei de Tunísia, qui li era tributari, concedí la mà de la seva filla Elisabet a Dionís I de Portugal i preparà el casament del seu primogènit Alfons amb Elionor, filla d'Eduard I d'Anglaterra, tot situant-se avantatjosament per a obtenir el suport dels gibel·lins quan arribés l'hora de reclamar l'herència de la seva muller Constança de Sicília. El papat procurà destruir els darrers representants dels Hohenstaufen, que sempre els havien combatut. Després de la mort de Manfred I de Sicília, Climent IV donà la investidura del Regne de Sicília a Carles I d'Anjou, germà de Lluís IX de França; però el jou francès fou molt dur per als sicilians, que es revoltaren el 31 de març de 1282, dimarts de Pasqua, iniciant-se les anomenades Vespres sicilianes.
Com ja s'ha dit abans, el 7 de juny de 1282 la flota catalana desembarcà a Tunísia en ajut del príncep Abu-Ishaq Ibrahim; quan arribà, però, aquest ja havia estat vençut i mort. Davant d'aquest contratemps, Pere II organitzà la defensa i va enviar una ambaixada al Papa per demanar-li subsidis per prosseguir la croada, subsidis que li foren negats. En saber de les Vespres Sicilianes, Carles d'Anjou envià un exèrcit a l'illa i assetjà Messina, i els sicilians enviaren una ambaixada a Tunísia per oferir-li la corona a Pere II. Aquest l'acceptà, sent coronat a Palerm, mentre que els francesos es retiraven cap a Calàbria. Roger de Llúria, nomenat almirall, derrotà la flota francesa a Malta. Molest per la possessió catalana de Sicília, el nou papa Martí IV anà llançant anatemes contra ell, excomunicant-lo i desposseint-lo dels seus reialmes (1283), els quals atorgà a Carles de Valois, fill de Felip III de França; i promogué una Croada contra la Corona d'Aragó (tot i que només era una guerra dinàstica entre França i Aragó), croada que seria derrotada i en la que el mateix Carles salvaria la vida per concessió del Rei després de la batalla del coll de Panissars. El 1285 moririen tots els protagonistes d'aquests combats: Carles d'Anjou, al gener, Martí IV al març, i Felip III i Pere el Gran al novembre. Quan va morir Pere III tornaria a dividir el regne, deixant al primogènit Alfons; Catalunya, Aragó i València; i a Jaume, Sicília.
Tan bon punt Alfons el Franc ocupà el tron, ocupà Mallorca (1285) i Eivissa (1286) en represàlia per la connivència del seu oncle amb els francesos durant la croada. El gener de 1287 pactà amb el darrer moixerif de Menorca Abû'Umar Hakam ibn Sa'id el lliurament de l'illa. Després de llargues converses, s'arribà a la pau d'Anagni el 1295, on s'acordà el retorn de les Balears al rei de Mallorca com a vassall del d'Aragó, l'aixecament de l'excomunió als sobirans de la Corona d'Aragó, la cessió de Sicília al papat, i d'aquest a Carles II d'Anjou a més d'armar una croada a Terra Santa. El Papa Bonifaci VIII nomenà el 1296 al rei Jaume II el Just com a Abanderat de la Santa Església Romana, Almirall i Capità General (Sancta Romane Ecclesie vexillarius, ammiratus et capitanus generalis), rebent el 1297 el regne de Sardenya i Còrsega. Paral·lelament, els almogàvers de Roger de Flor arriben a Constantinoble per ajudar els romans d'Orient contra els turcs, obtenint els ducats d'Atenes i Neopàtria.
El 1296, Frederic, germà d'Alfons el Franc i regent a Sicília des de 1291, no acceptà la Pau d'Anagni i el parlament sicilià el coronà rei el 1296, tornant-se a iniciar la guerra amb França.; però amb les victòries navals de Jaume II sobre Frederic es forçà la pau; segons la qual Sicília no s'uní a la Corona d'Aragó però quedà integrada al casal barceloní.
El 1312 el papa Climent V, a instàncies del rei de França Felip IV, suprimí l'orde del Temple; perseguint els seus membres. Si bé en un inici es resistí a les ordres papals, Jaume II finalment procedí contra l'orde, i encara que el Concili de Tarragona els donà sentència favorable, els seus béns passaren a mans dels Hospitalaris; mentre que a València es fundava el 1317 l'Orde de Montesa.
El 1309 el Papa Climent V abandonà la seu romana per establir-se a Avinyó. Tant Climent V com la majoria dels papes avinyonesos (en especial Joan XXII) van demostrar en l'ordre internacional un marcat sentiment d'antipatia vers la Corona d'Aragó i Sicília, car no podien oblidar la conquesta d'aquest reialme pel Casal de Barcelona. El fet que els set papes que ocuparen la seu avinyonesa fossin francesos i que estiguessin massa vinculats als interessos francesos va fer que l'Església patís un gran desprestigi a tot el món cristià. La proximitat d'Avinyó als estats de la corona d'Aragó es demostrà tant favorable com desfavorable, a causa de l'intrusisme d'alguns papes en afers purament polítics. Molts clergues catalans i aragonesos acudirien a la seu papal en recerca de prebendes, entre ells Però Martines de Luna, nomenat cardenal a Avinyó el 1375 i que seria el papa cismàtic Benet XIII d'Avinyó entre 1394 i 1417. L'Arquebisbat de Tarragona estava format per tots els bisbats dels països catalans, així com els aragonesos i alguns navarresos i castellans, fins al 1318, quan va erigir-se l'Arquebisbat de Saragossa, al qual correspongueren totes les diòcesis no catalanes. El 1377, el Papa Gregori XI tornà a Roma, però el 1378 es produiria el Cisma d'Avinyó, quan el col·legi cardenalici fugí de Roma afirmant que l'elecció del nou papa, Urbà VI no havia estat adoptada en condicions i elegí al bisbe de Ginebra com a Papa, amb el nom de Climent VII. Aquest cisma va ser un veritable trauma per a l'Església, car cadascun dels papes rivals crearen col·legis cardenalicis rivals i nomenarem bisbes i abats per duplicat. A més, les diferents nacions van tendir a situar-se d'acord amb directrius polítiques i dinàstiques, amb França, Borgonya, Savoia, Nàpols i Escòcia posant-se a les ordres de Climent VII i Anglaterra, Irlanda, Portugal, Alemanya i el centre d'Itàlia sota les d'Urbà VI. Castella, Navarra i la Corona d'Aragó finalment serien fidels a Avinyó. Entre 1408 i 1409, mentre que el Papa de Roma Bonifaci IX celebrava un concili a Pisa, Benet XIII es congregà a Perpinyà, on es produirien discussions molt fortes respecte a la solució del cisma.

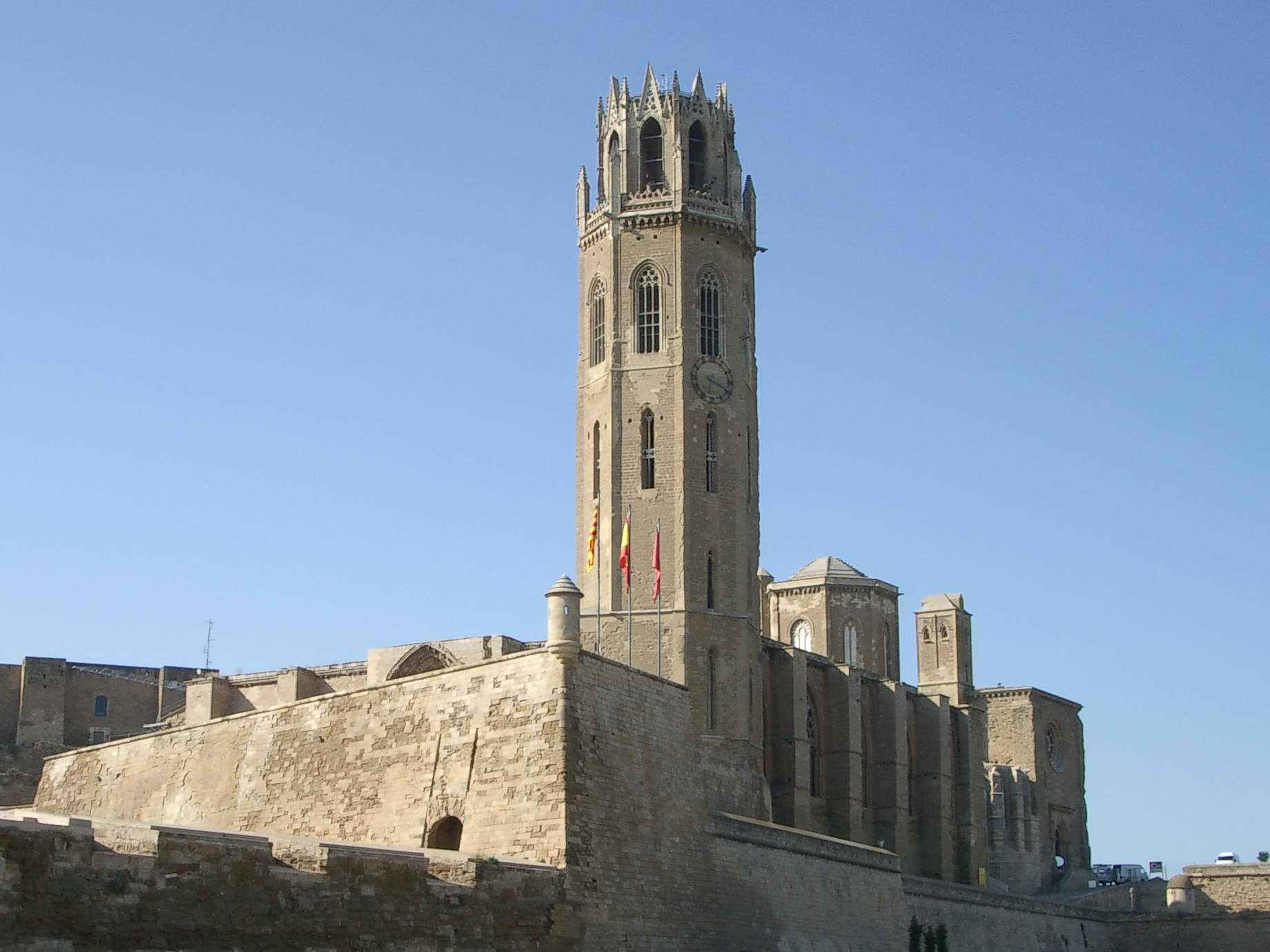
La Seu Vella de Lleida

En aquest període floriren certs corrents de franciscanisme exaltat; i dintre de la família reial mallorquina, aquests espirituals gaudiren de protecció davant dels conventuals. A més, també aparegueren moviments anàlegs, tot i que de tendències herètiques i cismàtiques, com els Fraticelli, contra els quals el Sínode de Tarragona de 1317 promulgà disposicions.
Alfons III el Benigne pretengué conduir una croada contra Granada des que inicià el seu regnat, per bé que la manca de suport entre els burgesos i la noblesa va fer que s'esllanguís la pretensió, però una revolta a Sardenya el va fer desistir i anar a lluitar contra els genovesos.
El regnat de Pere el Cerimoniós no començà bé: a una sèrie de males collites provocades per la sequera, arribà a Barcelona la Pesta Negra el 1348, causant una gran mortaldat entre una població malnutrida i vulnerable a les epidèmies (entre 1348 i 1352 moririen dos terços de la població). L'adquisició d'habitatges de l'entorn de la parròquia del Pi de Barcelona el 1349 per enderrocar-los i ampliar el cementiri és la imatge més pregona de com la mort s'abat. L'espiritualitat es vivia tràgicament, posant-se de moda els temes pessimistes i intransigents, de la corrupció de la bellesa, així com les danses macabres (com la que encara avui se celebra a Verges); així com els Via Crucis i les processons de flagel·lats. Els monestirs, canonges i rectorats, que vivien bàsicament de les seves propietats rurals, es quedaren sense diners, desapareixent moltes parròquies rurals i deixant-se de prestar molts serveis religiosos. Entre els principals pensadors del moment es troben a Francesc Eiximenis, equilibrat i moralitzador, Anselm Turmeda, de tarannà derrotista, i Sant Vicent Ferrer, predicador de la penitència i de visions apocalíptiques.
Durant la Pesta Negra, en plena crisi econòmica, nobles i eclesiàstics atiaren l'animadversió popular contra els jueus, acusant-los d'haver enverinat els pous i, així, provocat l'epidèmia; produint-se assalts contra els calls, especialment durant la Setmana Santa, de forma quasi folklòrica; atacant-los de manera especialment brutal el 1348 els calls de Barcelona, Cervera i Tàrrega; i de nou el 1391, quan una nova onada brutal eliminà definitivament els de Barcelona, València i Palma, i deixà tocat de mort el de Girona. El 1356, donant satisfacció als precs del monarca, Innocenci VI va promoure a cardenal al mallorquí fra Nicolau Rossell, inquisidor general de la Corona d'Aragó. El 1365, el framenor Pere d'Aragó (oncle de Pere III), presentà a Urbà V una declaració on es demanava que restituís la seu papal a Roma i procedís a la reforma de l'Església. Davant el Cisma d'Avinyó, el rei Pere III mantingué inicialment una actitud de neutralitat interessada que li permeté retenir les rendes eclesiàstiques, però aquesta no fou seguida per bona part del clergat que, per influència del cardenal Però Martines de Luna i de Sant Vicent Ferrer i de l'infant Joan, eren partidaris del papa Climent.
El 1376, Nicolau Eimeric redactà el Directorium Inquisitum, que s'afegeix a altres manuals inquisitorials escrits per Ramon de Penyafort i Bernat Gui. Havien estat dominics com Albert Magne o Tomàs d'Aquino qui, des del segle xiii, havien consolidat una visió escolàstica del cristianisme a partir del pensament aristotèlic, amb un fort predomini de la raó capaç de superar les malfiances que l'esperit projecta sobre la matèria. Es difongué un cristianisme molt segur i, alhora, molt intolerant vers allò que anés contra el disseny teològic diví. En aquells moments, l'Església s'estructurava sota un dret canònic adient, gràcies a les Decretals de Gregori IX, promulgades el 1234 després d'haver estat compilades per Ramon de Penyafort. La població assumí una religiositat molt atenta a escrutar els signes de tots els esdeveniments des del temor d'enutjar Déu i la preocupació personal per la salvació eterna. El comportament personal i la tolerància amb els enemics de Déu (com els jueus) comportava l'enuig diví, i tots els mals (les males collites, els terratrèmols, les pestes...) tenien un denominador comú: els pecats de qui regnaven els pobles.
Joan el Caçador, el mateix any del seu ascens al tron (1387), i influït per la seva muller Violant de Bar, reuní una assemblea de teòlegs a Barcelona que decretà l'obediència a Climent VII d'Avinyó, qui, en compensació, nomenà cardenal el bisbe de València.
En morir Joan I sense descendència, el succeí el seu germà, Martí l'Humà. S'entrevistà amb Benet XIII d'Avinyó a Avinyó, qui, l'1 d'abril de 1397, li lliurà la Rosa d'Or del Papa, i Martí li prestà homenatge feudal pel regne de Sardenya i Còrsega. Durant la seva estada a Avinyó s'entrevistà diverses vegades amb el Papa (amb qui estava emparentat per la reina Maria de Luna). Martí proposà, per arribar a la unió i posar final al cisma, l'abdicació eventual dels dos papes, procediment patrocinat per Benet XIII però refusat pels reis de França, Anglaterra i Castella, als quals Martí l'havia comunicat. La impossibilitat d'obtenir garanties per a la protecció del comerç i la greu successió d'agressions motivà les expedicions de 1398 i 1399 contra Ifríqiya i Tlemcèn el 1398 i 1399, avalades per Benet XIII d'Avinyó com a croada. El 1399, enmig de freqüents negociacions diplomàtiques, el rei Martí envià l'armada valenciana a auxiliar el Papa, però no hi pogueren arribar. Finalment, el 1403 tingué lloc l'evasió de Benet XIII, disfressat de cartoixà en combinació amb els ambaixadors catalans. El setembre del 1409 arribà a Barcelona, i a Bellesguard casà al rei Martí en el seu segon matrimoni, i presidí l'enterrament d'aquest el 1410.

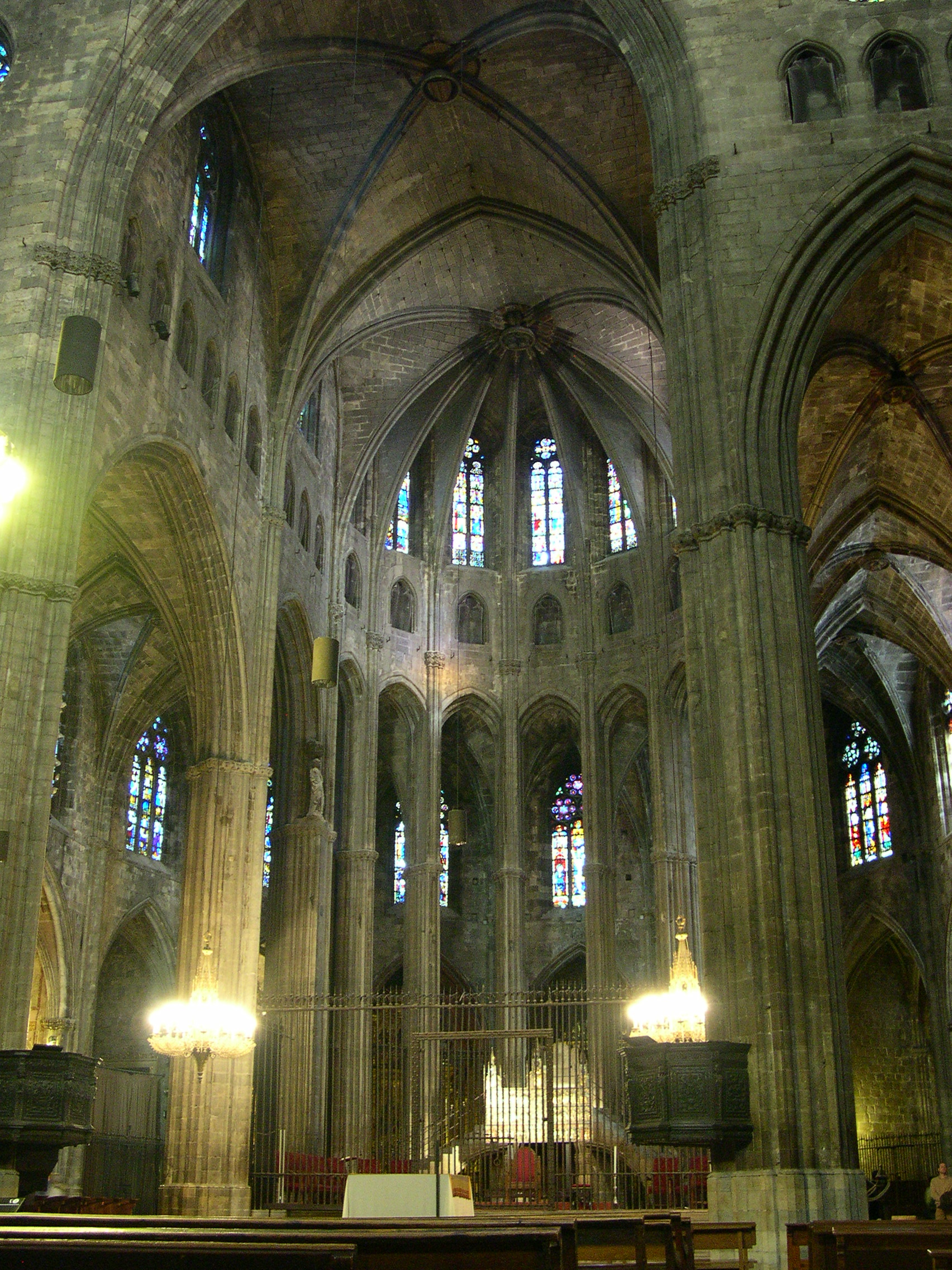
L'interior de la catedral de Girona, la nau gòtica més ampla del món.

Artísticament, des del començament del segle xiv reneix l'activitat constructiva, imposant-se les formes gòtiques, que adquiriran un estil propi, el Gòtic català, que es caracteritzarà per un interès més reduït en l'alçada que no pas els models francesos: les construccions són molt amples, i les torres i les agulles no determinen l'espai exterior. Aquest estil afavoreix poder disposar de grans espais sense obstacles interiors, aptes per a la predicació i la reunió de molta gent, sent ideals per als ordes mendicants predicadors. La decoració esdevé més naturalista, amb noves escenes de la vida de Jesús i dels sants. La planta de les esglésies sol ser d'una sola nau (Sant Pere de Perpinyà, els monestirs de Pedralbes i Sant Cugat, Santa Maria del Pi, Santa Maria del Mar o la catedral de Girona) tot i que també n'hi ha de 3 naus (les catedrals de Barcelona, Lleida, Tarragona, Tortosa o Vic), i l'exterior acostuma a ser de gran simplicitat. L'escultura és influenciada per l'escola toscana, i cal esmentar l'escultura funerària, com els sepulcres reials de Santes Creus i Poblet.

### Els Trastàmares
Quan va morir el rei Martí l'Humà, el Parlament va rebre els representants i les al·legacions dels aspirants a la corona: Lluís d'Anjou i Ferran d'Antequera. Mentrestant, les gestions de Benet XIII (qui esperava obtenir pressió a favor seu perquè el cisma de l'Església es resolgués a favor d'ell) d'una banda i les intrigues de la reina Violant, sostingudes per França, aconseguiren que el Parlament no pogués resoldre per si mateix la successió. Les dificultats per a la reunió dels Parlaments d'Aragó i València, a causa de les seves desavinences internes, va fer que Catalunya es resignés a tractar amb les simulacions de Parlaments. Mentrestant, tropes castellanes havien entrat a Aragó, cridades pels enemics del comte Jaume II d'Urgell, un dels pretendents a la corona. Les Corts Catalanes se sotmeteren a la imposició aragonesa, obsessionats a trobar una solució de concòrdia fos com fos, perquè tres compromissaris, reunits amb tres més d'Aragó i tres més de València, es reunissin a la ciutat de Casp i elegissin rei el 25 de juny de 1412 a Ferran d'Antequera, net per via materna de Pere III, malgrat que no encapçalés cap línia genealògica.
Durant el regnat de Ferran I va solucionar-se el Cisma d'Occident: dos dels Papes cismàtics (Gregori XII de Roma i el Papa conciliar Joan XXIII) renunciaven condicionalment a la tiara; però Benet XIII no va voler cedir. A Morella s'entrevistaren amb Benet XIII el rei Ferran i Vicenç Ferrer, però sense fruit. Poc després, l'emperador Segimon I acudí a Perpinyà on, juntament amb Ferran I, va requerir a l'antipapa que renunciés. Davant del seu obstinat rebuig, Ferran I, tot i deure-li la corona, va abandonar-lo i va sostreure de la seva obediència els seus territoris. Benet XIII, retirat a Peníscola, va seguir autotilulant-se Papa i tractant d'exercir com a tal fins a la seva mort el 1423.
Més enllà de les lluites teològiques entre els lul·listes i els seus detractors (que sostenien que les proposicions lul·listes eren herètiques), va haver-hi controvèrsies vers els jueus, destacant-se Vicenç Ferrer en la tasca d'apostolat. Ferran I també es mobilitzà des del primer moment per impedir que el net bastard de Martí l'Humà, Frederic, aconseguís la designació papal sobre Sicília, necessària per a la seva legitimació, sol·licitant als papes Benet XIII i Joan XXIII les investidures dels regnes de Sicília, Sardenya i Còrsega.
L'alta jerarquia eclesiàstica cada cop més eren persones que acumulaven molts càrrecs, que sovint no vivien a la mateixa seu i que cercaven sempre noves i millors prebendes, deixant les diòcesis i els monestirs en mans de procuradors. Així, al costat de persones destacades com Francesc Climent Sapera, bisbe de Tortosa, Barcelona i Saragossa, ocuparen les diòcesis personatges com Alfons d'Aragó (Tortosa i Tarragona), Pere de Cardona (Vic, Girona i va ser cardenal a Tarragona), el cardenal Roderic de Borja, bisbe d'Urgell, Cosme de Montserrat (Vic) i d'altres amb més nom i títols que no pas eficiència pastoral i eclesiàstica.
El regnat d'Alfons IV el Magnànim s'inicià segellant l'apartament dels seus dominis de l'obediència de Benet XIII, enviant una ambaixada al Concili de Constança, on Felip de Malla es distingí en el concili que va elegir al Papa Martí V (1417); però Alfons encara trigà a reconèixer aquest nou Papa i, per conveniències polítiques, afavorí l'elecció del seu successor, el valencià Gil Muñoz sota el nom de Climent VIII i la coronació d'aquest. El 1423 tornà a revifar-se el conflicte entre els arquebisbats de Tarragona i Toledo sobre la qüestió de la primacia d'Espanya arran d'una butlla que l'arquebisbe toledà Contreras a aconseguir de Martí V. El pontificat d'Eugeni IV no representà un progrés a les relacions, per la qüestió del Regne de Nàpols, en la que el Papa va llançar contra Alfons els genovesos i al Duc de Milà, que venceren a Alfons en el combat naval de Ponça, fent-lo presoner. El 1444, el papa Eugeni declarà nuls els drets del Magnànim sobre Sicília, Sardenya i Còrsega.
Posteriorment, quan els membres del Concili de Basilea proclamaren la deposició d'Eugeni i elegiren l'antipapa Fèlix V (1439), el rei Alfons adoptà una actitud expectant negociant alhora amb el pontífex romà i amb l'antipapa, tot oferint la seva obediència a qui li fes millors condicions; no sent fins al 1443 que, amb la intervenció d'Alfons de Borja, s'arribà a un acord complet entre Alfons i Eugeni. El 1447, un nou conveni amb el nou Papa, Nicolau V, assegurà encara més la vertadera obediència d'Alfons IV a la seu romana i s'apartà definitivament del moviment conciliador, assolint-se la unitat de l'Església Llatina el 1449. El 1448, el Papa Nicolau lliurà Còrsega als genovesos. A més de la tensió amb Gènova, Alfons comptà amb l'oposició de Venècia, Florència i el papat, malgrat que per la seva posició a Nàpols mediatitzà amb facilitat amb els Estats Pontificis.

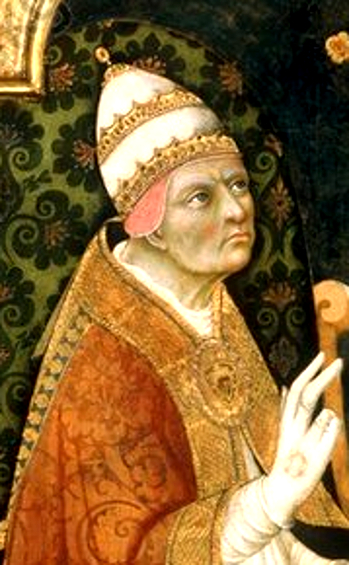
Calixt III, el valencià Alfons de Borja

La defensa de la cristiandat era una de les missions atribuïdes al rei Alfons. Des de 1444 advertí a diverses corts, entre elles l'anglesa i la borgonyona, la seva intenció d'encapçalar una croada contra els turcs. Quan Alfons de Borja va ser elegit Papa sota el nom de Calixt III (1455) volgué iniciar una croada contra els turcs: només dos anys abans havia caigut Constantinoble, i el perill islàmic cada dia era major per a l'Església. Malgrat això, els esforços de Calixt no assoliren el seu objectiu; sent el rei Alfons un dels qui no actuà prou acordadament amb Calixt, confessant que no tenia diners per assumir-la, motiu pel qual les relacions entre ambdós foren molt tibants. Quan el 1454 Alfons reclamà la croada, al·legant que ja ha negociat la coordinació d'albanesos, serbis i hongaresos, tampoc no es materialitzà cap campanya. El pontificat de Calixt III hauria estat exemplar pel seu zel extraordinari i perseverant en la defensa de la cristiandat davant l'amenaça otomana, així com per la seva enèrgica lluita contra l'heretgia; però mostrà una gran inclinació a la protecció dels seus parents i familiars, nomenant a alts càrrecs eclesiàstics diversos familiars que no es mostraren dignes, provocant una forta animadversió a Roma i als Estats Pontificis contra els catalans, els quals havien arribat a tenir un clar predomini (un escriptor contemporani, tot parlant de Roma, va exclamar «No s'hi veuen sinó catalans»).
El regnat de Joan II el Sense Fe abrandaria la revolució catalana que vindria a ser la rectificació violenta de la sentència de Casp. La reina Blanca I de Navarra, muller de Joan II, llegà aquest reialme al seu fill Carles de Viana, però Joan II va arrabassar-li el títol de rei i el deixà com a lloctinent. Derrotat Carles, aquest buscà la protecció del seu oncle a Nàpols; però quan tornà a Catalunya, Joan II es negà que se'l considerés primogènit, empresonant al príncep de Viana el 1460. Les reclamacions de la Diputació General aconseguiren alliberar Carles, però aquest emmalaltí i morí, emmetzinat segons el rumor popular. El poble menut, seguidor del Príncep de Viana, començà a considerar-lo sant i obrador de miracles tant en vida com després de la seva mort. La seva mort, juntament amb els conflictes del rei amb la Diputació i el Consell de Cent provocà la revolta de la pagesia; i quan el rei entrà a Catalunya amb un exèrcit, la Diputació el declarà enemic públic i s'inicià la guerra civil. Finalment, el 1472, el rei acceptà les condicions de capitulació que li proposà Barcelona, signant-se la Capitulació de Pedralbes Catalunya quedava pacificada i conservava les seves llibertats i institucions; però restava molt empobrida, amb les infraestructures urbanes malmeses, les epidèmies augmenten, hi ha males collites i s'han abandonat el comerç L'empobriment del país posterior a la guerra civil comporta que no es poden obtenir prou rendes de les propietats, amb l'Almoina del Pa de Girona reduint les pensions concertades a determinades institucions religioses i clergues. La guerra afectà un ampli sector de l'Església, principalment els grans dominis eclesiàstics, posseïdors de grans termes i masos: les revoltes remences revelen una maduresa de la pagesia, tradicionalment la més oprimida, i un canvi de mentalitat en la societat. Ja no s'admet el fatalisme de l'ordre establert pels prepotents, sinó que «per natura tots els homes naixen sots una condició e un mateix stament e només per ley humana són distingits e diferenciats».
En aquest temps, els poders de la Generalitat consistien en l'ordre legislatiu la publicació de les actes de la Cort i l'explicació i interpretació d'aquestes; en l'àmbit polític consistia a vetllar pel manteniment de les institucions i els privilegis, així com a proclamar el Sometent. També tenia atribucions de marina, amb una flota per a la protecció de les costes i el comerç. I, en l'àmbit judicial, tenia jurisdicció pròpia. El seu president era tradicionalment el membre del braç eclesiàstic. Les Ordinacions de l'Hospital General de la Santa Creu de Barcelona daten del 1417; i a mitjans del segle, el papa Calixt III concedí prerrogatives iguals que les de Barcelona per a la refosa de l'Hospital General de Santa Maria de Lleida.
El 1469, el seu fill Ferran es casà amb Isabel I de Castella, convertint-se en rei consort de Castella el 1475.

## L'edat moderna

### El regnat de Ferran IIel Catòlic
El casament de Ferran d'Aragó amb Isabel de Castella unificava sota una parella conjugal els regnes hispànics, tot i que cadascun dels regnes continua gaudint de les seves institucions particulars. Però aquesta unió no va consumar-se sobre una base d'igualtat, sinó que Ferran, d'origen castellà, va reconèixer, atorgar i impulsar l'hegemonia castellana: prohoms castellans van ocupar càrrecs públics de gran importància i monjos castellans s'establiren als monestirs de Poblet i Montserrat; i la Inquisició castellana s'introduí a Catalunya, nomenant-se el 1483 al dominic Torquemada (confessor del rei i Inquisidor General de Castella) Inquisidor General de Catalunya. El rei Ferran II veié que l'existència del braç eclesiàstic a les Corts no representava tant l'Església o el poder espiritual, sinó que era l'expressió d'unes jurisdiccions i competències amb concomitàncies polítiques, econòmiques i militars que el rei havia de tenir en compte, i la presència constitucional d'eclesiàstics en diversos llocs de l'estructura de l'Estat feien que Ferran tingués molt clar que li convenia controlar l'Església. Els reis monopolitzaren el nomenament dels bisbes, sense tenir en compte la seva nacionalitat i unificant al màxim totes les institucions de tipus eclesiàstic o religiós, la qual cosa comportà que les Corts reivindiquessin que aquests càrrecs fossin ocupats per naturals de Catalunya. L'establiment d'una única Inquisició responia a aquesta intenció unificadora dels seus estats. Malgrat l'oposició de totes les institucions catalanes (el Consell de Cent, la Generalitat, el clergat i els Cònsols de Mar), el rei es mostrà inflexible; encara que durant 3 anys Barcelona es resistí a les ordres reials en estreta unió de tots els seus estaments, amb el bisbe, el capítol i l'inquisidor tradicional al davant, enllaçant-ho amb la qüestió dels remences, llavors en fase aguda; i els inquisidors castellans foren expulsats de la ciutat. Però finalment, l'inquisidor castellà Alfonso Espina entra a Barcelona i el 14 de desembre de 1487 la nova Inquisició va fer el seu primer acte públic a Barcelona, amb una processó de penitenciats que van ser reconciliats a la fe catòlica en un acte de fe a la Plaça del Rei. Tanmateix, l'oposició al Sant Ofici no cessà, amb queixes contínues contra les actuacions del tribunal i propostes per ajustar-ne el funcionament a les lleis del país.

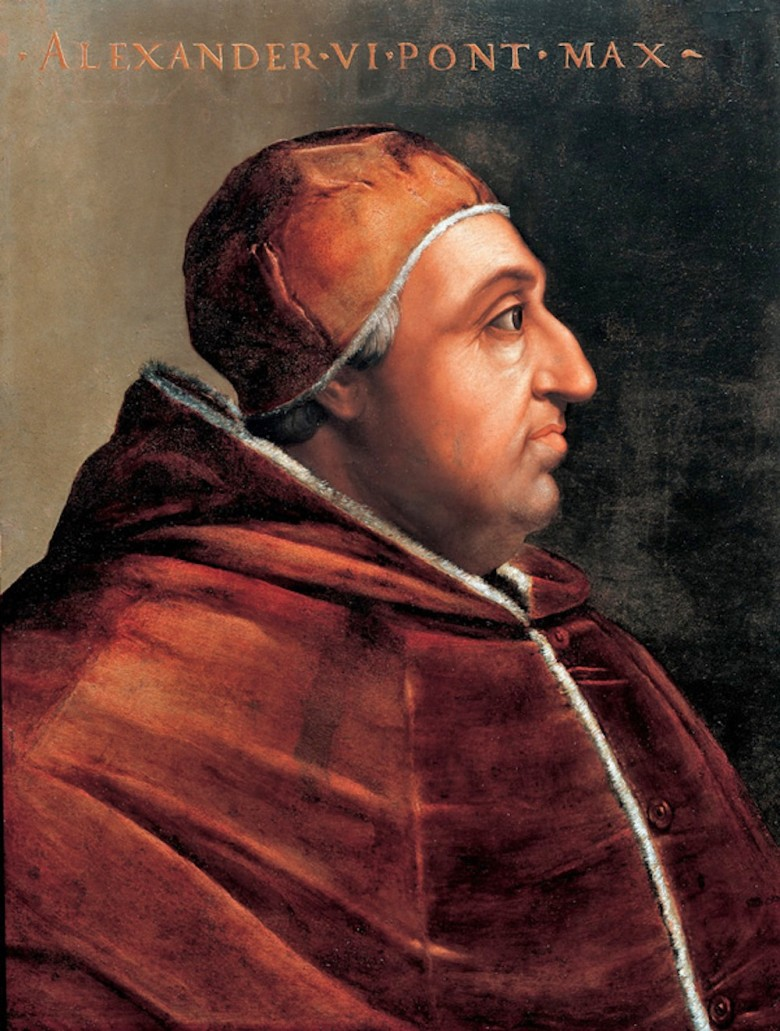
El valencià Roderic Borja, més conegut com el Papa Alexandre VI.

Segons els antics pactes de partició d'Espanya, el Regne de Granada pertanyia a la conquesta de Castella. Però quan es va dur a terme la seva conquesta, va caldre la col·laboració catalano-aragonesa. No va ser una col·laboració oficial (car hauria comportat convocar les Corts), sinó particular; i a títol particular van acudir tropes aragoneses, catalanes i valencianes. Les galeres reials de Catalunya, comandada per Galceran de Requesens, van tenir un paper important en les accions marítimes. Quan es publicà el jubileu de Croada el 1491 van allistar-se nous voluntaris a Barcelona i les banderes van ser beneïdes.
Després de la conquesta de Granada, el 30 de març de 1492, a iniciativa de la reina Isabel, es publicà l'edicte mitjançant el qual els jueus tenien quatre mesos per convertir-se o abandonar els regnes hispànics. La majoria d'ells van preferir expatriar-se, produint-se l'abandonament del país de milers d'artesans i mercaders, retallant-se en els aspectes econòmic i científic les possibilitats hispàniques.
El 12 d'octubre de 1492 Cristòfor Colom va desembarcar a l'illa caribenya de Guanahaní, trobant-se, al seu retorn, amb els reis a Barcelona. En el seu segon viatge (1493) s'enrolà un considerable contingent de catalans: el pare Bernat Boïl va ser el cap de la missió religiosa que havia de començar la conversió dels indis al cristianisme, i el pare Ramon Pané va ser el primer a escriure sobre els costums dels indígenes. Però després d'aquest viatge, la reina Isabel aconseguí del Papa Alexandre VI una butlla publicada el 3 de maig de 1493, segons les quals lliurava les noves terres als reis de Castella i Lleó, i no s'admeteren ingerències dels altres regnes hispànics, concentrant-se el monopoli del comerç transatlàntic primer a Cadis i després a Sevilla.

### Els Àustries

#### Carles I
Mort Ferran el Catòlic, amb la seva filla i hereva Joana mentalment malalta, el govern dels seus regnes cau en mans del seu net, Carles, entrant una nova dinastia (la dels Habsburg). Els regnes hispànics, però, continuaven mantenint les seves institucions particulars. Carles va ser acceptat com a sobirà molt més fàcilment pels catalans que no pas pels aragonesos o els castellans. S'iniciava també un període d'hegemonia europea, car Carles aplegava els dominis de la Corona d'Aragó, amb Sardenya, Sicília, Nàpols, Malta i diverses places al nord d'Àfrica, els dominis de la corona de Castella, amb els dominis al Nou Món, els dominis de la casa de Borgonya (el Franc-Comtat, Luxemburg, Flandes i els Països Baixos) i els dominis de la casa d'Àustria. A més, l'elegirien emperador d'Alemanya i el 1535 hi afegiria el Milanesat. Carles va quedar favorablement impressionat per l'acolliment dels catalans; i aquest sentiment, l'atenció donada a les empreses mediterrànies (tradicionals de Catalunya) i el respecte cap a les institucions pròpies donà com a resultat un període de relativa prosperitat econòmica.
El 1522, el neerlandès Adriaan Floriszoon, bisbe de Tortosa va ser escollit Papa, sota el nom d'Adrià VI. El 1531 la reina Isabel de Portugal, en absència del rei Carles, obtingué un mandat papal perquè es comencés una reforma com la que s'estava portant a terme a Castella, basada en tres punts: la millora del nivell intel·lectual del clergat amb la creació d'universitats, l'elevació del nivell moral i religiós del clergat desvinculant-lo de les famílies nobles i la reforma dels ordes religiosos. El bisbe de Barcelona Lluís de Cardona rebé aquell mateix any el mandat, però el seu trasllat a Tarragona feu que ni tan sols aquesta comencés. El 1539 arribava el nou virrei, Francesc de Borja, amb l'ordre estricta rebuda de l'emperador de procedir a la reforma. Enmig de moltes dificultats i l'enfrontament entre el rei, que volia confiar la reforma a la Inquisició, i el Papa, que preferia el camí episcopal, es començà a posar en marxa. La reforma monàstica també provocà alteracions importants, i el traspàs d'algunes abadies benedictines catalanes (Montserrat, Ripoll i Sant Feliu de Guíxols) a la Congregació Claustral de Valladolid, i l'arribada de monjos i abats castellans provocà nombrosos problemes durant tot el segle xvi.
Els moriscos, descendents dels antics sarraïns, conservaven la seva religió i costums. Les Corts Catalanes ja havien aconseguit de Ferran II el compromís de no foragitar-los; i les Corts Valencianes també eren contràries a l'expulsió i partidàries de la tolerància religiosa. L'emperador, instigat pel papa, va dictar rigoroses mesures contra ells, i després d'alçar-se en armes, els moriscos van resistir, principalment a la serra d'Espadan (1526). Però finalment van haver de capitular i acceptar el baptisme. El 1535, davant del perill dels turcs a la Mediterrània, Carles ordenà la construcció d'una flota a les drassanes barcelonines per llançar expedicions contra Tunis i Alger, conquerint-se les places de Goleta i Tunis, però fracassant a Alger.

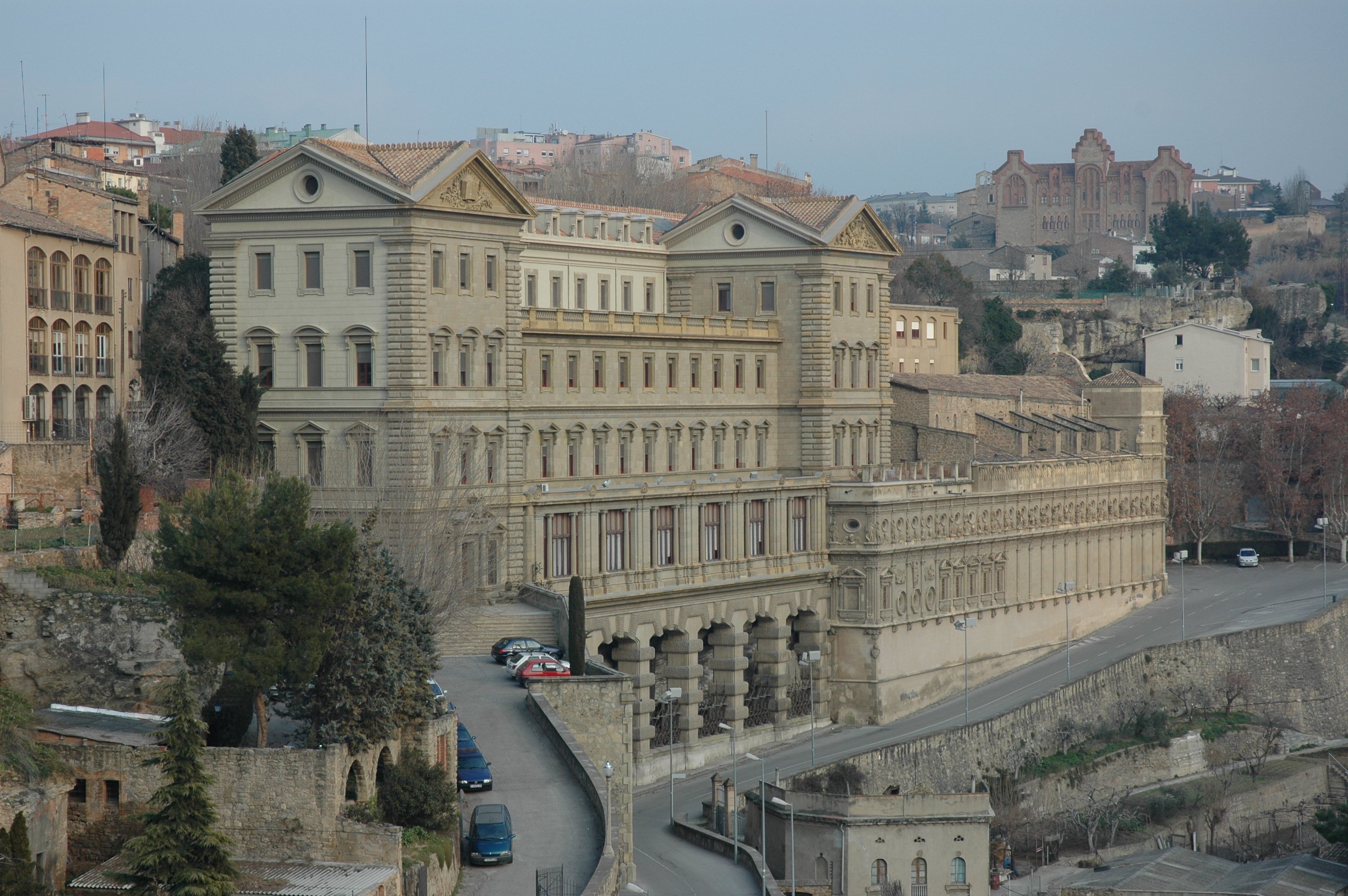
La Cova de Sant Ignasi a Manresa.

El 1522, Ignasi de Loiola arriba a Manresa dirigint-se com a pelegrí a Montserrat, abans d'embarcar-se cap a Terra Santa, on s'estaria prop d'un any com a ermità i on redactà els seus Exercicis espirituals. El 1540, Pau III promulgà una butlla aprovant l'anomenada Companyia de Jesús, de la que el pare Ignasi seria el primer general. Tot i que en un principi tenien com a intenció establir-se a Terra Santa com a missioners, ara es posaven a disposició del papa per portar a terme la seva tasca de missió allà on ell volgués enviar-los; convertint-se en la força més important de la Contrarreforma.
Davant el clamor generalitzat a tota la cristiandat i les pressions de l'Emperador, el papa Pau III decidí convocar un concili ecumènic, que s'inicià el 13 de desembre de 1545 a la ciutat de Trento. El Concili de Trento es reuní en tres etapes, constà de 25 sessions i va ser presidit per 3 papes (Pau III, Juli III i Pius IV). A la primera convocatòria (1545-1547) no assistí cap bisbe català i només alguns teòlegs o canonistes. A la segona convocatòria (1551-1552) assistiren Ferran de Loaces, bisbe de Lleida i Miquel Despuig, bisbe d'Urgell, a més de bisbes auxiliars de Barcelona i Tarragona. A la tercera convocatòria, ja en temps de Felip II (1562-1563), hi assistiren el bisbe de Vic Aciscle Moya, el bisbe de Girona Arias Gallego, el bisbe de Tortosa Fra Martín de Córdoba y Mendoza i, de manera molt destacada, Guillem Caçador, bisbe de Barcelona, aconseguint que les obres de Ramon Llull fossin retirades de l'Índex de Llibres Prohibits, posades el 1559. El bisbe d'Urgell, Pere de Castellet no hi assistí per evitar que els hugonots aprofitessin la seva absència per assaltar el bisbat.
Malgrat les simpaties de Carles V per Catalunya, la penetració castellana en l'ordre eclesiàstic continuà: la majoria dels prelats de les diòcesis catalanes ja no eren catalans, i els conflictes amb la Inquisició sovintejaren i arribaren a ser greus, provocant les queixes de les Corts davant del monarca; però en aquesta qüestió Carles es mostrà inflexible i el Sant Ofici acabà triomfant.
Davant el problema del bandolerisme, Carles I volgué solucionar el problema del "clergue bandoler", demanant a Climent VII la concessió d'un tribunal especial que, per delegació papal, pogués jutjar i sentenciar aquests casos abans de portar-los a la justícia reial. Juli III el ratificà i amplià les competències el 1551; i Gregori XIII reduí el 1572 el nombre d'esglésies que, a les ciutats, podien oferir el dret d'asil.
Fatigat per una llarga i neguitosa vida de govern, amargat pels fracassos essencials de la seva política i les seves aspiracions (com la del triomf de la Reforma protestant a Alemanya i el dels turcs a la Mediterrània), i malalt, l'emperador Carles decidí abandonar el govern en les abdicacions de Brussel·les de 1555-1556 a mans del seu primogènit, Felip.

#### Felip II
L'aplicació del Concili de Trento va quedar molt condicionada per la voluntat i arbitrarietats de Felip II. Ell havia enviat bisbes i teòlegs al concili, pagats pel seu tresorer, i encara que no volia entorpir les decisions del Concili, sí que volia controlar-les. Ordenà que els assistents al concili es reunissin amb ell a Barcelona, amb la voluntat que les decisions que prenguessin els bisbes tinguessin l'aprovació reial, prescindint de la papal. La primera arbitrarietat va ser suspendre el Concili Provincial de Tarragona de 1564, convocat per l'arquebisbe Ferran de Loaces, deixant-lo prosseguir a Barcelona el 1565. La Tarraconense era la primera de totes les províncies del món catòlic que feia la recepció solemne del concili de Trento, acceptant-lo com a normatiu i obligatori. En aquest concili s'acceptà la doctrina tridentina, tractant-se la unificació de tots els ritus i de la vida del clergat. Seguint les disposicions tridentines i per tal d'assegurar la formació adequada del clergat, entre 1568 i 1572 es posà en funcionament el Seminari de Tarragona, primer de Catalunya; el 1589 ho feu Girona, el 1592 la Seu d'Urgell i el 1593 el de Barcelona.
Una de les figures de vida religiosa sorgida al segle xvi fou la del clergue regular, un religiós vinculat a un orde que afegeix als tres vots canònics (castedat, pobresa i obediència), un quart vot per complir l'especialització que assumeix: atenció pastoral (teatins), ensenyament (escolapis), assistència als malalts (camils), disponibilitat total a les ordres del papa (jesuïtes), i d'altres. De tots aquests ordes, només els jesuïtes arribaren a Catalunya al segle xvi, i s'establiren a Barcelona, Tarragona, Lleida i Girona.

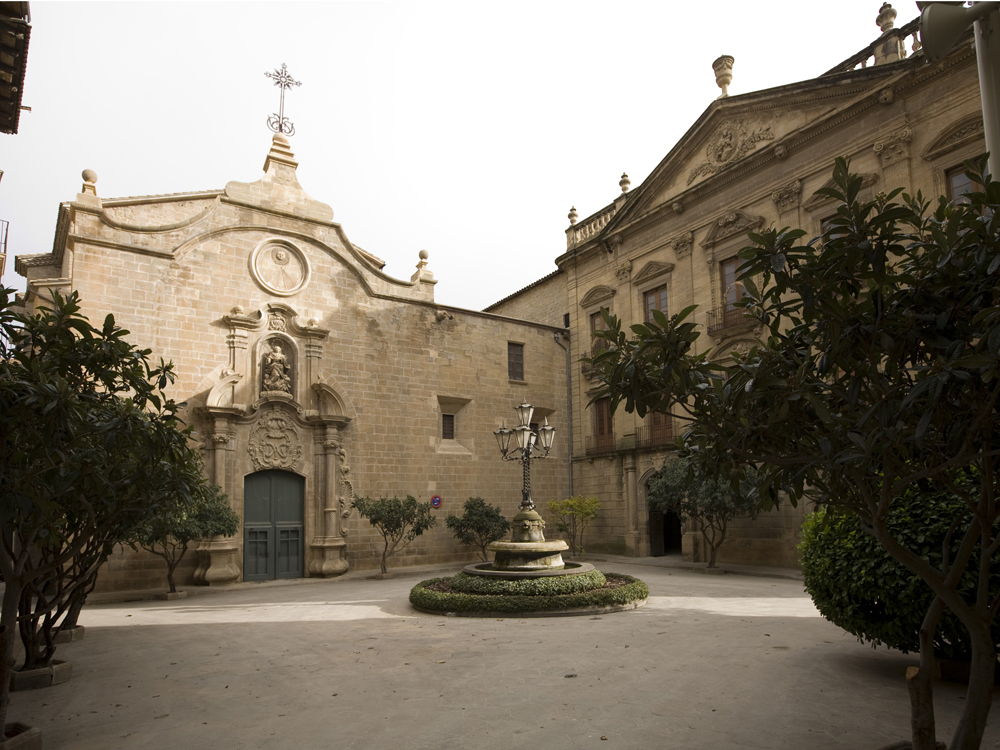
La catedral de Solsona, diòcesis creada el 19 de juliol de 1593.

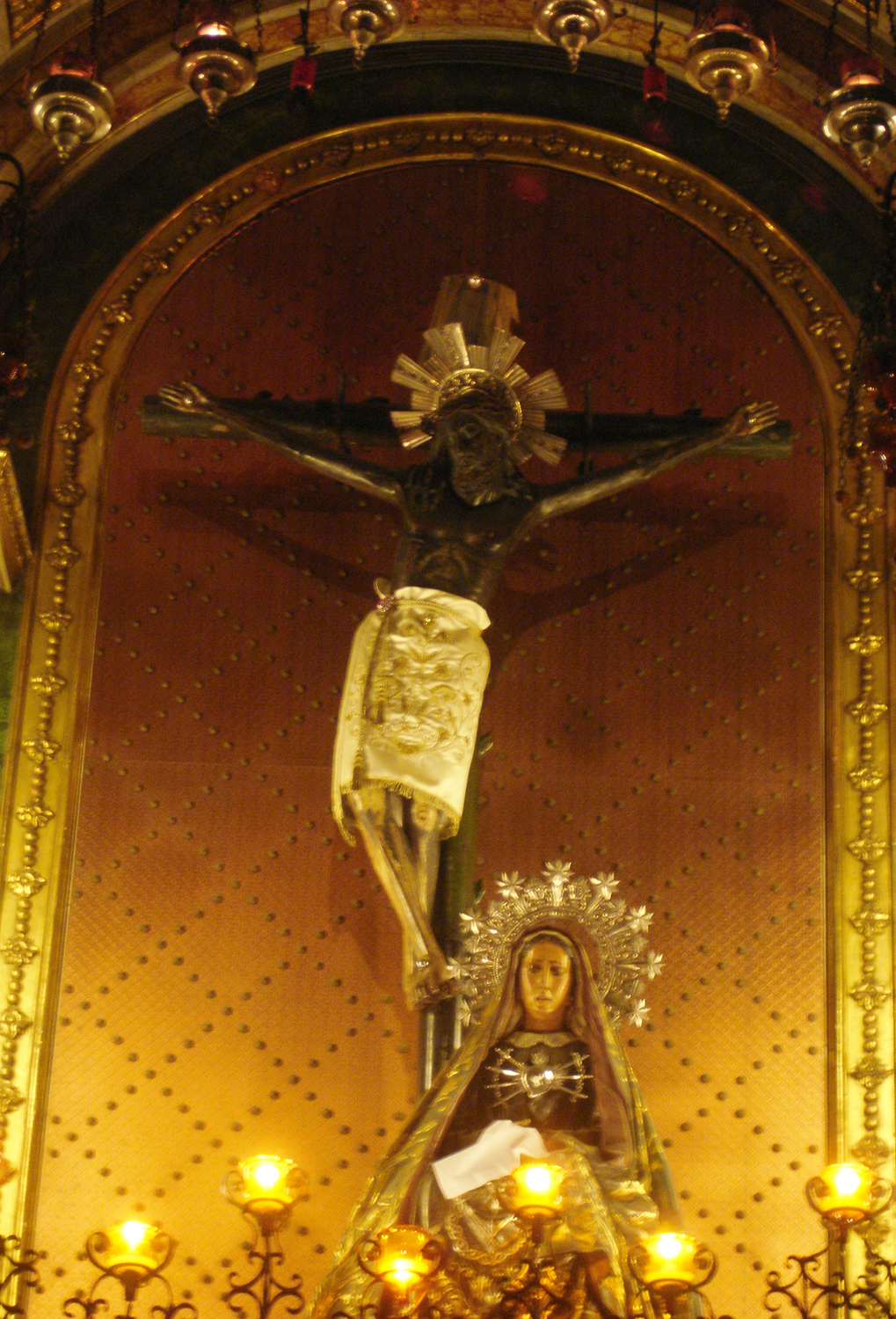
El Crist de Lepant, venerat a la catedral de Barcelona.

Al segle xvi la geografia eclesiàstica del Principat estava organitzada en vuit diòcesis (Tarragona, Barcelona, Girona, Urgell, Lleida, Vic, Elna i Tortosa). L'1 d'agost de 1592 Climent VIII promulgà la butlla de creació del Bisbat de Solsona, erigit per reforçar la vigilància fronterera davant els perills de l'arribada de calvinistes i hugonots. El primer bisbe va ser Lluís de Sanç i Còdol. Els bisbes, juntament amb els capítols catedralicis i els abats dels grans monestirs com Poblet, Ripoll o Sant Miquel de Cuixà formaven l'alta jerarquia eclesiàstica catalana; amb tot les seves rendes eren escasses, sobretot si les comparem amb les castellanes. Malgrat que disposessin de constitucions i privilegis, els monarques de la casa d'Àustria, basant-se en el dret de presentació atorgat per Adrià IV al rei Carles I el 1523 van seguir nomenant bisbes no catalans, i dels 86 bisbes nomenats a Catalunya entre el 1500 i el 1640, només 33 eren nascuts a Catalunya. El fet que els canonges catalans, originaris de la petita noblesa, veiessin barrat el seu ascens a l'escalafó eclesiàstic per la vinguda de prelats forans fou un element de conflicte constant., fent que els canonges es resistissin a acatar moltes reformes tridentines que reforçaven el poder dels bisbes sobre les seves diòcesis.
El 1571, el papa Pius V, Felip II, la República de Venècia, la República de Gènova, el Ducat de Savoia, els hospitalers de Malta van pactar una aliança contra el perill turc a la Mediterrània, sota el nom de Lliga Santa. La participació catalana a l'empresa va ser important, ja que era català el lloctinent del generalíssim Joan d'Habsburg i Blomberg, Lluís de Requesens. Els estols enemics van trobar-se a Lepant, concloent amb una victòria aliada, que finalment es demostrà isolada. En ser tanta la intervenció catalana, la majoria dels trofeus es van portar a Catalunya, entre ells el fanal de la nau de l'almirall turc Alí-Paixà (conegut com la llàntia del rei moro), portat a Montserrat, el Sant Crist de Lepant, venerat a la catedral de Barcelona, i la Verge de la Victòria del convent de Montsió.
A la dècada de 1580, les picabaralles entre monjos catalans i castellans a Montserrat tenien com a rerefons el conflicte de poders entre el rei i el Consell de Cent pel control de l'abadia, car els consellers volien la creació d'una província benedictina catalano-aragonesa, independent de la castellana. Els monjos castellans hi acudien com un país conquerit, vexant als monjos i als fidels catalans i emportant-se de Catalunya una gran quantitat de moneda procedent de les rendes del monestir o de les almoines. Felip II no accedí a la separació, però després d'una accidentada visita apostòlica, s'establí una alternança d'abats catalans i castellans. L'orde de la Mercè també patí una temptativa d'intromissió similar, encara que mai no aconseguiren el predomini com a Montserrat; i el convent de Barcelona sempre va conservar la preeminència per escollir al general de l'orde.
En aquesta època, una xarxa d'unes 2.000 parròquies cobrien la Tarraconense. El nomenament de rectors corresponia als bisbes, encara que alguns abats i capítols catedralicis gaudien del dret de nomenament. Les reformes tridentines havien propugnat uns "rectors ideals", que havien de residir a la parròquia, tenir una formació assegurada pels seminaris i una forma de vida austera i respectuosa amb el celibat, encara que els vells vicis i carències no es desterraren totalment. La parròquia era, juntament amb els gremis dels oficis, el centre de sociabilitat, especialment en l'àmbit rural. Les obreries, encarregades de la cura i del finançament de la parròquia, també eren un instrument de solidaritat comunal. Les confraries de devoció lligades a les parròquies tenien com a funció originària practicar obres pietoses de caritat i fomentar el culte, alhora que exercien funcions socials com organitzar les festes populars, la caritat pública i l'ajuda mútua entre els confrares. L'aplicació de la reforma tridentina i el fet de tenir bisbes residents es traduí en visites pastorals que vetllaven per l'estat de les parròquies i dels fidels, en la creació de confraries i l'esplendor del culte.
Durant els segles xvi i xvii va tenir lloc una important immigració des de l'Occitània, a causa de l'encongiment demogràfic tardomedieval que comportà un abundant mercat de treball; així com l'afluència de l'or i la plata americans que contribuïren a fer que els salaris poguessin augmentar, a més dels lligams històrics i l'afinitat lingüística. A finals del segle xv arribaren diversos preveres des de França, instal·lant-se a les diòcesis catalanes, en especial a les parròquies de les diòcesis frontereres. Quan van esclatar les Guerres de religió a França, aquest clergat tingué un paper molt important com a pont a les onades d'immigrants que fugien de la guerra. Al bisbat de Barcelona, entre 1588 i 1635, es fundaren 46 associacions pietoses sota l'impuls dels immigrants francesos. Però, com que molts d'aquests immigrants procedien de zones on els protestants estaven arrelats, van ser objecte d'una vigilància especial per part dels oficials reials i la Inquisició i, el novembre de 1561 Felip II donà instruccions al virrei perquè els capellans els vigilessin de prop, car a ulls del Sant Ofici el perill de contaminació herètica era indiscutible. El 1562 el virrei Garcia de Toledo va manar que tots els immigrants francesos que havien entrat a Catalunya des de 1561 s'hvien de proveir d'un certificat d'ésser bons vassalls i catòlics.

#### Felip III, Felip IV i Carles II
La mort de Felip II el 1598 va posar el govern de la immensa monarquia espanyola no pròpiament en mans del seu fill Felip III, sinó a mans de Francisco Gómez de Sandoval-Rojas y de Borja, duc de Lerma i vàlid del rei. El 1601, la seu episcopal d'Elna va ser traslladada a Perpinyà, capital del Rosselló i ciutat més important de la contrada. El 1609, a instigació de l'arquebisbe de València Joan de Ribera, Felip III decretà l'expulsió dels moriscos valencians, als quals només es concedí 3 dies per abandonar el país; tot i les súpliques dels tres estaments del regne contra aquesta decisió. El 1610 van ser expulsats els moriscos que habitaven a les riberes de l'Ebre i del Segre.
Des del regnat de Ferran el Catòlic, la tendència dels monarques i governants havia estat, respecte a Catalunya, deixar-la al marge de les grans empreses hispàniques, només requerint-la quan l'empresa l'afectava directament. Però la multiplicitat de les empreses hispàniques exigia tothora recursos creixents, recursos que, tot i l'or que provenia d'Amèrica, Castella ja havia esgotat; i a mesura que augmentaven les necessitats de la cort, augmentaven paral·lelament les ànsies d'esbotzar les lleis que s'oposaven al saqueig de les finances regionals, a la imposició de tributs de tota mena i a les lleves de soldats i mariners. A aquests factors s'unien les tendències de l'època de portar els grans estats vers la centralització i la uniformitat. Tots aquests factors van aplegar-se en el regnat de Felip IV i en el govern del seu vàlid, Gaspar de Guzmán y Pimentel, Comte-duc d'Olivares.
Entre els instruments més influents per aconseguir una castellanització lingüística hi havia l'Església. La presència de bisbes de naturalesa castellana a les diòcesis catalanes, així com l'arribada de nous ordes, sovint pioners en l'oratòria barroca castellana, foren importants vehicles per a la penetració lingüística castellana. Als concilis de la Tarraconense immediatament anteriors a la Revolució de 1640, la controvèrsia lingüística agafà un indubtable to polític. Al sínode provincial convocat per l'arquebisbe Antonio Pérez es va discutir un memorial presentat pel bisbe de Tortosa Justino Antolínez de Burgos sobre la llengua de les predicacions. Aquest memorial defensava la predicació en català amb uns arguments basats en la necessitat que els feligresos tinguessin una comprensió generalitzada de la doctrina predicada («Por uno sólo que dexase de entenderla se havia de predicar en catalán»). El resultat fou que s'aprovà una constitució sinodal que insistia a predicar sempre en la «lingua materna et chatalana».

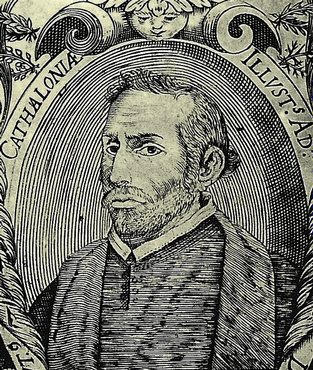
El canonge d'Urgell i president de la Diputació General Pau Claris.

Les Corts es negaven a acceptar els diferents virreis, car el rei no jurava les Constitucions; a més que els projectes unificadors d'Olivares eren coneguts i suscitaven actituds d'oberta oposició. Les Corts celebrades el 1626, després de sessions oratjoses, van ser tallades per la partença inesperada i ofensiva del rei. Durant els 10 anys que precediren la revolució de 1640, la situació política i social catalana no deixà d'agreujar-se. Es tornaren a remoure les qüestions del quint i dels fogatges i començaren els allotjaments de tropes, una de les causes principals que, amb els abusos conseqüents, portarien a la revolta. Les Corts celebrades el 1632 amb motiu de la segona visita reial van fracassar de nou. El nou virrei, Ferran d'Àustria, inicià una ofensiva contra les institucions catalanes, ordenant que es pagués el quint (1634), que es fessin lleves forçades de mariners i pescadors per a les flotes reials, i establint-se impostos il·legals; afegint-se a una fam generalitzada i la presència de la pesta. La Guerra dels Trenta Anys ja feia 20 anys que assolava Europa, i el 1639, a causa de les provocacions espanyoles, un exèrcit francès va entrar al Rosselló. Després d'expulsar els francesos, l'animadversió entre els naturals i les tropes reials no havia fet sinó enfondir-se, esclatant fins i tot durant la lluita armada. Malgrat les peticions que les tropes abandonessin el territori, Olivares decidí que es quedessin; i aquestes es comportaren com un exèrcit d'ocupació, llançant-se sobre els paisans i arribant a profanar els temples, donant un contingut religiós a la revolta. Finalment, el 7 de juny de 1640, Festivitat de Corpus, esclatà la revolta. En moment de la revolta hi havia 3 figures eclesiàstiques al capdavant: Pau Claris, canonge d'Urgell i president de la Diputació General i promotor del Pacte de Ceret amb la França de Lluís XIII i del cardenal Richelieu; el bisbe d'Urgell Pau Duran, enfrontat amb el seu canonge i promotor de la vinculació amb Espanya; i el bisbe de Barcelona i virrei durant el conflicte Gil Manrique. El 29 d'agost van establir-se els pactes segons els quals França auxiliaria militarment Catalunya. Els mandataris catalans aspiraven a la instauració d'una República Catalana sota la protecció del rei de França, però els esdeveniments van fer que, el 23 de gener de 1641, les institucions catalanes juressin fidelitat a Lluís XIII. En el moment d'iniciar-se la guerra, els bisbes de Vic, Barcelona i Girona van continuar en les seves diòcesis, sent expulsats pels francesos; els bisbes de Solsona, d'Elna, d'Urgell i Lleida es passaren al bàndol castellà. El 26 de gener de 1641 l'exèrcit castellà era derrotat en la batalla de Montjuïc; i el 19 de setembre el rei Lluís XIII signà un pacte que conservava formalment l'ordenament institucional i incloïa reformes desitjades, com que la jurisdicció de la Inquisició quedés limitada a les causes de fe; però el delegat francès, Pèire de Marca, exigí jurament de fidelitat al rei de França als eclesiàstics catalans, la qual cosa fou causa d'exili de molts d'ells i del pas d'altres al bàndol castellà, substituint-se per clergues francesos. En l'àmbit protocol·lari, les relacions van tenir una aparença idíl·lica, incloent-se el 26 d'agost, festa de Sant Lluís Rei de França, a les celebracions de Barcelona. L'11 d'octubre de 1652 capitulà la ciutat de Barcelona, i juntament amb el perdó general ofert per Joan Josep d'Àustria suposaren el retorn de la ciutat i de la major part de Catalunya a l'obediència del rei castellà. El 1653, Joan Josep d'Àustria va manar als capítols de canonges que exhortessin els rectors de les esglésies que «tots los dies de festa major i en los dies de més concurs de gent publiquen a ses parroquians lo molt que deuen estar atents al servei de Sa Magestat». Després del Tractat dels Pirineus es perdria la diòcesi d'Elna, on s'iniciaria una forta campanya de francesització eclesiàstica, portada a terme principalment pels jesuïtes francesos. Un fet comú a les tropes franceses i espanyoles fou la brutalitat de les tropes, tant cap al poble com al clergat i els llocs sagrats, i el clergat català no dubtà a presentar-los com heretges. A la guerra li seguí una repressió posterior, que afectà els símbols i emblemes de la guerra; i santa Madrona, patrona i protectora de Montjuïc i santa Eulàlia, patrona del braç armat de Barcelona, foren substituïdes per la Mare de Déu de la Mercè, la verge de la redempció que simbolitzava el "rescat" de Barcelona per les armes del rei catòlic.
Quan Felip IV va morir, el 1665, el seu fill Carles II només tenia 4 anys. La reina, Maria Anna d'Àustria assumí la regència, assessorada per una Junta de Govern en la que hi havia dos catalans: Guillem Ramon de Montcada, marquès d'Aitona i Pasqual de Cardona, cardenal d'Aragó. Aviat, però, la reina va donar una influència decisiva en el seu govern al seu confessor, el jesuïta alemany Joan Everard Nithard. Joan Josep d'Àustria, qui aspirava al govern, va fugir a Catalunya, on rebé el suport popular. La reina, temorosa d'un alçament, va fer que Nithard abandonés el regne i nomenà a Joan Josep virrei d'Aragó. El 1684 les tropes de Lluís XIV de França envaïren Catalunya. Encara que d'un inici el virrei marquès de Gastañaga encoratjà l'acció dels partisans contra els francesos, arribaren ordres des de Madrid prohibint atacar els francesos en petites partides (1695). El 1697, Barcelona va ser ocupada pels francesos.
Quan Carles va morir el 1699 sense descendència i sense deixar un successor clar, va deixar el camp lliure a la pugna entre dos pretendents: Felip d'Anjou i Carles d'Àustria.

### Els Borbons

#### Felip V
La notícia de la mort de Carles II va ser rebuda a Barcelona amb mostres de dol i cerimònies funeràries més o menys sentides, imprimint-se diversos sermons, oracions i composicions literàries en honor de la figura del monarca difunt.). Felip V va jurar les Constitucions el 4 d'octubre de 1701, després que el seu avi, Lluís XIV de França li recomanés prudència. Però a partir de 1702 aparegué el Partit Austriacista, i el conflicte internacional desfermat entre França i Espanya (ambdues amb rei Borbó) i les potències de la Gran Aliança de la Haia no feu sinó augmentar els recels de Madrid i convèncer els sectors dirigents catalans que hi havia una via alternativa per aconseguir les seves aspiracions polítiques i econòmiques (l'esperit uniformista francès no s'adeia amb l'esperit pactista de la corona d'Aragó, i un bon sector de Catalunya no oblidava les invasions franceses d'entre 1652 i 1694 Així, el 1705, tropes Aliades desembarquen a Catalunya i es produïa l'alçament contra les tropes espanyoles.
El 22 d'octubre de 1705 l'arxiduc Carles s'instal·lava a Barcelona, jurant les Constitucions el 7 de desembre al convent de Sant Francesc. L'entrada a Barcelona dels austriacistes creà una nova situació: el bisbe de Barcelona, Benet de Sala i de Caramany va voler mantenir-se al costat del poble davant les arbitrarietats del virrei; sent confinat a Madrid entre 1704 i 1706, i va haver d'exiliar-se en marxar l'arxiduc Carles; el bisbe de Tortosa, Silvestre Garcia, fou expulsat refugiant-se a Castelló; o el de Lleida, Francesc Solís, partidari dels Borbons, acabà refugiat a Madrid. La situació es complicà encara més quan Climent XI reconegué a Carles III com a rei d'Espanya i li concedí tots els drets que els monarques tenien sobre l'Església. La guerra es caracteritzà per la lluita aferrissada. Quan es conqueriren Lleida i Tortosa la violència fou ferotge, practicant-se el pillatge i el saqueig, i «el honor de las mujeres no se respetó ni en los lugares más sagrados; el Santa Sanctorum fue profanado, robando las preseas y derramando las Formas sin reverencia a tan augusto y divino Sacramento» com testimoniaren els mateixos borbònics; encara que, les tropes austriacistes, formades principalment per holandesos i anglesos, també cometeren sacrilegis a les esglésies. El 1710, el Partit Tory britànic, que s'havia mostrat crític amb la intervenció britànica a la Guerra de Successió, pujà al poder. Mesos després, a l'abril de 1711, morí l'emperador Josep I, germà de l'arxiduc Carles, pujant aquest al tron imperial sota el nom de Carles VI, i produint-se un canvi d'equilibris europeu, suscitant-se el temor de la constitució d'una gran potència habsburguesa, signant-se els tractats d'Utrecht i Rastatt, que consagraven un nou equilibri europeu i abandonaven als catalans a la seva sort. A inicis de 1714 les tropes borbòniques van ocupar quasi la totalitat del Principat, iniciant-se un setge a Barcelona que duraria 14 mesos, fins a l'11 de setembre de 1714.

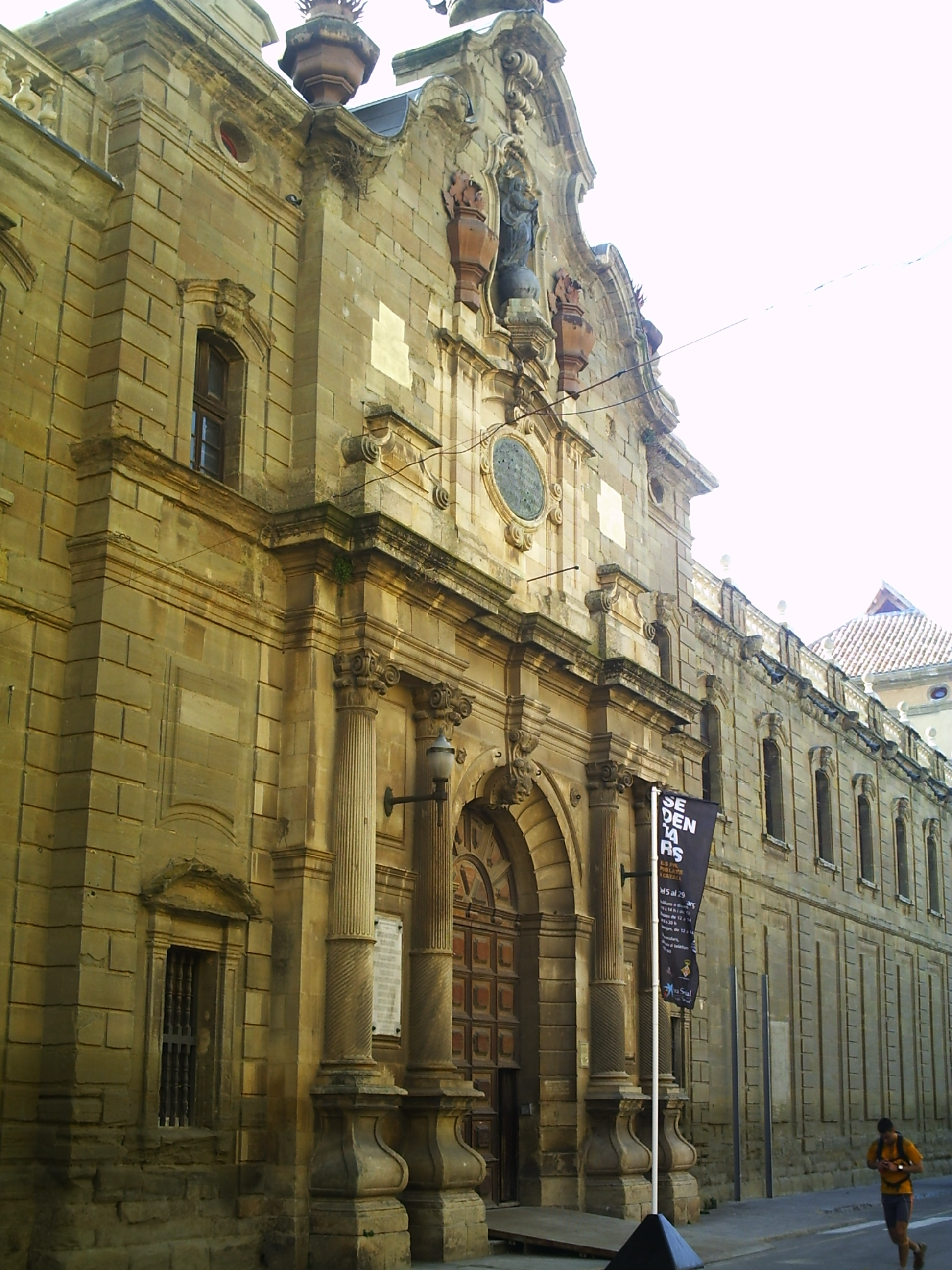
Façana de la Universitat de Cervera

Un cop Felip V va ser amo absolut del país, prengué represàlies contra tots els seus adversaris. Llevat del dret civil se suprimiren totes les institucions catalanes mitjançant els Decrets de Nova Planta. L'ús del català va ser foragitat en la tramitació dels plets i, a poc a poc, de les escoles; a més que es recomanà que es prediqués a les esglésies en castellà, tot i que el Concili Tarraconense de 1727 insistia que es prediqués en català i que no es permetés que l'Evangeli no fos predicat en cap altra llengua que la materna. Encara que el castellà es convertí en la llengua oficial, hi ha prou indicis per pensar que a molts ajuntaments i capítols catedralicis el català continuà sent la llengua d'expressió habitual dins de la institució. Els jesuïtes foren qui més aprofundiren en aquesta castellanització de l'ensenyament. Tanmateix, almenys fins a la dècada de 1760, l'Església, especialment el baix i mitjà clergat, fou un element resistent al bandejament del català, mantenint-lo en els sermons, en l'ensenyament de la doctrina cristiana i, àdhuc, en la documentació institucional.
Al llarg de la guerra romangueren vacants per la mort del titular les seus de Vic (1704), Solsona (1708) i Tarragona (1710). Els bisbes que havien estat nomenats per Carles IIIvan ser declarats bisbes intrusos per Felip V, demanant-se a Roma la seva destitució, petició denegada pel papat i quedant les diòcesis vacants fins a la mort del seu titular. A totes les seves vacants hi posà bisbes de la seva confiança, que sovint foren agents de la unificació i castellanització del país: el bisbe de Vic Manuel de Santjust va ser desterrat de la seva diòcesi, quedant aquesta vacant entre 1717 i 1721; i a Tarragona el 1720 es posà al bisbe de Girona Miquel Joan de Taverner, borbònic declarat. Les universitats catalanes van ser suprimides, creant-se la de Cervera per substituir-les, com a premi a la fidelitat de la població. Anar a Cervera era lluny i car; alguns optaren per universitats foranes, encara que només es reconeixien els graus de Cervera o d'altres ciutats castellanes. Climent XII sancionà les disposicions arbitràries de Felip V el 1730, convertint-la en Universitat Pontifícia i Reial, amb els mateixos privilegis que la de Salamanca. Cervera es convertí en un focus de castellanisme, desvinculat de la realitat del país, excessivament burocratitzat, rutinari i elitista, encara que va haver-hi personalitats rellevants com Josep Finestres.
El 1737 se signà un concordat entre Felip V i Climent XII on des de la cort de Madrid es procurà que quedés clar que el rei d'Espanya tenia com a regàlia i no com a concessió papal el patronat de l'Església d'Espanya.

#### Ferran VI i Carles III
Ferran VI, fill de Felip V, que inicià el reu regnat el 1746, accentuà les negociacions del concordat, el qual se signà el 1753. En ell es reconeixia que la corona espanyola tenia la possessió pacífica del Patronat sobre l'Església, és a dir, que a partir d'aquell moment el nomenament de gairebé tots els càrrecs eclesiàstics correspondrien al rei. Les conseqüències més immediates van ser la progressiva castellanització de l'episcopat i la supressió dels concilis provincials i dels sínodes diocesans, car s'exigia la presència de l'enviat papal per controlar les sessions i calia la llicència reial per fer públiques les actes.
L'arribada al poder de Carles III (1759) obrí les portes al reformisme il·lustrat, del qual no van estar exempts els bisbes catalans, que també se sentiren cridats a fer canvis en el camp de la cultura, sense fer assumir totalment les tesis de la Il·lustració. La Il·lustració, tot i mostrar-se antidogmàtica i refusava la transcendència, va crear les bases per a un estudi crític de la Bíblia i per a una fonamentació raonada dels dogmes. El seu esperit crític, que pretenia bandejar la superstició, va moure grups d'intel·lectuals catòlics a traduir i posar a l'abast del poble la Sagrada Escriptura, a introduir el criticisme per tal de depurar el passat de faules i rondalles i a implantar una moral rigorista, emparada en el jansenisme. En el camp de la renovació bíblica, van ser diversos els bisbes que s'esforçaren perquè aquesta arribés al públic, depurant-se, així, la coneixença deficient i viciada que se'n tenia per representacions escèniques –sobretot per les Passions– que es representaven en molts pobles, algunes de les quals foren prohibides per apartar-se dels texts evangèlics i introduir-hi temes folklòrics o llegendaris.
En aquest moment, la Universitat de Cervera, passat un període de servilisme, contribuí a elevar el nivell intel·lectual de Catalunya, amb figures com Jaume Balmes, Pròsper de Bofarull, Milà i Fontanals o Ramon Llàtzer. L'expulsió dels jesuïtes el 1763 provocà un doble empobriment, tant en el camp de la predicació com en el de la instrucció més actualitzada, des de les facultats de la Universitat de Cervera i des dels col·legis; expulsió de la qual Cervera no es pogué refer, Entre els 42 bisbes espanyols que publicaren pastorals felicitant-se per l'expulsió dels jesuïtes hi figuren Josep Climent, bisbe de Barcelona i Tomàs de Lorenzana, de Girona. afavorint-se un neotomisme a la universitat, i amb ell un esforç per incorporar les ciències a la filosofia.
El 1760 es presentà el Memorial de Greuges, on es feia un al·legat defensant la reserva dels beneficis eclesiàstics pels naturals catalans, tot barrejant arguments pastorals, lingüístics, canònics i historicopatriòtics: «Los clérigos del pays tienen mejor disposición que los extraños para amar, instruir y socorrer a sus paysanos y para ser amador (…) Las leyes canónicas que ordenan que se den hasta los obispados a los clérigos de su diócesi o de la provincia por espacio de muchos siglos. (…) A más de estas leyes generales ay otra especial que obliga que en Cathaluña, Valencia y Mallorca sean obispos y clérigos de sus iglesias los que nacieron o se criaron en aquellos reynos. Porque, según diximos, en ellos se habla una lengua particular y, aunque en las ciudades y villas principales muchos entienden la castellana, con todo, los labradores ni saben hablarla, ni la entienden.» Tanmateix, les tensions derivades del canvi a l'absolutisme borbònic, encara que suposaren una alteració prou substancial al si d'una església inserida en unes institucions catalanes, valors politicoculturals i xarxes socials pròpies, no van generar cap trencadissa irreparable en l'aliança entre el tron i l'altar.
La mala anyada de 1763 va provocar que amplis sectors de la pagesia restessin a la misèria. A Barcelona, el capítol de la catedral distribuí pa als necessitats en diferents llocs de la ciutat, i els comerciants de la Llotja de Mar lliuraren diverses quantitats de blat per a la caritat pública.

## L'edat contemporània

### Elseglexix

#### Ferran VII, la Guerra del Francès i el Trienni Liberal
El regnat de Carles IV va ser molt diferent de l'optimisme del de Carles III, car l'esclat de la Revolució Francesa i de la Guerra Gran portaren el tancament de fronteres i a una estricta censura ideològica, que creà un fort clima d'hostilitat contra la França revolucionària; i les pastorals de l'arquebisbe de Tarragona, Francesc Armanyà, del de Barcelona, Pedro Díaz, del cardenal Despuig i de les prèdiques del clergat la convertiren en una croada contra la França regicida i atea. Abans de l'esclat de la guerra amb França es podia xifrar en uns 5.500 els refugiats francesos a Catalunya, dels quals destacava un contingent de no menys de 1.700 clergues. Tanmateix, les autoritats borbòniques desconfiaven d'aquests exiliats, car podien amagar espies i agents revolucionaris.
El mateix esperit antifrancès va animar el poble durant la Guerra del Francès, en la qual alguns bisbes participaren en les juntes de govern, i eclesiàstics i institucions de l'Església participaren en els moviments populars de revolta armada. Això feu que l'exèrcit francès prengués represàlies contra els eclesiàstics, i molts bisbes, entre ells els de Tarragona, Barcelona, Lleida, Tortosa i Urgell (Romuald Mon, Pau de Sitjar i Ruata, Jeroni Maria de Torres, Antonio José Salinas i Francesc Antoni de la Dueña, respectivament) es refugiaren a Mallorca, on no hi havia guerra, mentre que altres, com el bisbe Francesc de Veyan de Vic o Pere Nolasc Móra d'Urgell, restaren a la seva diòcesi i s'enfrontaren a les represàlies dels francesos. El monestir de Montserrat va ser incendiat dues vegades per les tropes napoleòniques, a partir del 25 de juliol del 1811 quan el prengueren les forces del mariscal Suchet i el 1812. L'11 de maig de 1809 va ser el punt àlgid dels eclesiàstics, participant en una conspiració contra els francesos; on les consignes es transmeteren des dels confessionaris i dels llocs on s'havien de preparar els escamots armats, cinc eren convents. En fracassar el cop, dels sis ajusticiats dos eren capellans. El nou rei d'Espanya, Josep I, germà gran de Napoleó, convocà l'Assemblea de Baiona, on publicà l'"Estatut de Baiona" (6 de juliol de 1808), que proclamava la religió catòlica com a religió oficial del rei i de la nació, sense permetre'n cap altra, i incorporava el clergat als diversos nivells de les noves estructures polítiques. A més, prengué una sèrie de mesures sobre temes eclesiàstics: supressió de la Inquisició, reducció de les cases religioses (que es convertí en supressió de totes les cases) i traspàs de tots els béns a l'Estat, creació de la secretaria de culte o afers religiosos i altres de menor importància. De fet, la majoria d'aquestes mesures no es pogueren aplicar, però en marxar el rei del territori ibèric, com que aquestes mesures coincidien amb les adoptades per les Corts de Cadis, la situació de les institucions religioses va ser complicada.
Mentre durava la guerra, les juntes de govern regionals, oposades a l'ocupació napoleònica, convocaren corts a Cadis, on es proposà la promulgació d'una constitució política que pretenia liquidar l'antic règim i transformar la monarquia en un estat liberal. Malgrat que els eclesiàstics eren la categoria social més nombrosa, aviat es va veure que els grups il·lustrats i liberals prenien una sèrie de disposicions que tendien a donar a l'Església un nou estatut dins la societat, declarant-se la llibertat d'impremta, l'abolició de les senyories jurisdiccionals, l'abolició de la Inquisició i la reforma del clergat regular. Aquesta reforma trobà una dura oposició dels absolutistes i de l'episcopat, presentant als reformadors de Cadis com a còmplices de les tropes franceses i traïdors a Déu i a la pàtria.
En acabar la guerra, el rei Ferran VII va assumir, de nou, el poder absolut com si no hagués passat res, desencadenant-se tot seguit una cruenta repressió contra els liberals, promotors de les reformes; la Inquisició va ser restaurada, es van restituir els convents i les propietats i els jesuïtes van tornar un cop Roma els havia restablert, dedicant-se a la predicació de missions. Aquesta repressió va ser atiada per alguns eclesiàstics, com el franciscà Ramon Strauch, posteriorment nomenat bisbe de Vic. Malgrat tot, quedava una sensació que aquell període havia posat al descobert algunes situacions anòmales de l'Església i que calia una reforma.
Tres anys després, al març de 1820, es produí el pronunciament liberal del coronel Riego a Cadis, obligant el rei a acceptar la Constitució de Cadis. A Barcelona, la seu del tribunal de la Inquisició va ser assaltada i se n'escamparen els papers. De ben antuvi, molts bisbes i el clergat van jurar també la Constitució, fins i tot amb la recomanació del mateix bisbe, com passà a Barcelona; però la recuperació de la política religiosa de Cadis (supressió de la Inquisició, llibertat d'impremta, expulsió dels jesuïtes, campanya de secularització dels religiosos, supressió del fur eclesiàstic, requisa de la plata i joies de les esglésies i, finalment, l'expulsió del nunci) van modificar aquest comportament. Alguns bisbes van protestar, i aviat van aparèixer guerrilles absolutistes, culminant amb la formació de la Regència d'Urgell, i les represàlies no es van esperar. Finalment, la intervenció de la Santa Aliança dugué a la invasió de la península pels anomenats Cent Mil Fills de Sant Lluís; que reposaren el rei en el tron el 1823, i aquest tornà a anul·lar tot el que havia fet el govern constitucional, adoptant-se de nou una política repressiva. Ferran VII va retornar els privilegis i abolir les restriccions als ordes religiosos imposades pels liberals durant el Trienni; però, en canvi, no va restablir la Inquisició.

#### Isabel II i les Guerres Carlines
Quan Ferran IV va morir el 1830, va deixar una filla de la seva quarta esposa, la reina Maria Cristina, que ocupà una regència de liberals moderats, car els absolutistes, que no acceptaven l'abolició de la llei Sàlica feta pel rei el 1830, s'agruparen al voltant de l'infant Carles, germà del rei. El 1833, Isabel II pujà al tron, mentre que Carles s'autoproclamà Rei d'Espanya, iniciant-se la Primera Guerra Carlina.
La prostració del català va fer que la traducció de la Bíblia al català, que la Bible Society de Londres havia encarregat a Fèlix Torres i Amat, s'aturés, no sent fins al 1832 que Josep Melcior Prat pogué publicar Lo Nou Testament en llengua catalana. Entre altres publicacions en català de l'època es troben el catecisme en català d'Antoni Maria Claret i el seu devocionari «Camí dret i segur per arribar al Cel», que vendria fins a cent mil exemplars.
El Carlisme s'oposava a la secularització de la política i considerava com una catàstrofe que la moral i la cultura deixessin d'estar controlades i dirigides per la religió tradicional. Encara que en aquest punt ambdós bàndols coincidien, tots dos tenien unes bases ideològiques ben diferents. Els sectors religiosos veien amb més bons ulls els carlins, i el Papa Gregori XVI no reconegué Isabel com a reina d'Espanya. Tots aquests fets van fer augmentar la gran distància ideològica que separava els liberals, molts d'ells de bona fe, que creien que l'Església necessitava reformes urgents en la seva estructura interna i que la veien com un puntal de l'absolutisme i enemiga del nou règim, i l'Església, que es resistia a tota intromissió externa en els seus drets i a perdre la situació de privilegi decretada de segles.

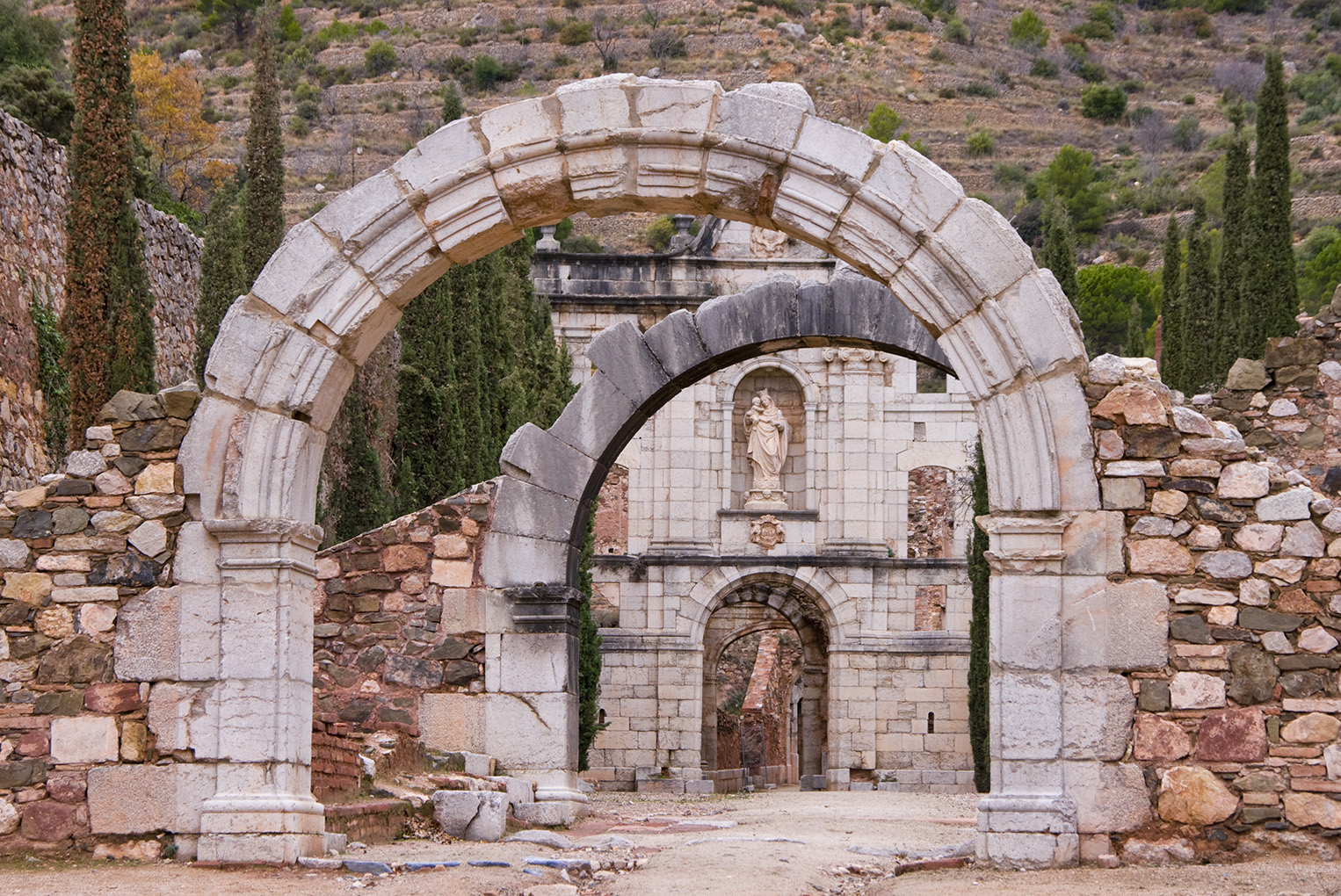
La Cartoixa d'Escaladei, abandonada pels monjos el 1835 pel Decret de Desamortització de Mendizábal i convertida en runes dos anys després.

El govern aprofità l'exacerbació de la primera guerra carlista per decretar dues operacions de gran abast: la supressió dels ordes religiosos i la desamortització dels béns eclesiàstics. La supressió dels ordes religiosos (llevat dels ordes hospitalaris) va anar seguida de matances de frares a Madrid (1834) i a Catalunya, amb l'assassinat de 14 franciscans i 9 carmelites a Reus, un atac a Valls frustrat pels Mossos d'Esquadra i l'assassinat de 16 religiosos a Barcelona durant el juliol de 1835. Els frares eren considerats com una quinta columna dels carlins a les ciutats, on predominaven els liberals. A Reus foren cremats dos convents i assassinats vint religiosos; mentre que a Barcelona foren atacats tretze convents i morts setze frares. Una quinzena de monestirs van ser assaltats a Catalunya, entre ells els de Poblet, Ripoll i Scala Dei. Ràpidament s'anaren prenent mesures ministerials: supressió dels convents amb menys de 12 religiosos, extinció dels ordes monacals El monestir de Montserrat va patir l'exclaustració arran de la desamortització de Mendizábal, va ser saquejat i incendiat i se'n van perdre molts dels tresors. En total, van haver de marxar dels seus convents uns 2.100 frares i 1.300 monges. Amb la desamortització l'Església perdia un llast material format per possessions acumulades durant segles; però no afavorí els pobres o conreadors de les finques, sinó a la burgesia rica que pogué pagar ràpidament a les eixutes arques del govern. D'altra banda, els nous propietaris, malvists per la jerarquia i els catòlics tradicionals, augmentaven les files dels enemics de l'Església. Finalment, es prohibí als bisbes l'ordenació de nous capellans i se'ls exigí que les baixes fossin cobertes amb religiosos exclaustrats. El 1844 Narváez va suspendre les vendes, quan ja s'havia desamortitzat el 62% dels béns susceptibles de ser venuts. L'exclaustració a Montserrat va durar poc i el 1844 es va restablir la vida al monestir. La congregació de Valladolid havia desaparegut, per la qual cosa Montserrat va tornar a recobrar la independència eclesiàstica. A partir del 1858, sota el guiatge de l'abat Muntadas, l'edifici sencer es va haver de restaurar, ja que no n'havien quedat més que les parets.
El segle xix portà una mala herència d'enfrontaments entre catòlics i liberals i una confusió entre l'absolutisme i la religió, que derivaria en un corrent politicoreligiós que identificava i propugnava una determinada comprensió del fet polític i de la doctrina cristiana amb una estructura social del règim de cristiandat. Malgrat del sotrac de l'exclaustració i la desamortització, l'Església catalana sortí més ferma, amb un anhel de recuperació i expressió religiosa.
El nomenament del general Espartero com a regent en abdicar la reina mare comportà un impuls de la política anticlerical del govern, sent censurada pel papa Gregori XVI. El 1843, amb només 13 anys, Isabel II va ser declarada major d'edat i pogué ocupar el tron, governant els moderats durant 10 anys. Aquests aturaren la desamortització dels béns eclesiàstics per preparar la reconciliació papal. La desamortització comportà malbaratament i destrucció de patrimoni artístic, encara que facilità l'inici de la reforma interior urbana quan encara no s'havia permès l'enderrocament de les muralles.
En rebrotar el conflicte carlí (1846-46), Pius IX, que havia de fer front a la revolta als Estats Pontificis, es veié que necessitava el suport de totes les monarquies catòliques tradicionals, i considerant que el govern conservador havia fet aprovar una llei de bases que permetia elaborar un nou concordat (1845), es decidí a reconèixer Isabel II (17 de juliol de 1848); aconseguint que Espanya enviés un cos expedicionari militar i que es posessin en marxa les negociacions per a un nou Concordat. El no reconeixement papal comportà que no s'exercís el dret de presentació dels bisbes, quedant entre 1833 i 1847 38 diòcesis vacants pel traspàs del titular, entre els quals estaven Vic (1835), Solsona (1838), Tortosa (1839) i Lleida (1844); mentre que els bisbes de Tarragona, Tortosa i Urgell van haver d'exiliar-se, quedant per tant només un bisbe en actiu a Catalunya, el de Barcelona, Pedro Martínez de San Martín, germà del general liberal del mateix nom i que no excel·lia per la seva talla religiosa.

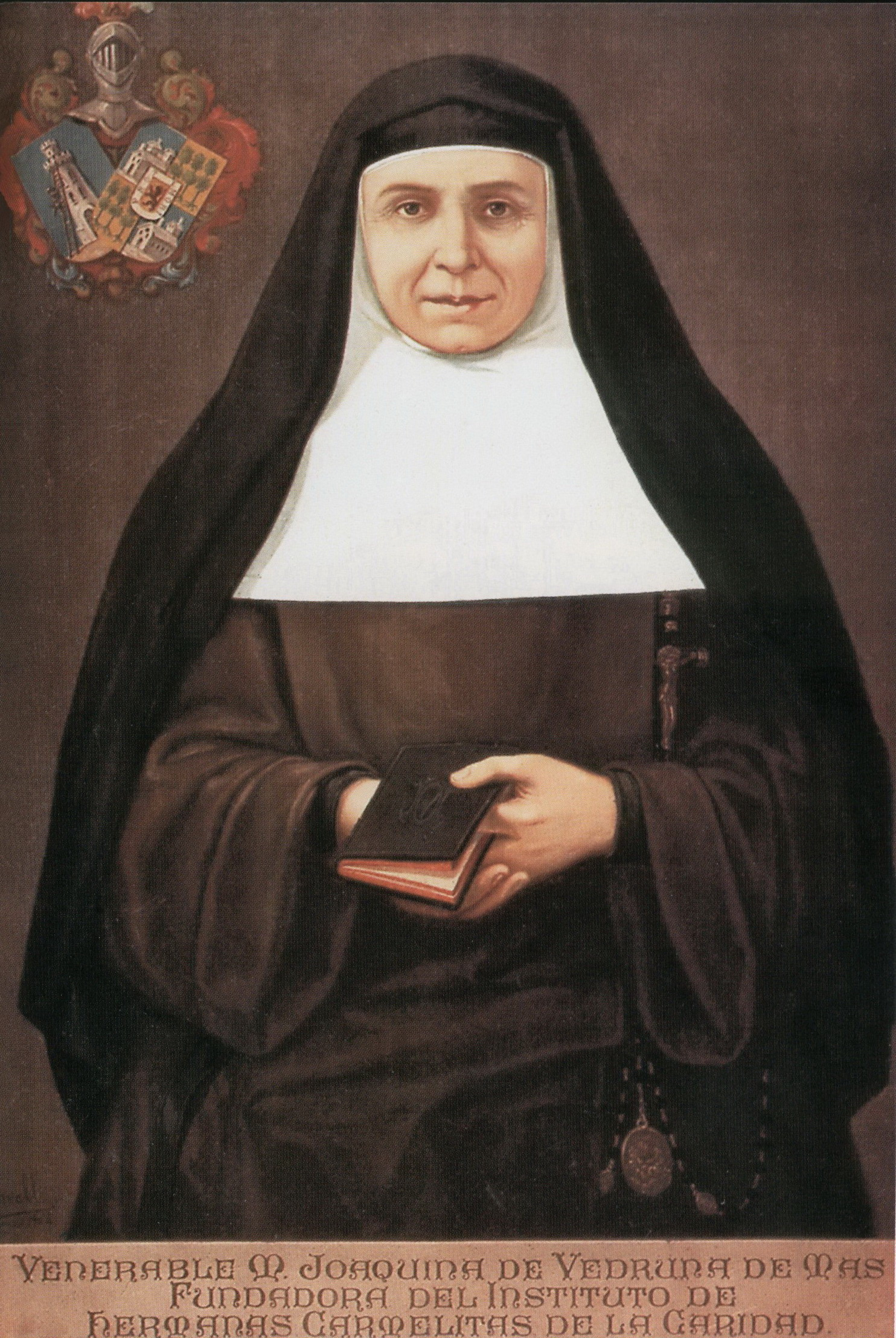
Santa Joaquima de Vedruna, que fundà a Vic la Congregació de les Germanes Carmelites de la Caritat-Vedruna per tenir cura dels malalts i a l'educació de les nenes d'extracció humil.

El 1851 se signà un nou Concordat, que posà final al contenciós entre Església i Estat, creat a partir de 1834 i que propicià una restauració catòlica anterior a la restauració de 1874. El Concordat establia una nova distribució de les diòcesis, suprimint la de Solsona (encara que ho impediren els seus feligresos) i ajudava a potenciar els seminaris existents o a crear-ne de nous. El seminari de Vic, gràcies al seu vicerector Marià Puigllat, va doblar-se des de 1844 amb un centre d'ensenyament secundari, fent conviure els nois que es preparaven per a la carrera eclesiàstica amb d'altres que es preparaven per la universitat. D'allà sortirien figures com Balmes, Claret, Verdaguer o Collell. El Concordat també possibilitava el restabliment d'alguns ordes religiosos, en especial els que es dedicaven a l'ensenyament o a la beneficència. Abans, però, iniciatives pietoses ja havien creat noves fundacions en aquests camps, com les Germanes Vedrunes a Vic (1826), les Escolàpies a Figueres (1829), les Missioneres Filles de l'Immaculat Cor de Maria a Olot (1848) o els Missioners Claretians a Vic (1849). La tasca principal de totes aquestes congregacions fou la de cristianitzar la societat, mitjançant una formació i pietat molt conservadora, més basada en una catequesi que en un raonament de la fe. Es lluitava contra el vici, el pecat i el dimoni, proliferant la pràctica d'exorcismes i de creença en revelacions dubtoses. És també el temps dels grans novenaris i predicacions missionals, d'aplecs a santuaris, de les devocions dels mesos de Maria i del Sagrat Cor i del rosari en família. Les úniques bíblies en català foren quatre edicions del Nou Testament fetes pels protestants, mentre que les bíblies catòliques eren desaconsellades pels predicadors per la seva "dificultat d'interpretació". En aquesta època es donà un fenomen com la bona relació entre l'Església i la burgesia i la menestralia benestant (que era la que tenia més oposada des de la Il·lustració i els inicis del liberalisme); produint-se paral·lelament una descristianització del món obrer.
La desamortització general, civil i religiosa, decretada pel ministre Pascual Madoz (1854-1855) comportà dificultats entre l'Estat i l'Església; i el posterior reconeixement per part d'Isabel II del Regne d'Itàlia significà la dimissió d'Antoni Maria Claret com a confessor reial, gràcies al qual s'havia aconseguit que tots els bisbes de les diòcesis catalanes fossin catalans.
El malestar generalitzat portà a la Revolució de 1868 i al destronament d'Isabel II. Per tot arreu es fundaren juntes revolucionares, que prengueren mesures anticlericals a tot arreu, decretant-se la separació entre Església i Estat, autoritzant-se la llibertat de culte, la llibertat d'ensenyament, es prohibia que qualsevol instància política pogués subvencionar cap culte, i el Senat i el Congrés restava obert als eclesiàstics que fossin elegits La Revolució provocà novament l'exili de bisbes i sacerdots, i l'Església prengué una actitud contrarevolucionària, en la qual l'episcopat català es manifestà molt actiu en el plebiscit de 1869, episcopat que el 1870 defensaria la infal·libilitat pontifical contra grups francesos i alemanys.

#### Amadeu I, la I República Espanyola, la Restauració i la Renaixença

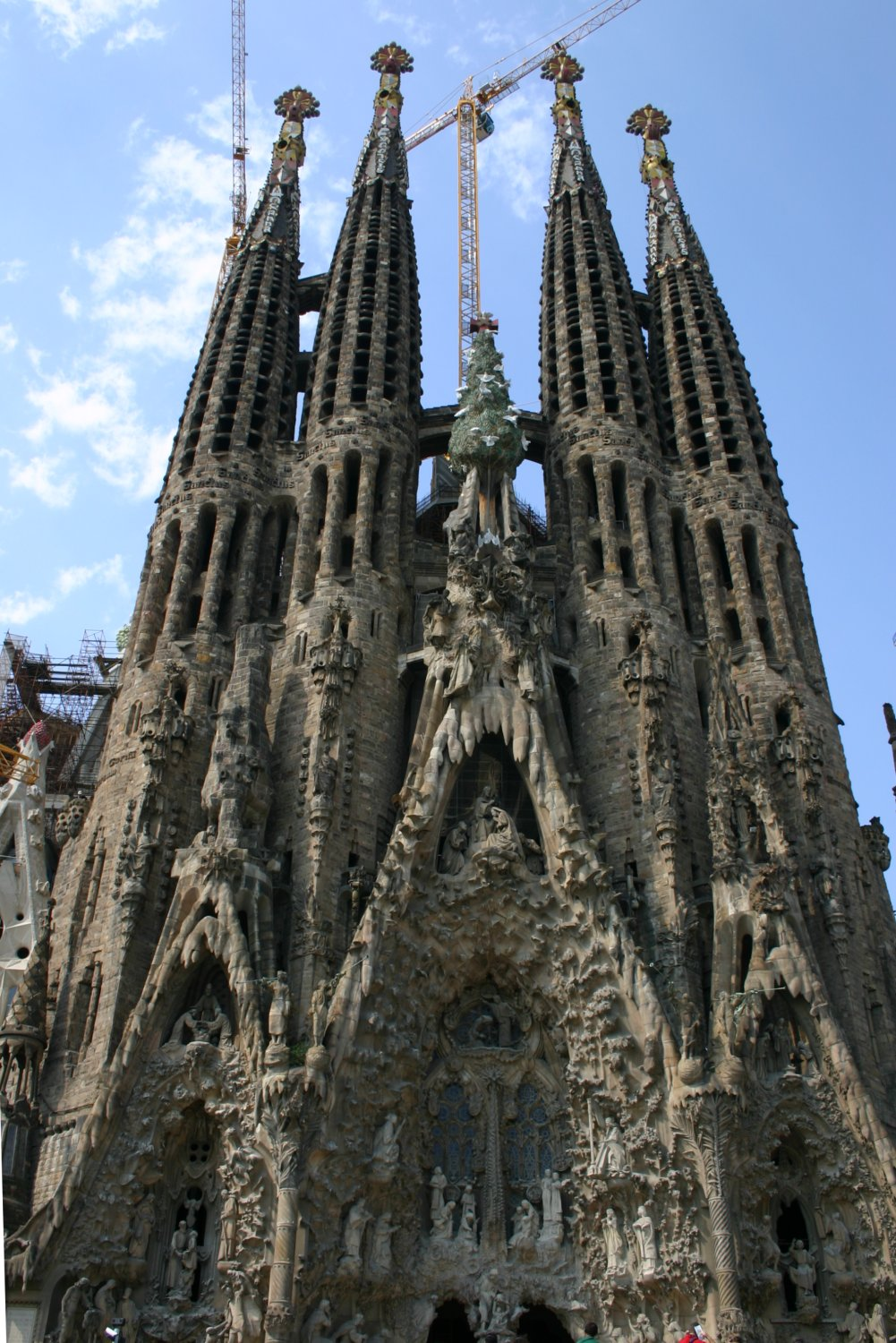
El Temple de la Sagrada Família, iniciat el 1882

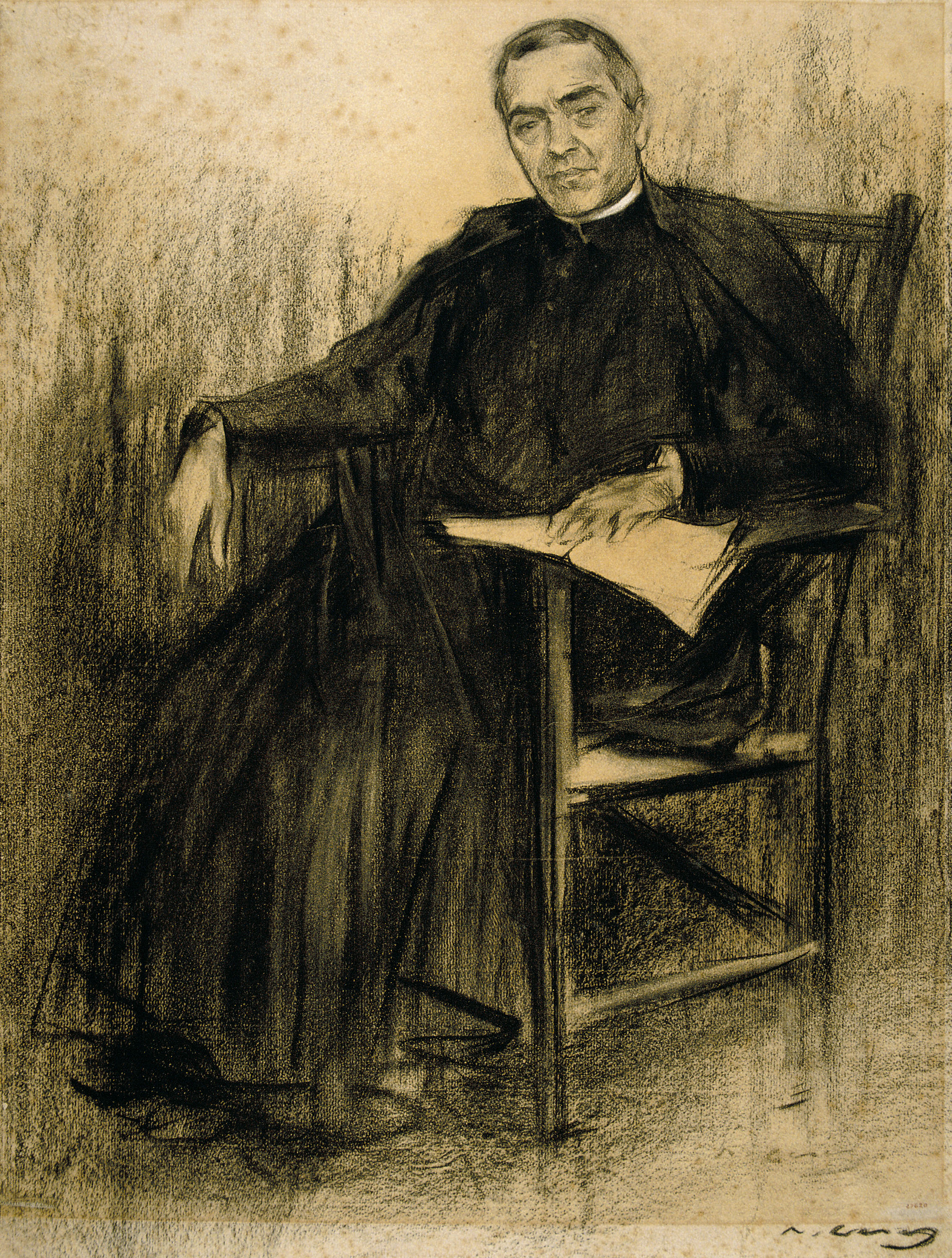
Mossèn Jacint Verdaguer, vist per Ramon Casas (MNAC).

A mitjans del segle xix, sota l'influx del romanticisme s'inicià un moviment de recuperació de la llengua i la cultura catalanes, la Renaixença, en el que l'Església tingué un paper destacat. L'Església, que havia conservat el conreu de la llengua en la predicació als temples, en les publicacions hagiogràfiques i de pietat popular durant els segles xvii i xviii, i contribuí directament amb personatges com Jaume Collell i Jacint Verdaguer. El 1878 Jaume Collell fundà a Vic La Veu del Montserrat, portaveu del catolicisme moderat catòlic i on col·laborarien Verdaguer o Torres i Bages.
El 1869 l'obrerisme català estava subordinat ideològicament al republicanisme federal, veient en el cooperativisme la solució de tots els problemes. El Primer Congrés Obrer Espanyol es va adherir a la Primera Internacional.
Amb la Unificació italiana la devoció vers el papa donà un tomb: de ser el custodi del Sepulcre de Pere passà a ser el "Papa presoner", quan les tropes piamonteses ocuparen Roma el 1870 creant-se la Qüestió Romana. El bisbe d'Urgell Josep Caixal quedà a Roma per fer costat al Papa, mentre que la resta de bisbes, quan tornaren a Catalunya, es dedicaren a enaltir la figura de Pius IX, demanant ajut per ell i a exalçar la seva devoció.
En aquesta època s'estengué ràpidament la devoció a sant Josep, patró de la Bona Mort, i els bisbes catalans que assistiren al Concili Vaticà I demanaren que fos declarat Patró de l'Església universal. Amb ella es difongué la devoció a la Sagrada Família, plasmada en els noms dels instituts fundats pel Pare Manyanet i per l'inici de la construcció del Temple de la Sagrada Família a Barcelona el 1882.
Amb la Restauració de 1874, l'Església aconseguia que el catolicisme tornés a ser la religió oficial de l'Estat i que fos bandejat el laïcisme republicà.; encara que a la constitució de 1876 es consagrava la llibertat religiosa.
En aquells moments, les forces antilliberals estaven formades pels carlistes i pels integristes, que miraven amb molt de recel el catalanisme, encara que fos el regionalisme catòlic del bisbe Torras i Bages (a qui consideraven massa tolerant); tot i que Torras i Bages era contrari al fanatisme dels integristes, que va amargar la vida del bisbe Urquinaona de Barcelona, que no tenia ni un borrall de progressista. Atesa la força del carlisme i de l'integrisme, els catòlics que no compartien la seva intransigència no s'agruparen en un partit confessional catòlic, com passava a altres països europeus, sinó que tendiren a identificar-se amb el catalanisme conservador, tot i que aquest no s'identificà com a clerical i acceptà el pluralisme, la qual cosa implicava la desconfessionalització de la política. El 1881 es fundaria la Unión Católica, amb el suport de la majoria dels bisbes i del mateix papa Lleó XIII, però els integristes no l'acceptaren acusant-la de liberalitzant. El 1882 Lleó XIII publicaria, a instàncies del bisbe Morgades, l'encíclica Cum Multa per tal de calmar els ànims i evitar la divisió dels catòlics espanyols, però ni ella ni la pastoral dels bisbes catalans de 1883 va calmar l'agressivitat integrista, expressada a les pàgines de El Correo Catalán. El 1884, el prevere Fèlix Sardà publicà «El liberalismo es pecado», mentre que el també prevere Segimon Pey creà la "Asociación Sacerdotal en Defensa de la Disciplina", atacant al bisbe Morgades, els jesuïtes i el clergat catalanista.
Valentí Almirall, polític catalanista que el 1886 publicà Lo Catalanisme, s'oposà a què el catalanisme tingués una matriu catòlica (com en el nacionalisme irlandès o en el polonès), topant amb el nacionalisme catòlic, centralitzat a Vic. El regionalisme catòlic del canonge Collell i de Josep Torras i Bages considerava que la identitat catalana era inseparable de la cristiana des de l'edat mitjana, oposant-se a les tesis d'Almirall. La burgesia catalana considerava que, si bé l'Església havia de deixar de ser la legitimadora de l'ordre polític, continuava essent necessària per a legitimar l'orde social.

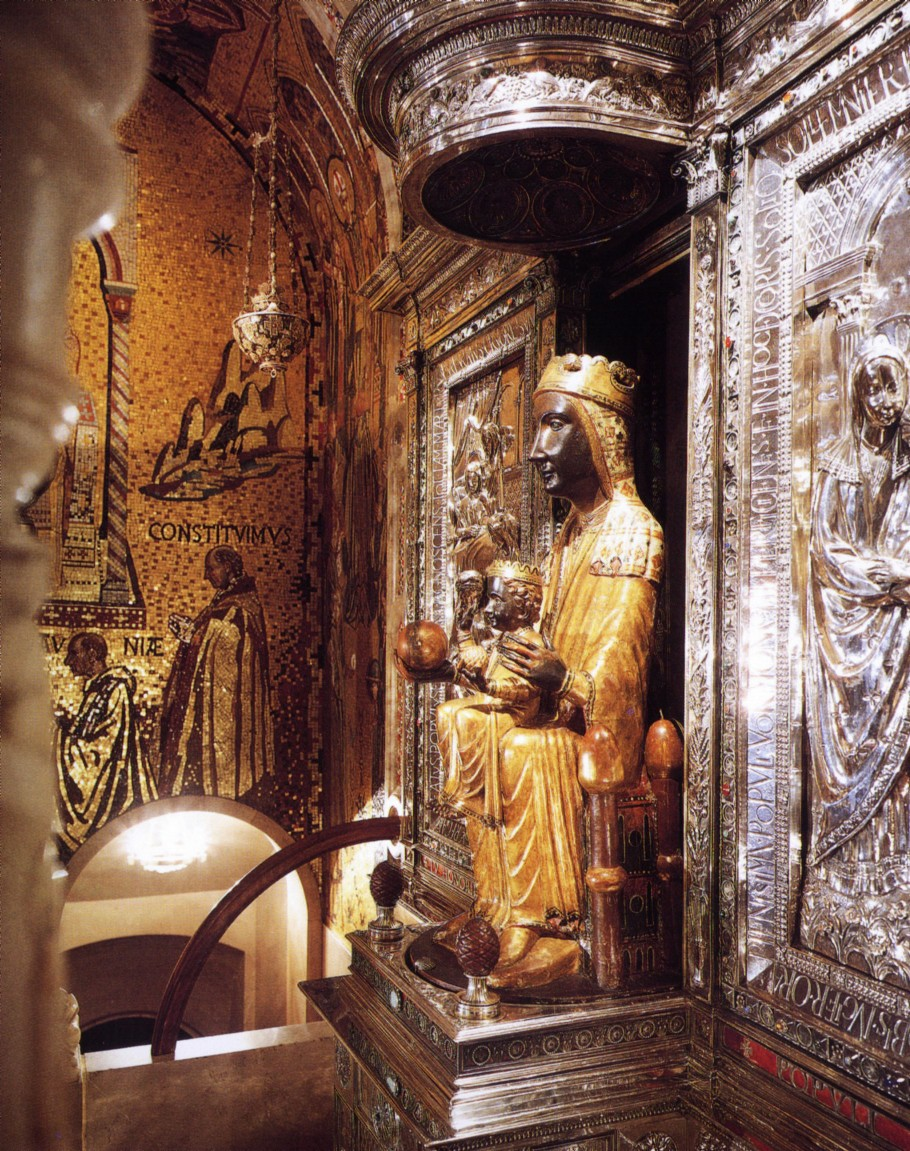
La Moreneta

Entre 1885 i 1893, el bisbe de Vic Josep Morgades promogué la recreació monumental del monestir de Ripoll com a símbol propagandístic de la simbiosi entre tradició cristiana i catalanisme, representant la voluntat de tornar a fer catòlica Catalunya; de la mateixa manera que la restauració de Montserrat, consolidada amb la festa del mil·lenari el 1881 i la coronació canònica de la Mare de Déu, fent que s'associessin Montserrat i Renaixença fins al punt en què el fervor per Montserrat es convertí en símbol i tòpic del catalanisme. L'11 de setembre de 1881, el papa Lleó XIII va declarar oficialment la Mare de Déu de Montserrat patrona de Catalunya. També se li va concedir el privilegi de tenir missa i ofici propis. La seva festivitat se celebra el 27 d'abril.
El 1892, les Bases de Manresa, aprovades per la Unió Catalanista, reclamaven que el català fos l'única llengua oficial al territori i es demanava que tots els titulars de càrrecs públics i eclesiàstics fossin catalans per naixement o naturalització. Aquell mateix any, Torras i Bages publicà «La tradició catalana», que venia a ser la rèplica a Lo Catalanisme d'Almirall.
A les darreries del segle xix, davant les condicions de vida i de treball del proletariat i l'auge del sindicalisme i l'anarcosindicalisme, la resposta de l'Església tenia un sentit apologètic i benèfic (escoles d'infants, nocturnes per als obrers, asils, hospitals i associacions caritatives); però la majoria dels obrers, sotmesos a una propaganda constant que arrenglerava la jerarquia eclesiàstica amb els capitalistes, renunciaven a les pràctiques religioses i es malfiaven de la paraula dels sacerdots. El 1854 es fundà a Barcelona l'Escola de la Virtut, dissolta pel capità general en considerar que la seva catequètica obrera era massa avançada. El 1875 el bisbe de Barcelona Joaquim Lluch crea l'Institut Català d'Artesans i Obrers, on es proposaven reformes socials fins a fer passar els treballadors a propietaris; i el 1887 es crearen a Tortosa els Cercles Obrers Catòlics del jesuïta Antoni Vicent, afavorits pel Marquès de Comillas. Eren entitats neogremials i mixtes, on els patrons eren "membres protectors" i els obrers, "membres protegits"; però fracassaren per la preeminència del proselitisme religiós i pel paternalisme, antagònic als sindicats de classe, de manera que la minoria d'obrers que s'hi acolliren eren considerats com a esquirols potencials pels seus companys. Quan el 1910 un altre jesuïta, Gabriel Palau, intentà crear sindicats obrers independents dels patrons, no superà el recel que desvetllaven uns sindicats confessionals sota control clerical ni la reacció hostil dels sindicats obrers existents, especialment els anarcosindicalistes i, a més, topà amb l'oposició patronal que influí eficaçment en la jerarquia eclesiàstica en contra de l'intent. La publicació de l'encíclica Rerum Novarum el 1894 donà noves ales a la preocupació dels catòlics catalans davant quines havien de ser les prioritats del cristianisme social, car feia por donar suport a una opció de classe, sobretot quan a Catalunya tenien molta força les tendències anarquistes, tot i que l'episcopat català era el més sensible dels peninsulars a la qüestió social. En circumstàncies no esclarides, una bomba va ser llançada  contra la processó del Corpus al carrer dels Canvis Nous de Barcelona el 1896, fet que portaria al Procés de Montjuïc.

### Elseglexx

#### Alfons XIII

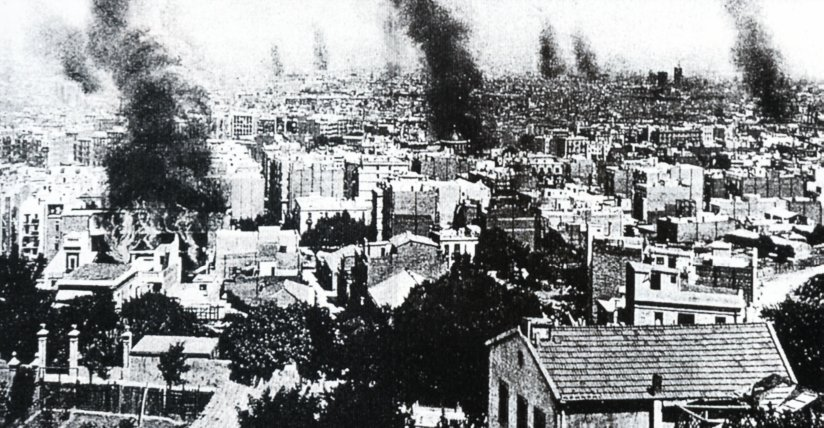
La Setmana Tràgica, durant la qual s'incendiaren 18 esglésies a Barcelona.

Era evident que l'Església havia perdut, a les acaballes del segle xix, el protagonisme del qual havia gaudit durant els segles anteriors. L'Església no havia advertit els canvis socials, com la industrialització o el creixement urbà, predicant un ideal de vida diferent dels autèntics problemes socials. La identificació que es produí durant el segle xix entre l'Església i el règim absolutista i després conservador va contribuir a separar un bon sector de la intel·lectualitat i sobretot les classes treballadores, situades en un camp adobat per a campanyes de mentalizació obrerista marxista. Un conjunt de diaris com La Campana de Gràcia, La Vespa, Lo Martell, Lo fuet, El Diluvio, La Teula o La Tramuntana contribuïren a ridiculitzar el clergat i denigrar-lo davant els treballadors; a la qual cosa cal afegir les campanyes obertes promogudes pels diferents líders. El 1906 es creà Solidaritat Catalana, a conseqüència dels incidents promoguts pels militars contra la redacció del Cu-Cut!, produint-se el primer moviment unitari català, encara que hi hagué una escissió dels catòlics, mostrant-se uns a favor i d'altres en contra; separació de la qual la jerarquia s'inhibí. Alejandro Lerroux, de la Unión Republicana i després fundador del Partido Republicano Radical, va signar un article l'1 de setembre de 1906 al periòdic La Rebeldía on deia «...Jóvenes bárbaros de hoy, entrad a saco en la civilización decadente y miserable de este país sin ventura, destruid sus templos, acabad con sus dioses, alzad el velo de las novicias y elevadlas a la categoría de madres para virilizar la especie…» El 1908, Solidaritat Catalana va veure com el governador civil anul·lava el pressupost extraordinari de cultura de l'Ajuntament de Barcelona, que preveia la creació dels quatre grups escolars moderns de la ciutat, amb la docència en llengua materna, coeducació i ensenyament de la doctrina cristiana com a assignatura optativa i fora de l'horari escolar (punt impugnat pel bisbe Casañas). Aquest episodi mostra el poder de l'Església en un moment d'involució com era el pontificat de Pius X quan, mentre que a França s'imposava el laïcisme i es tancaven els col·legis religiosos, a Catalunya el seu nombre i el seu alumnat creixien. Els ordes religiosos s'expandien adaptant-se a la nova societat, prestant principalment serveis educatius i hospitalaris, encara que es mantenia la condemna eclesiàstica del liberalisme i del socialisme. Al mateix temps que els catòlics eren animats a intervenir com a tals en les institucions polítiques, les condemnes per modernistes queien sobre aquells que volien reconciliar l'Església amb el món modern. Per això, el catolicisme apareixia com a antagònic de la democràcia i de la llibertat de pensament, car mantenia, per exemple, la condemna de l'evolucionisme. Els grups obrers i els menys il·lustrats de la societat, malgrat que encara es deia cristiana, seguien atribuint a la clerecia i als militars tots els mals de l'època, esclatant en la Setmana Tràgica de Barcelona quan, l'enviament de reservistes a Melilla provocà una revolta obrera. Entre el 19 i el 25 de juliol el poble es llançà al carrer, assaltant convents i esglésies. El 26 de juliol el promogué una vaga general, però el 30 les tropes ja havien dominat la situació. La repressió fou arbitrària i, excepte algunes veus que cridaven a la concòrdia (com Joan Maragall, fins i tot la jerarquia eclesiàstica optà per callar i deixar fer.
Com a conseqüència de la Setmana Tràgica, Antoni Maura va haver de dimitir com a president del govern, sent substituït per José Canalejas, qui s'enfrontà amb la qüestió religiosa; proclamant l'anomenada Llei del Candau el 1910, que imposava restriccions a les congregacions religioses, mesures que promogueren aldarulls al carrer per part de grups catòlics i la ruptura de relacions amb el Vaticà.
Amb l'establiment de la Mancomunitat de Catalunya es fomentaren moltes iniciatives culturals i fins socials, entre elles les proposades per l'Església (l'Església editava 15 revistes, que abraçaven els camps del pensament, de les ciències i la pastoral). El 1915 va tenir lloc el Primer Congrés Litúrgic de Montserrat, amb el propòsit d'aconseguir la formació litúrgica de la vida religiosa i la publicació catalana i vulgarització dels llibres litúrgics. El 1916 s'erigí canònicament el Foment de Pietat Catalana, que editava La Veu de l'Àngel de la Guarda, i que el 1932 començà a editar una versió de l'Antic Testament (1932). El 1912, el prevere de Vic Marià Serra publicà la versió catalana dels Evangelis i dels Fets dels Apòstols, amb una edició de 50.000 exemplars. El 1922, el caputxí Miquel d'Esplugues inicià els treballs per a una versió de la Bíblia en català a partir dels texts originals, entrant en contacte amb el montserratí Bonaventura Ubach; però no hi hagué acord entre ells, la qual cosa originà que nasqueren dues obres importants: la de la Fundació Bíblica Catalana (amb el mecenatge de Francesc Cambó) i la Bíblia del Monestir de Montserrat.
Però el mal govern espanyol, agreujat pel desastre de l'aventura africana, fomentada per Alfons XIII i que culminaria en la desfeta d'Annual, van fer que els militars donessin un cop d'estat, iniciant-se la Dictadura de Primo de Rivera, que gaudí de l'acceptació del rei. Malgrat això, l'Església catalana va viure un cert esplendor cultural; i, cap al 1913, s'havia assolit una notable tasca de catalanització de la vida eclesiàstica, d'acord amb l'esperit de Torras i Bages; amb l'actuació de diversos eclesiàstics rellevants. Des de 1919 l'episcopat català estava presidit per Francesc Vidal i Barraquer, que exercí una influència notòria, creixent durant la Dictadura, defensant la llibertat de l'Església i mantenint en tota la Tarraconense el català com a llengua normal de la predicació i la catequesi. A instàncies del govern espanyol, el 1924 el Vaticà proposà a Vidal i Barraquer el trasllat a Saragossa o a Granada el 1924 i, més tard, a la cúria romana; trasllats als quals es negà. La dictadura també intentà remoure l'abat de Montserrat, Antoni Marcet, tot i que no ho aconseguí, encara que Marcet va haver d'abandonar temporalment l'abadia. Primo de Rivera proposà que, per solucionar el problema del catalanisme del clergat, els nous bisbes nomenats per a Catalunya no fossin catalans, proposta a la qual Vidal i Barraquer respongué mitjançant una carta al nunci Tedeschini on exposava els problemes que no haguessin bisbes catalans. Encara que Primo de Rivera no se'n sortí, sí que va poder col·locar l'integrista i espanyolista navarrès Manuel Irurita al bisbat de Barcelona.
El 1931, dins del moviment d'apostolat laic, els bisbes de la Tarraconense intentaren organitzar el moviment d'Acció Catòlica, impulsada per Pius XI el 1922; però sempre tingué poc arrelament. En canvi, no succeí així amb institucions com l'Obra d'Exercicis Parroquials o la Federació de Joves Cristians (inspirada en la JOC), que anaren arrelant per tot el país, creant-se la Federació Catalano-Balear.

#### La II República Espanyola
El 14 d'abril de 1931 va ser proclamada la II República Espanyola. Davant d'aquest fet, i seguint les directrius vaticanes, l'Església va adoptar una política possibilista per tal d'aconseguir del Govern Provisional el reconeixement al seu paper històric i el manteniment dels seus privilegis. El 22 d'abril, aprofitant l'ordenació episcopal del caputxí Maties Solà, l'arquebisbe Vidal i Barraquer aprofità per reunir els bisbes catalans. Allà es decidí que aquells que encara no ho haguessin fet havien de tenir les corresponents atencions protocol·làries a les noves autoritats, se suprimí la fórmula et famulos de la missa (que demanava la protecció als reis), les instruccions als preveres es farien verbalment mitjançant els arxiprestes, no se suprimirien pelegrinatges ni processons, però es reduiria la propaganda i s'evitaria tota acció susceptible de ser considerada reaccionària. Immediatament es produïren dos fets: la convocatòria d'eleccions i els incendis d'esglésies a Madrid, València, Alacant, Múrcia, Sevilla, Màlaga i Cadis, sense que se'n cremés cap a Catalunya gràcies a les mesures preventives adoptades pel president Macià. El 14 de maig Vidal i Barraquer publicà una exhortació pastoral, assumida per la resta de bisbes, exhortant a treballar conjuntament per estabilitzar la pau, la justícia i l'ordre social. Després d'un viatge a Roma de Vidal i Barraquer, el 7 d'agost de 1931 s'aprovà la normativa relativa a l'ús del català en l'ensenyament del catecisme, en la predicació i en l'administració de sagraments, les quals van ser ràpidament enviades a la Nunciatura i al Vaticà «a fi d'evitar que després vinguin pressions de les autoritats i corporacions d'aquí sobre els Prelats, la Nunciatura i la Santa Seu», com afirmà el cardenal de Tarragona.
El 14 de juliol començà a les Corts el debat del projecte d'una constitució republicana. La posició del primat de Toledo, el monàrquic Pedro Segura i del bisbe de Vitòria Mateo Mújica (expulsat d'Espanya el 17 de maig de 1931) van convertir a Vidal i Barraquer com a la major dignitat eclesiàstica (en un triomf de la tendència catòlica liberal en detriment de la integrista) i en interlocutor amb els governs d'Espanya com de Catalunya, buscant ponts de diàleg per evitar mals majors i, juntament amb el President Niceto Alcalá-Zamora, presentà unes propostes bàsiques, encara que no va poder evitar la política anticlerical que anava més enllà de la separació d'Església i Estat, separació que Vidal i Barraquer estava disposat a acceptar: reconeixement de la personalitat jurídica de l'Església Catòlica per conveni recíproc, respecte a les congregacions religioses, llibertat d'ensenyament i manteniment del pressupost de culte i clerecia. La Constitució, aprovada el 9 de desembre de 1931, establia que l'Estat Espanyol no tenia religió oficial, que les confessions religioses estarien registrades al Ministeri de Justícia, que només podrien adquirir béns per a l'habitatge i per a activitats reconegudes pel govern (de les quals quedaven excloses la indústria, el comerç i l'ensenyament); i les confessions religioses quedaven subjectes a les lleis tributàries i els seus béns podien ser nacionalitzats. Es garantia la llibertat de culte, però les manifestacions religioses quedaven subjectes a l'aprovació de les autoritats; els cementiris i el patrimoni cultural quedaven sota la jurisdicció de l'Estat i l'ensenyament seria laic. El fracàs del moderat Vidal i Barraquer havia d'enfortir la posició del nou arquebisbe de Toledo, Isidre Gomà, partidari intransigent dels antics privilegis eclesiàstics. L'Estatut de Catalunya, aprovat el 15 de setembre de 193, no modificava res d'aquests continguts. Així doncs, el laïcisme superava la seva posició ideològica de neutralitat i es convertia en opressor, transformant la república en una "dictadura laica".
Després de la proclamació de la Constitució, l'episcopat espanyol publicà una pastoral on lamentava que les mesures laïcitzants, encara que reconeixia la legitimitat de la República. De seguit vingueren una sèrie de lleis vinculades a l'Església segons els continguts constitucionals: el 28 de gener es dissolgué la Companyia de Jesús, el 30 es municipalitzaren els cementiris parroquials i s'acceptà la incineració, el 2 de febrer s'aprovà la llei de divorci, el 12 de març se suprimí l'assignatura de religió. Davant d'aquestes mesures, Pius XI replicà amb l'encíclica Dilectissima nobis, alhora replicada pel govern amb la Llei de supressió del pressupost de culte i clerecia (juny de 1933), corregida després de formar-se un nou govern al novembre de 1933. El clima de tensió regnant va arribar al punt en què els integristes proclamaren la necessitat d'una acció violenta, alhora que refermaven la seva campanya de descrèdit contra Vidal i Barraquer i Tedeschini, clars exponents de la tendència possibilista en les relacions de l'Església amb el poder civil. Cal dir que, encara que les posicions de l'episcopat català van anar inclinant-se cada cop més a la dreta, no van arribar a enfrontar-se al poder civil. En resposta a la prohibició de l'ensenyament als instituts religiosos, es decidí la creació d'escoles parroquials (27 de desembre de 1932) i la fundació de mútues d'ensenyament que donessin cobertura legal a les antigues escoles religioses. Paral·lelament, s'intentà crear un Centre Superior de Cultura Cientifico-religiosa per als laics, annex a la Balmesiana, com a nucli d'una futura universitat catòlica. Un altre dels camps on s'intensificà l'acció foren les publicacions periòdiques, amb Catalunya Social, Paraula Cristiana (molt vinculada a la qüestió obrera i al catalanisme), El Bon Pastor. Revista Ministerial de la Clerecia, El Matí o el setmanari catequètic L'Eixerit.
Davant les eleccions generals de 1933, la possibilitat que els catòlics accedissin al poder central era tan gran que els metropolitans espanyols es reuniren per acordar una sèrie de normes (aprovades pel Nunci) relatives a la incursió de sacerdots a les llistes electorals (a judici del bisbe local) i a l'obligació que els religiosos exercissin el dret al vot. Els bisbes catalans, reunits a Solsona, coincidiren a donar suport a la Lliga en funció de les seves majors capacitats de triomf.
Entre 1933 i 1936, durant el bienni conservador hi hagué un petit respir, però quan el President Lluís Companys proclamà l'Estat Català el 6 d'octubre de 1934 es registraren diversos actes de violència, amb agressions contra algunes esglésies i clergues. Els diversos bisbes van manifestar-se: el bisbe Bilbao de Tortosa, centralista, va censurar el separatisme i el socialisme; d'altres, com Irurita o Perelló, glossaren els "màrtirs de la revolució"; mentre que la resta proclamava la necessitat de practicar la justícia i la caritat com a remei de la injustícia social existent que havia fet possible la insurrecció. La posterior suspensió de l'Estatut va provocar diverses actituds als catòlics catalans, car mentre alguns sectors preconitzaven posar en quarantena el catalanisme històric, d'altres (com els democratacristians) exigien responsabilitats tant a la Lliga com a Esquerra Republicana. La victòria del Front Popular a les eleccions de febrer de 1936 fou causa d'un nou i més dur enfrontament: el catalanisme es convertí en patrimoni de les esquerres, mentre que els interessos de classe que defensaven la majoria dels catòlics confluïen amb els interessos de les dretes espanyoles; i l'actitud cap a l'Església es convertí en persecució oberta a partir del 18 de juliol de 1936 com a reacció a l'aixecament militar.
La guerra civil posà fi a molts d'aquests plantejaments, nascuts fruit de la necessitat, però que haurien pogut establir les bases d'una convivència pacífica.

#### La Guerra Civil
Carta colectiva de los obispos españoles a los obispos de todo el mundo con motivo de la guerra en España
El 19 de juliol de 1936 tingué lloc l'aixecament militar a Barcelona, però les tropes sublevades van ser sorpreses per la Guàrdia d'Assalt, la Guàrdia Civil i els anarquistes. Esclafada la revolta, amb l'exèrcit desintegrat i les forces de seguretat desorganitzades, la resposta al cop va ser un procés revolucionari, amb una atomització del poder i una hegemonia anarquista (CNT i FAI); i la Generalitat va haver d'assumir l'autoritat de l'Estat. Immediatament, s'inicià un procés de repressió a través de les anomenades "patrulles de control" que causaria uns 8.500 morts a Catalunya, dels quals només uns 400 van ser executats després d'un procés; tres quartes parts d'aquests es produirien durant els cinc primers mesos de la guerra. Les execucions se suspengueren a partir de juny de 1937, reapareixent a un nivell molt baix a l'estiu de 1938 i amb una darrera alça incontrolada durant la retirada final; repressió davant la qual la Generalitat, a més de condemnar-la, intentà fer front donant passaports i salconduits per sortir del país a més de 7.000 persones, 2.500 de les quals membres del clergat, acció reconeguda fins i tot pel general sollevat Queipo de Llano.

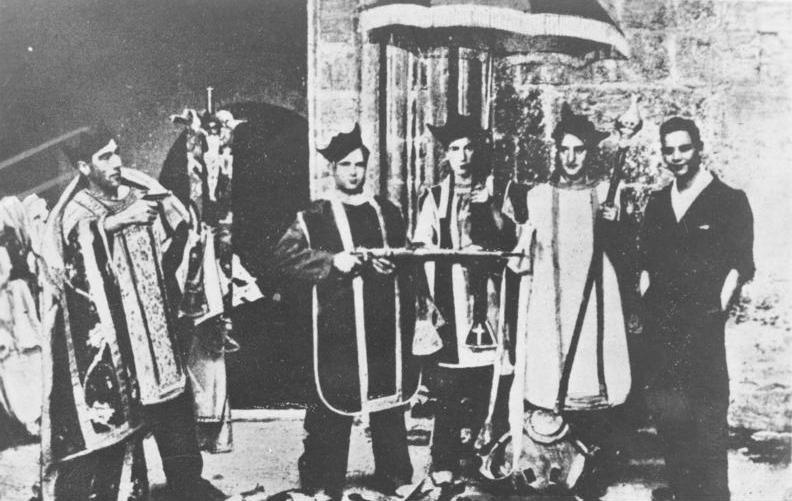
Milicians habillats amb ornaments eclesiàstics, després de profanar una església.

Amb l'esclat revolucionari, tota activitat religiosa va ser prohibida i perseguida, fins i tot la privada. Malgrat que la Generalitat va fer el que va poder per protegir edificis emblemàtics de culte (els monestirs de Montserrat i Pedralbes, i les catedrals de Girona, Barcelona i Tarragona, entre d'altres), més de 200 esglésies catalanes van ser totalment destruïdes i gairebé totes les altres van ser saquejades i malmeses; els arxius diocesans van poder ser salvats però no va ser així amb molts arxius parroquials. Les diòcesis més castigades van ser Lleida i Tortosa, amb més del 60% dels seus clergues morts, per contra, Solsona i Urgell no arribaren al 20%; Tarragona superà el 30% i la resta de diòcesis (Vic, Barcelona i Girona) el percentatge quedà entre un 20 i un 30%. El 2 d'agost, Lluís Capdevila escrivia a "La Humanitat": «el clericat s'interessa més per les ciències crematístiques que per les ciències teològiques»; mentre que "Solidaritat Obrera" era més implacable: «La iglesia ha de desaparecer para siempre (…). No existen covachuelas católicas. Las antorchas del pueblo las han pulverizado (…) Los obispos y cardenales han de ser fusilados»; mentre que Andreu Nin deia que la classe obrera havia ressolt el problema de l'Església ben senzillament: enderrocant els edificis. Tot i que la rebel·lió en el seu inici no feia cap esment a la religió, en fracassar en la seva temptativa de fer un pronunciamiento que es resolgués en uns dies, el sentit religiós i de guerra santa va ser molt oportú. A més, gràcies a la repressió que s'estava portant a terme a la zona lleial a la República, va ser la mateixa Església qui s'adherí als sollevats.
A inicis d'agost de 1936 ja no quedava cap bisbe a Catalunya que pogués comunicar-se amb els seus sacerdots: l'arquebisbe de Tarragona, Vidal i Barraquer es refugià a la cartoixa de Farneta de Lucca; els bisbes de Girona i Tortosa (Josep Cartañà i Félix Bilbao, respectivament) havien aconseguit arribar a Barcelona; el d'Urgell, copríncep d'Andorra, Justí Guitart, es traslladà a Andorra la Vella, el bisbe de Vic, Joan Perelló pogué embarcar-se cap a Gènova el 18 d'agost; el bisbe de Solsona, Valentí Comellas, va ser alliberat de mans de la FAI i va poder fugir a Andorra; el 23 de juliol, el bisbe de Lleida, Salvi Huix, per no comprometre la família que l'acollia va lliurar-se a la Guàrdia Civil, sent empresonat i afusellat el 5 d'agost; destí compartit pel bisbe auxiliar de Tarragona, Manuel Borràs, immolat el 12 d'agost. El bisbe de Barcelona, Manuel Irurita es refugià a casa d'uns coneguts, però seria detingut en un escorcoll i afusellat el 4 de desembre. Amb una quarta part del clergat secular immolat, aquells que no estaven empresonats hagueren d'amagar-se. Unió Democràtica de Catalunya i la Federació de Joves Cristians foren dels que jugarien un gran paper per crear un culte clandestí; creant-se tota una sèrie d'eufemismes i argot eclesial (on les sagrades formes serien anomenades "pastilles", "tauletes", "granulat", "tònic" o "reconstituent"). En aquest període, els bisbats més desassistits foren Lleida i Tortosa; mentre que a Urgell, en tractar-se d'una diòcesi rural amb moltes parròquies petites i escampades, no es pot parlar d'una organització del culte. A Girona el culte seria molt reduït, a Vic s'organitzà rudimentàriament a finals de desembre de 1936; i a Solsona aquest funcionà mentre que hom feia els ulls grossos. A Tarragona van funcionar des del principi els centres de Reus i Valls, sent aquest un dels més vius de la vida religiosa.

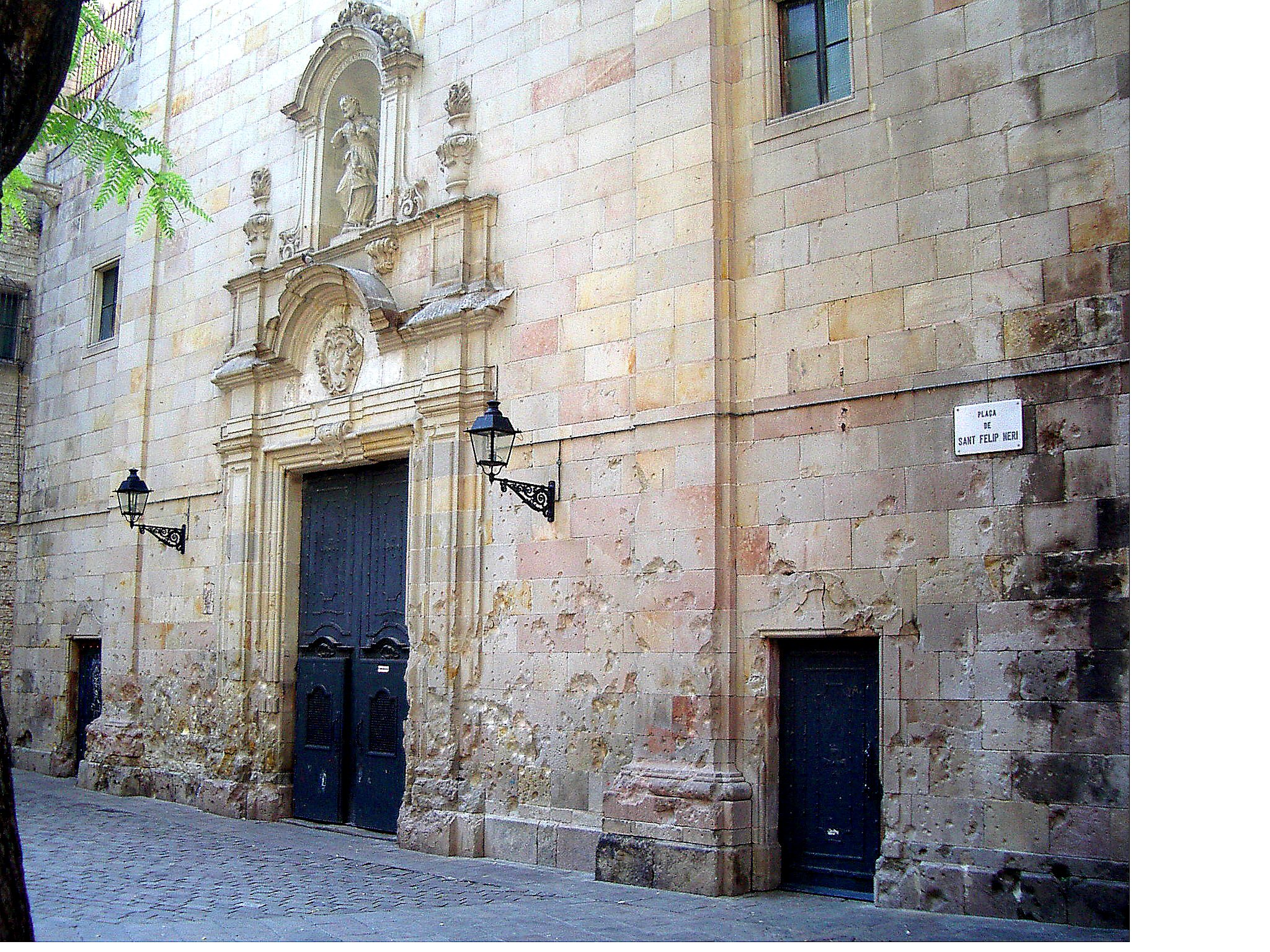
La façana de l'església de Sant Felip Neri de Barcelona, malmesa pels bombardeigs durant la Guerra Civil Espanyola.

El 14 de setembre de 1936, el Papa Pius XI rebé un grup de 500 refugiats, encapçalats pels bisbes de Tortosa, Vic, Urgell i Cartagena; condemnant el comunisme i lamentant la persecució i l'enfrontament dels fills d'un mateix poble, i qualificant de màrtirs les víctimes de la persecució; tot i que no aprovà formalment el Movimiento. Aquesta condemna la repetiria solemnement a l'encíclica Divini Redemptoris de 19 de març de 1937.
L'1 de juliol de 1937 es va publicar la Carta colectiva de los obispos españoles a los obispos de todo el mundo con motivo de la guerra en España, promoguda pel cardenal-arquebisbe de Toledo, Isidre Gomà, però sense la signatura del metropolità de Tarragona, qui es negà a signar-la. Allà es legitimava la insurrecció militar com a únic remei davant la revolució marxista, enaltint-se el Movimiento com a única solució per garantir la justícia i la pau; alhora que es desmarcaven dels possibles errors que es cometessin i que desnaturalitzessin la fisonomia del Movimiento.
Després dels Fets de maig de 1937, el ministre de Justícia Manuel de Irujo Ollo va intentar arribar a un acord amb les autoritats eclesiàstiques clandestines i amb el Vaticà per tal de legalitzar el culte públic; alliberant-se centenars de sacerdots i religiosos de les presons. El 7 d'agost de 1937 s'autoritzà l'exercici privat del culte, i la capella basca de Barcelona (situada al carrer del Pi des de novembre de 1936) adquirí un important impuls; i muntant-se les rutes missioneres o excursions apostòliques, en què els preveres podien fer recorreguts per les comarques setmanalment, podent celebrar la Missa. El 9 de desembre de 1938 es creà el Comisariado de Cultos, que funcionà molt precàriament i no va poder fer obrir cap església al públic. Però la ràpida pèrdua de la guerra i els excessos revolucionaris van provocar que la política de tolerància de la República tingués una feble resposta vaticana, però davant la situació militar de la República, i davant el temor que hi hagués noves represàlies dels roigs contra els capellans que s'haguessin acollit a la legalització, i després per part dels nacionals en considerar-los col·laboracionistes (com havia succeït al País Basc); el culte públic només va ser restablert pels conqueridors, omplint Catalunya de misses de campanya i actes expiatoris on el catolicisme apareixia inseparablement lligat al règim.

#### El Franquisme
Amb la victòria franquista a la guerra, el catolicisme va restaurar-se com a religió oficial i protegida de l'Estat, prohibint-se les manifestacions externes dels cultes aliens al catòlic, i la presència eclesiàstica es feu omnipresent i l'Església va quedar infeudada al règim, el qual li va posar un fort dogal. A l'octubre de 1939, Mn. Josep Borràs publicà un article al "Noticiero Universal" on afirmà que «El sacerdote en Cataluña, es triste confesarlo, ha sido muy buen sacerdote, pero muy poco español. Ya, pues, que no se han aplicado acciones ni se ha hablado a algunos con la claridad meridiana merecida, sepamos que llego el momento de ser y aparecer sabios y santos, pero al mismo tiempo sinceramente españoles». A causa de la seva posició conciliadora i la seva lluita en favor del català no es va permetre tornar al cardenal Vidal i Barraquer, entre altres casos d'eclesiàstics i laics que durant molt de temps no se'ls va permetre tornar al país. El govern del general Franco va assumir la vella facultat concedida als reis d'Espanya d'intervenir en el nomenament de bisbes, designant a Ramon Iglesias per a Urgell, Vicent Enrique i Tarancón a Solsona, Manuel Moll a Tortosa, Gregorio Modrego a Barcelona i Aurelio del Pino a Lleida. A Tarragona, en no permetre's el retorn del cardenal Vidal i Barraquer, la diòcesi va haver de ser regida pel seu vicari episcopal (Francesc Vives), fins a la mort del titular el 1943, en què va ser substituït per Manuel Arce i, el 1948, per Benjamín de Arriba y Castro. Dels nous bisbes, dos eren superlativament franquistes (Arriba i Castro i Aurelio del Pino); i només dos bisbes (Comellas i Tarancón) intentaren fer una revisió eclesial i social de la situació de la preguerra per trobar explicacions tant a la guerra com a la persecució. S'esperava que l'Església col·laborés en la descatalanització, tasca acomplerta en general per les congregacions religioses d'ensenyament; però una part de la clerecia parroquial va tornar tan aviat com va poder al català per a la predicació i la catequesi, sent així les esglésies el primer lloc on el català va tornar com a llengua pública.
Els sermons i pastorals d'aquesta època eren molt sovint plens de paraules buides o d'una gran preocupació per la moral (parlant-se de la pràctica religiosa o contra platges, balls, modes, etc.), però no es reflexionava sobre la falsedat de molts cristians, la injustícia social, la manca de llibertats ciutadanes, les presons, tortures o execucions massives; mentre que s'insistia a emprendre missions populars, actes de pietat (a ser possible massius), processons, els mesos de Maria (maig) i del Sagrat Cor (juny), la predicació de missions o la presència dels rectors a les escoles públiques per ensenyar el catecisme i inspeccionar l'ensenyament que s'hi donava. També es feu una lectura providencialista dels fets passats, tan cruents (Déu ha castigat el seu poble) com a la consecució de la victòria (gràcies a un cabdill i un exèrcit providencials). Per això, 9 dels 14 bisbes que ocuparen les seus catalanes fins al 1952 empraren el terme "croada"; i s'adoptà una teatralitat barroca i apocalíptica animant-se a la penitència i propagant-se la por al foc etern per mantenir l'obediència a l'Església i el control de la moralitat.
Anterior a 1931 ja existia un catolicisme catalanista, però amb el triomf de l'exèrcit franquista va ser represaliat per tal d'imposar un catolicisme triomfal i espanyolista. El control estricte de la jerarquia eclesiàstica, així com dels militars i falangistes va ser possible durant un temps; però la tasca va caure en mans d'Acció Catòlica. Des de mitjans dels anys 40, l'Acció Catòlica es va poder impulsar com a la principal organització laica. Els treballadors durant el franquisme estaven obligatòriament inscrits al sindicat únic, i l'Acció Catòlica serví per enquadrar-los. Però, a partir de mitjans dels anys 40, van començar a néixer organitzacions que volien reprendre l'esperit de la Federació de Joves Cristians; al maig de 1946 es crearen les Germandats Obreres d'Acció Catòlica (HOAC), com a banca autònoma de l'Acció Catòlica d'homes. Nascuda a Bèlgica el 1925, el 1947 arribà a Barcelona la Joventut Obrera Cristiana (JOC), regida per 3 principis: veure, jutjar i actuar, i portar-ho a la pràctica a la vida quotidiana. Els grups jocistes feien revisió de vida un cop a la setmana, es trobaven en grups petits dirigits per un consiliari i tenien un fort compromís social, car treballaven a les fàbriques. Com a evolució de moviment de la JOC sorgí l'Acció Catòlica Obrera (ACO), a la que es dirigiren molt jocistes que desconfiaven de l'HOAC.

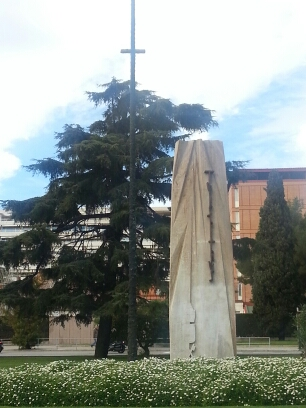
Monument a Pius XII a la Diagonal de Barcelona, on estava situat l'altar major de la Missa multitudinària del Congrés Eucarístic de Barcelona de 1952

Però l'anterior catolicisme catalanista podia servir com a precedent per rellançar el catalanisme mitjançant el catolicisme: la primera manifestació va ser les festes de l'entronització de la Mare de Déu de Montserrat el 1947, en la que s'emprà el català davant una concentració de 60.000 persones. La torna va ser el desplegament del nacionalcatolicisme franquista en el Congrés Eucarístic de Barcelona de 1952 i el Concordat de 1953 amb la Santa Seu, concordat que reconeixia a Franco el dret de presentació dels bisbes i preveia la presència d'eclesiàstics als estaments estructurals del sistema, però alhora obria una escletxa en permetre que l'Església acollís organitzacions de joventut fora de Falange. El nomenament de bisbes auxiliars podia escapar-se més fàcilment dels filtres estatals, i així el 1952 Ramon Masnou fos nomenat auxiliar de Vic el 1952, esdevenint bisbe titular el 1956, sent el primer a publicar pastorals en català.
Mn. Antoni Batlle va poder reorganitzar a partir de 1943 el moviment escolta, tot i haver estat prohibit el 1939 i com que no podia haver-hi res al marge del Frente de Juventudes. Encara que sense uniforme, van servir de servei d'ordre a les Festes de l'Entronització de la Mare de Déu de Montserrat el 1947 en la que seria la seva primera aparició pública des de la guerra civil. A la dècada dels 50 l'escoltisme catòlic va estendre's pel seminari i els nous capellans el portaren a les parròquies. El novembre de 1955 Mn. Batlle, trobant-se en l'agonia, va rebre el nomenament de consiliari diocesà d'escoltisme de Barcelona en reconeixement de la seva tasca. El 1956 es constituí a Vic i Barcelona una Delegació Diocesana d'Escoltisme, amb subdelegacions a la resta de diòcesis catalanes, i, aixoplugat en el Concordat de 1953, prengué una forta empenta per tot el país. El 1957 es va crear el primer Secretariat de Colònies de Barcelona i el Servei de Colònies de Vacances (que esdevindria la Fundació Pere Tarrés). No va ser fins al 1961 que l'estat renuncià al monopoli de les entitats juvenils.
En sortir de la Segona Guerra Mundial, el catolicisme francès va haver d'enfrontar-se a nous problemes pastorals. Així, la figura del "capellà-obrer", sorgida de la seva presència a les fàbriques militaritzades pels nazis es convertí en una opció ordinària; i per un altre costat, als seminaris es començà a fer una nova reflexió teològica. Aquest catolicisme penetrà a Catalunya mitjançant dues vies: els moviments d'obrers cristians (la JOC i l'ACO) i els seminaristes i preveres enviats a estudiar a Lovaina, París i Roma, on gaudien no només d'un bagatge d'obertura intel·lectual sinó que també de contactes pastorals amb els moviments europeus que intentaven portar a la pràctica.
El 1959, sota la protecció de l'Abadia de Montserrat, aparegué la revista Serra d'Or, primera revista cultural d'abast general en llengua catalana, a la que seguiren Criterion o Qüestions de Vida Cristiana. El 13 de novembre de 1963, l'abat de Montserrat Aureli Maria Escarré feu unes manifestacions d'oberta oposició a les estructures polítiques al diari Le Monde que li valdrien haver d'exiliar-se el 1965.
A l'octubre de 1961 el papa Joan XXIII convocà el concili ecumènic Vaticà II, les sessions del qual se celebrarien entre octubre de 1962 i desembre de 1965, al qual assistiren tots els bisbes catalans i altres teòlegs, participant activament en les diferents comissions. El Concili va donar nova vida als moviments bíblic, litúrgic, patrístic i d'apostolat laic, posats en marxa a Catalunya des de finals del segle xix i estroncats per la Guerra Civil. Això justifica el gran interès i esperança amb què se seguí a Catalunya. Ja el 1966 es van publicar traduïts al català tots els documents conciliars, i apareixeria la publicació Documents d'Església. El 1968 es creà la Facultat de Teologia de Catalunya, on aviat es concentrarien els seminaristes majors de cinc diòcesis catalanes, afectades pel descens de vocacions al presbiterat. El Concili feia passar d'una "església del règim" a una "església al marge del règim" o a una "església enfront del règim", i a poc a poc s'anaren dibuixant dues esglésies: la que acceptava clarament el concili i n'intentava l'aplicació a la vida eclesial en tots els camps; i la que creia que el concili s'havia passat de la ratlla i que calia continuar mantenint l'estil que fins aleshores havia imperat, que incloïa la vinculació de l'Església al govern franquista.
Dins del moviment d'oposició al franquisme, l'Església catalana tingué el seu paper en organitzar-se moltes reunions i assemblees als seus locals, i així es troben la fundació el 1964 de Comissions Obreres de Catalunya a la parròquia barcelonina de Sant Medir; o la fundació el 1966 del Sindicat Democràtic d'Estudiants de la Universitat de Barcelona al convent dels Caputxins de Sarrià i la campanya "Volem bisbes catalans!" davant el nomenament del bisbe Marcelo González, originari de Valladolid, com a titular de la seu barcelonina. El setge i penetració de la policia al convent dels caputxins i la persecució i detenció dels participants desvetllà un moviment de solidaritat ciutadana, destacant la manifestació de protesta de 130 capellans i religiosos l'11 de maig de 1966 davant la Prefectura de Policia de la Via Laietana de Barcelona en protesta als maltractaments infligits a un dirigent estudiantil, dispersada per la policia a cops de porra. La campanya contra la intervenció governamental en el nomenament de bisbes comportà que el Vaticà deixes de nomenar bisbes forans a les diòcesis de la Tarraconense, i Marcelo González, bisbe de Barcelona, passà a Toledo; i Narcís Jubany passà el 1971 del bisbat de Girona al de Barcelona.
Arran de l'estat d'excepció de 1969, el Govern Civil de Barcelona elaborà llistes de persones "destacades pels seus antecedents i activitats contra el Règim". Aquestes llistes estan formades per uns 462 noms de persones adscrites a diferents grups ideològics i socials, i dels quals prop d'una setantena són clergues. Entre aquests es troben Josep Dalmau i Olivé, rector de Gallifa, el pare Jordi Llimona dels caputxins, Josep Maria Esquirol de Sabadell, Josep Maria Vidal i Aunós de Sant Medir, Lluís M. Xirinacs, Francesc Vergés, de les Benetes d'Anglí, el teòleg Josep Maria Rovira Belloso, Lluís Bonet i Armengol, (qui durant molts anys seria rector de la Sagrada Família), el canonge i músic Domènec Cols, els vicaris episcopals Joan Batlles i Alerm, Josep Maria Juncà i Lluís Bonet, i els dos futurs bisbes auxiliars de Barcelona, Joan Carrera i Pere Tena. Val a dir que, si bé el bisbe de Barcelona D. Gregorio Modrego era addicte al règim, tenia ben clar que " a mis curas que no me los toquen” El 12 de desembre de 1970 va tenir lloc la Tancada d'intel·lectuals a Montserrat que, amb el seu manifest, contribuïren a evitar que s'executés la condemna a mort de sis militants d'ETA sentenciats a Burgos.
El 1971 l'Assemblea Permanent d'Intel·lectuals Catalans, Comissions Obreres, el Grup Cristià de Defensa dels Drets Humans, comunitats cristianes de base, associacions de veïns de zones suburbanes i delegacions d'alguns col·legis professionals formarien l'Assemblea de Catalunya, donant a la mobilització antifranquista un abast unitari que mai no havia tingut. L'Església va tenir un paper present en les reunions de l'Assemblea, no només deixant els locals, sinó amb la presència de cristians actius, com el Grup Cristià de Defensa dels Drets Humans, guiat per Mn. Joan Carrera. La detenció de 113 persones de la comissió permanent de l'Assemblea a la parròquia barcelonina de Maria Mitjancera l'octubre de 1973 i d'una segona de 67 persones més a la reunió del col·legi de les Escolàpies de Sabadell el setembre de 1974 van fer reduir l'activitat del moviment, però no l'aconseguí aturar.

#### La Transició i finals delseglexx
La mort de Franco, el 1975, va marcar un fort tombant en la vida política de tot l'estat. Joan Carles I, el rei escollit pel dictador, tot i jurar regnar segons los principios del Movimiento, va escollir ben aviar projectar un sistema de règim democràtic. L'episcopat espanyol en ple hauria d'haver assistit als funerals, i la Conferència Episcopal, presidida pel bisbe de Madrid Tarancón decidí que el funeral fos presidit per l'arquebisbe de Toledo, Marcelo González, mentre que el cardenal Tarancón presidiria la presa de possessió del rei Joan Carles. L'arquebisbe de Saragossa Pedro Cantero,qui pertanyia al Consell de la Regència, va figurar a tots els actes públics
Els canvis democràtics ben aviat tindrien repercussió en el terreny escolàstic. El 28 de juliol de 1976 se signà un conveni-marc entre l'Església i l'Estat, en virtut al qual el rei renunciava al dret de presentació de bisbes, mentre que la Conferència Episcopal renuncià al privilegi del fur o d'estatus jurídic privilegiat. Els acords de reforma del Concordat del 1953 signats el 1979 van conformar:
1. Llibertat per a l'Església per a la seva tasca pastoral; personalitat jurídica de la Conferència Episcopal; reconeixement dels instituts religiosos; inviolabilitat dels llocs de culte; la festivitat del diumenge; assistència religiosa a les presons i hospitals; efectes civils del matrimoni canònic.
2. Jurisdicció religiosa dins les forces armades; exempció dels clergues i religiosos del servei militar.
3. L'Estat garantia a l'Església un nivell d'ingressos similar al d'aquell moment durant 3 anys; després l'Església havia de buscar fórmules d'autofinançament. (L'Església no ha fet cap esforç en aquest sentit i s'ha repenjat en la continuïtat del règim transitori d'aquells 3 anys.)
4. Salvaguarda del dret a l'educació religiosa, reconegut per l'Estat en pactes internacionals; l'Església havia de coordinar la seva acció educativa amb el principi de la llibertat religiosa i evitar discriminacions; ensenyament de la religió i la moral catòliques en una assignatura de caràcter no obligatori; reconeixement de les institucions docents pròpies de l'Església; garantia que els mitjans de comunicació respectarien els sentiments catòlics.[174][175]

A causa de les discrepàncies entre la Federació d'Escoles Religioses de Catalunya i la central espanyola, el cardenal Jubany, recolzat per la resta de bisbes catalans, creà el Secretariat d'Escola Cristiana, acceptat per la majoria d'escoles del país. La Facultat de Teologia de Catalunya, creada el 1968, es convertí en la Facultat de Teologia de Barcelona el 1986, i el 1988 es va crear la Facultat Eclesiàstica de Filosofia de Catalunya, vinculada a la Universitat Ramon Llull.
Des de la dècada de 1970 s'estimulà una pastoral conjunta per a Catalunya, superant els límits diocesans. La primera institució creada va ser el Secretariat Interdiocesà de Catequesi, creat el 1971. Per tal de mantenir permanentment aquesta pastoral de conjunt es creà el Seminari Major Interdiocesà de Catalunya, empès per l'arquebisbe Ramon Torrella, fundat per les diòcesis de Tarragona, Girona, Solsona, Urgell i Vic; a les quals més tard va afegir-se Lleida, iniciant la formació en comú dels seminaristes al curs 1988-89. El primer rector va ser Mn. Joan Busquets, de Girona. Sempre han quedat al marge els seminaris de Tortosa i Barcelona.
El 7 de novembre de 1982 el papa Joan Pau II, durant el transcurs del seu viatge a Espanya, visità Montserrat al matí, on celebrà una litúrgia de la Paraula (car la pluja no permeté celebrar la missa prevista a l'exterior), resà l'àngelus davant la façana del Naixement de la Sagrada Família i, finalment, celebrà l'Eucaristia al Camp Nou, malgrat la pluja constant.
Poc després, el 1985, els bisbes catalans van publicar el document Arrels cristianes de Catalunya, en un text que reconeixia els elements identificatius de Catalunya, explicava la presència de la fe cristiana durant la història de Catalunya i els bisbes es comprometien a seguir servint la societat catalana. L'any 2010, coincidint amb el 25è aniversari del document, els bisbes catalans n'actualitzaren el contingut amb el document Al servei del nostre poble tornant a reivindicar el seu compromís amb Catalunya.
Segons un estudi de 1993 (Catalunya a l'horitzó del 2010), a Catalunya es deien creients un 73%, creien en l'existència de l'ànima un 47%, en el pecat un 40% i en el més enllà un 35%. Pel que fa a l'Església, un 20% hi confiava molt; un 21% hi confiava força, un 28% hi confiava poc i un 30% no hi confiava gens. Segons un altre estudi de 1992 (Religión y Sociedad en la España de los 90), comparada amb la resta d'autonomies de l'Estat, Catalunya presenta els indicadors més baixos de religiositat i és la que té un índex més baix d'aportacions a l'Església catòlica en la declaració de la renda (entorn un 20%)
El creixement de la ciutat de Barcelona i de la seva zona d'influència va fer que el seu bisbat cresqués paral·lelament, en detriment del de Tarragona. Per exemple, és a Barcelona on radiquen el Centre de Pastoral Litúrgica i el Centre d'Estudis Pastorals, on participen membres de tota la resta de diòcesis. No obstant això, la resta de bisbes i bisbats no han quedat amagats, sinó que, endemés de trobar-se en les reunions periòdiques de la Conferència Episcopal Tarraconense, s'han destacat per les seves actuacions particulars o al marge de les posicions generals de la CET.
Un estudi de 1997 senyalà el transvasament de moviments cristians a moviments polítics: fins al 1992 trobaríem 197 militants amb càrrec de grups religiosos al Parlament de Catalunya, al Congrés i al Senat, així com als ajuntaments: la formació amb més integrants seria CiU (84), seguida pel PSC (80). Seguirien, allunyats, el PSUC (11), ERC (9) i IC (8).
El 2 de maig de 1992, l'arquebisbe Torrella de Tarragona convocà un Concili Provincial, mai no celebrat des de 1757. S'inaugurà el 1995 a la ciutat de Tarragona, i les sessions plenàries tingueren lloc al llarg de vuit caps de setmana al Casal Borja dels jesuïtes de Sant Cugat del Vallès, entre febrer i juny. Les resolucions del concili van ser enviades a Roma, on després d'un any d'espera de resposta van desinflar molt la il·lusió. Aquesta espera, sumada a altres indicis de fredor per part de la cúria romana i del mateix Joan Pau II respecte a l'Església catalana, l'ús del català o la política de nomenament de bisbes al país, provocaren una prevenció i un refredament d'una característica secular del cristianisme català, la seva romanitat. La recepció del concili va ser diversa segons les diòcesis.
Aquest desencís vers Roma també es va fer palès el 1993, quan la diòcesi de Lleida va perdre 111 parròquies, totes elles situades dins dels límits de la Comunitat Autònoma d'Aragó però secularment vinculades a la diòcesi de Lleida, totes elles de parla catalana, per passar a formar part de la diòcesi de Barbastre, una diòcesi sense massa tradició, de parla castellana i sense cap vinculació a les parròquies que se li han unit. Aquesta divisió creà un nou problema arran del traspàs al Museu Diocesà de Barbastre d'obres d'art d'aquelles parròquies, moltes d'elles comprades pel bisbe Josep Messeguer de Lleida, fundador el 1893 del Museu Diocesà de Lleida. També contribuí a un clar pessimisme la posició radical i autoritària de l'arquebisbe de Barcelona Ricard Maria Carles qui, amb una desconfiança total vers la majoria de capdavanters de molts moviments dinamitzadors d'apostolat (a qui considerava massa avançats) els va anar reemplaçant per persones de la seva confiança, i va tancar institucions o centres de formació com l'ICESB, l'Escola d'Assistents Socials, el Centre d'Estudis Pastorals i d'altres, creant a la diòcesi i, per extensió en altres del país, una actitud de reserva i de clara oposició així com de grups que feien sentir la seva disconformitat. El cardenal Carles pot ser senyalat com a responsable, en part, de la no aplicació del concili provincial i de la difusió d'un esperit de frustració. Tot plegat empalmava amb la frustració general provocada pel pontificat de Joan Pau II, anticonciliar i restauracionista.
Al tram final del segle xx, l'Església catalana trobà un tap en la figura del nunci Lajos Kada, qui mostraria una constant l'actitud bel·ligerant contra la qüestió de la llengua catalana i les pretensions d'autonomia de l'església catalana, i que tindria també repercussions en la decisió sobre les obres d'art de la Franja de Ponent, i en la negativa a concedir una Conferència Episcopal Catalana, i ni tan sols una regió eclesiàstica. Sobre el nunci Kada, l'acabat de nomenar arquebisbe de Tarragona Martínez Sistach escriuria a la revista Vida Nueva: «no és que el Nunci no entengui la realitat catalana, és que no entén la realitat eclesial d'un país en el qual és responsable, per exemple, d'una cosa tan decisiva com el nomenament dels bisbes. El problema no és que aquest Nunci sigui més o menys intel·ligent i competent. El problema és el sistema de poder, de presa de decisions, dins l'Església».
Un tema que causà una gran controvèrsia dins l'Església i la societat civil catalanes va ser que el periodista Federico Jiménez Losantos conduís durant diversos anys un programa diari a la cadena COPE, des d'on atacava i difamava tot allò que no coincidís amb el seu perfil ideològic (especialment furibunds eren els seus atacs contra el catalanisme), i especialment quan l'accionista majoritari de l'emissora era la Conferència Episcopal Espanyola. Davant de l'actitud hostil de la cadena COPE davant Catalunya i el català, sota l'impuls del bisbe auxiliar de Barcelona Joan Carrera, el 8 de juliol de 1994 s'iniciaren les emissions de Ràdio Estel, emissora vinculada a l'arquebisbat de Barcelona.

### Elseglexxi
El 15 de juny de 2004 tingué lloc el canvi més notable de la geografia eclesiàstica catalana, quan la diòcesi de Barcelona va ser dividida en tres diòcesis: la de la capital (que inclou el Barcelonès i el Maresme), la de Sant Feliu de Llobregat (el Baix Llobregat, el Penedès, el Garraf i una part de l'Anoia) i Terrassa (el Vallès Occidental i Oriental). Així doncs, des de llavors Catalunya consta de dues províncies eclesiàstiques: la de Tarragona (amb els bisbats de Tortosa, Lleida, Urgell, Solsona, Vic i Girona) i la de Barcelona (amb les diòcesis de Terrassa i Sant Feliu de Llobregat).

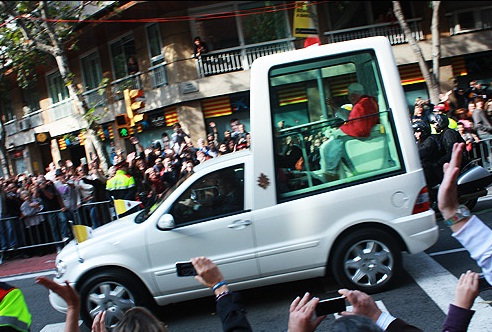
El papamòbil portant el Papa Benet XVI per l'Eixample de Barcelona durant la seva visita al novembre de 2010.

El Papa Benet XVI visità la ciutat de Barcelona els dies 6 i 7 de novembre de 2010 per a dedicar el Temple Expiatori de la Sagrada Família i convertir-la en basílica, visita que, segons afirmà el Papa, li deixà un record inoblidable. Als dies previs de la visita, l'arquebisbe de Madrid cardenal Rouco va negar l'existència d'una església catalana, mentre que el cardenal Sistach, reforçat pel mateix desenvolupament d'aquesta, va fer visible el rostre diferent de la societat catalana i la seva església.
Amb la crisi econòmica de finals de la dècada del 2000 i inicis de la de 2010, i davant l'enquistament de la pobresa i l'exclusió social, Càritas Diocesana va haver de multiplicar els seus esforços, especialment en programes d'ajut a favor de grups socials anteriorment autosuficients i de formació i inserció laboral. En una nota oficial publicada el 27 de juliol de 2012, la Conferència Episcopal Tarragonina es mostrà favorable a un nou sistema de finançament per a Catalunya, per tal de poder activar la reactivació del país. A més, reclamaven que s'haurien de demanar responsabilitats "a aquells que han provocat desordres financers i especulació. En ocasió de la Diada del 2012, Càritas va rebre la Medalla d'Honor del Parlament de Catalunya.
El 2010 la Conferència Episcopal Tarraconense va publicar Al servei del nostre poble, un document que volia reafirmar el compromís dels bisbes amb Catalunya i el contingut de la carta publicada 25 anys abans amb el nom Arrels cristianes de Catalunya. El 4 d'octubre de 2012 la Conferència Episcopal Espanyola mostrava «una gran inquietud per les propostes polítiques que consideren encaminades a la 'desintegració unilateral' d'Espanya». L'endemà, 5 d'octubre de 2012, els bisbes catalans reunits en la Conferència Episcopal Tarraconense van emetre una nota relativa a les eleccions del 25 de novembre en què es ratificaren en un posicionament on defensaven «la legitimitat moral de totes les opcions polítiques que es basin en el respecte de la dignitat inalienable de les persones i dels pobles i que recerquin amb paciència la pau i la justícia». El 14 d'octubre del 2012 el bisbe auxiliar de Barcelona Sebastià Taltavull defensà en una entrevista a Catalunya Ràdio que l'Església catalana farà costat a una Catalunya independent sempre que el procés sigui "democràtic" i "pacífic". El 16 d'octubre, el bisbe de Solsona Xavier Novell assegurà que la Santa Seu es podria plantejar crear una conferència episcopal catalana si Catalunya se separés d'Espanya. El 8 de novembre del 2012, el Fòrum Ondara, format per capellans de Solsona, publicà un manifest denunciant manipulacions des de l'estat espanyol per fer callar la voluntat del poble català sobre la independència, demanant als catalans que no tinguin por i expressin la seva voluntat.
La davallada de les vocacions ha fet que algunes comunitats hagin hagut de reduir la seva presència al territori, com els franciscans, que a l'octubre de 2012 van haver d'abandonar Vic després de 800 anys de presència.
El 10 d'abril de 2013, juntament amb Arcadi Oliveres, la religiosa benedictina de Montserrat Teresa Forcades va presentar un manifest "per a un procés constituent a Catalunya".
El 26 d'abril de 2013, en una entrevista al programa Els matins de Televisió de Catalunya, l'abat de Montserrat Josep Maria Soler es posicionà a favor del dret a decidir, convençut que Catalunya és una nació: «Catalunya té dret a fer la consulta i, per tant, és bo fer-la», afegint que s'hauria de buscar la màxima legalitat possible per tal que fos acceptada per la comunitat internacional; tot i que no es volgué manifestar sobre el seu virtual vot. A més, felicità la iniciativa de Teresa Forcades, Procés Constituent, per tal d'entrar en política
A finals d'abril de 2013 transcendí que la vicepresidenta de la Generalitat, Joana Ortega, va entrevistar-se a Roma amb religiosos catalans amb capacitat d'influència en el Vaticà perquè el futur relleu del cardenal-arquebisbe de Barcelona, Lluís Martínez Sistach, qui ja havia presentat la seva renúncia al càrrec a causa de la seva edat, respongués a un perfil catalanista i que no se senti incòmode amb les tesis sobiranistes.
Al setembre de 2013, davant la petició de l'Assemblea Nacional Catalana que per a l'inici de la Via Catalana sonessin les campanes de les esglésies que coincidissin amb el recorregut, el bisbe de Solsona Xavier Novell demanà els rectors de la diòcesi que no permetessin, en considerar que « l'Església no s'ha d'involucrar oficialment en una opció política que considera legítima però que no és necessàriament compartida per tots»; mentre que el bisbe de Girona, Francesc Pardo, va retreure al president espanyol Mariano Rajoy que «les objeccions legals no poden ser una "excusa" per refusar el diàleg en el procés» mitjançant una carta pastoral titulada "Al servei del nostre poble, festa i reflexió" Els bisbes de Tortosa (Enrique Benavent) i Sant Feliu (Agustí Cortés) també es manifestaren en contra, afirmant que l'Església s'havia de mostrar neutral. L'arquebisbat de Barcelona no donà consignes. A l'octubre de 2013, una vintena d'entitats cristianes (entre les quals hi havia el Grup Sant Jordi de Promoció i Defensa dels Drets Humans, Justícia i Pau, la Fundació Joan Maragall, la Federació de Cristians de Catalunya, la Fundació Hospitalitat Mare de Déu de Lourdes, la Fundació d'Escoles Parroquials, el Patronat de la Fundació Dr. Albert Bonet, l'Institut Superior de Ciències Religioses de Barcelona, la Lliga Espiritual de la Mare de Déu de Montserrat, la Legió de Maria, la Junta directiva de la Unió de Religiosos de Catalunya, i ordes com els Escolapis o els Claretians) obriren una crida Arxivat 2013-10-04 a Wayback Machine. per formalitzar una adhesió conjunta de grups i institucions catòliques o d'inspiració cristiana al Pacte Nacional pel Dret a Decidir, amb l'objectiu de mostrar el suport dins de l'Església catalana a la celebració d'una consulta.
El 22 d'octubre de 2013, després que s'hagués celebrat uns dies abans una beatificació massiva de 522 màrtirs morts durant la Guerra Civil Espanyola a Tarragona, l'abat de Montserrat Josep Maria Soler va demanar perdó pel paper de l'Església durant el franquisme durant la missa d'acció de gràcies per la beatificació dels 21 Màrtirs de Montserrat. Pel seu costat, el 29 d'octubre, el bisbe de Girona demanà públicament homilia de Sant Narcís perdó pels "insults" i "menyspreus" d'una "cadena de televisió vinculada als bisbes", (en referència a 13 TV), un mitjà molt crític amb el procés sobiranista a Catalunya i que és propietat de la Conferència Episcopal Espanyola; i demanà el foment del diàleg i el respecte a la diversitat d'idees.
En el transcurs de la visita ad Limina feta pels bisbes catalans al papa Francesc al març del 2014, els bisbes catalans van poder parlar amb el Papa de la crucial situació que viu Catalunya, explicar de primera mà els fets i expressar els seus anhels i malestars. Els prelats van entregar al pontífex una còpia del document Al servei del nostre poble, firmada per tots els bisbes catalans el 2011 i en què es reafirmaven en la seva identificació amb la llengua i la cultura pròpia del país, i amb el fet diferencial català. També van lliurar al papa Francesc els quinze volums que s'han publicat fins ara de la col·lecció "Clàssics Cristians del Segle XX", que ha editat la Facultat de Teologia de Catalunya, amb la versió catalana dels textos dels principals teòlegs contemporanis. Segons va dir el cardenal Sistach, «aquests presents han servit perquè el papa vegi també la nostra cultura»
En la glosa que es publicà al full dominical del 7 de setembre de 2014 de la diòcesi de Solsona, (l'immediatament anterior a la celebració de la Diada) el bisbe Xavier Novell defensà el dret de decidir dels catalans i la legalitat de la consulta i cridà els fidels a votar, assegurant que Catalunya «compleix els elements que la doctrina social de l'Església indica sobre la realitat de la nació: cultura, llengua i història». Tot i que el bisbe no es posicionà sobre la direcció del vot, sí que va fer una crida als ciutadans a «no restar aliens a aquest procés» i els demanà que «amb esperit democràtic i pacífic, escolliu amb tranquil·litat de consciència aquella opció davant la consulta que cregueu millor per al bé de Catalunya». D'altra banda, Novell també defensà la llibertat de l'Església «respecte a qualsevol posicionament polític, com la legitimitat moral del dret a decidir dels ciutadans de Catalunya». Per aquestes declaracions, el Partit Popular demanà a la Conferència Episcopal Espanyola que actués en contra del bisbe de Solsona per aquestes declaracions «clarament inacceptables que, dins del marge de llibertat d'expressió, no corresponen a l'autoritat eclesiàstica». Pel seu costat, el bisbe de Girona Francesc Pardo també es manifestà en favor de la consulta.
En una a missiva datada el 27 de setembre, el col·lectiu "Església Plural" demanà als bisbes catalans que donessin suport "de forma explícita i pública" al dret a decidir i a la consulta del 9 de novembre mitjançant una campanya de recollida de signatures. En una carta dirigida als bisbes, Església Plural lamentava que l'episcopat català, excepte "alguna coratjosa excepció", no s'hagués pronunciat a favor del dret a decidir, com sí que ho han fet altres institucions no polítiques de Catalunya, es recordava que els bisbes ja es van pronunciar el document 'Al servei del nostre poble' en què es reafirmava el compromís amb el poble català, en "uns moments molt punyents" després que el Tribunal Constitucional d'Espanya retallés l'Estatut.
El 30 de setembre de 2014 a les 19.30, mentre es feien les protestes davant d'una bona part dels ajuntaments de Catalunya en favor del 9-N, una desena de monjos de Montserrat ja es van concentrar davant del monestir amb cartells on es podia llegir "Volem votar", sent la primera vegada que els monjos de Montserrat es manifestaven. La reivindicació, tot i no ser una convocatòria de l'Abadia de Montserrat, enllaçava amb el posicionament que sempre havia manifestat l'abat Josep Maria Soler a favor de la celebració d'una consulta sobre el futur polític de Catalunya.
El 2 d'octubre de 2014, la Santa Seu aprovà la creació de la Facultat Antoni Gaudí d'Història de l'Església, Arqueologia i Arts cristianes (FHEAG), impulsada pel Cardenal Sistach, sent la primera que rep l'aprovació vaticana per a oferir estudis en arqueologia, després de les institucions eclesiàstiques de Roma i Jerusalem; la quarta, en oferir història de l'Església, juntament amb institucions que tenen la seva seu a Roma, Polònia i Mèxic; i l'única que combinarà aquests dos estudis amb l'art cristià. La FHEAG serà la tercera facultat eclesiàstica de Catalunya, ja que se suma a les de Teologia (FTC) i de Filosofia (FFC), que van ser creades, respectivament, els anys 1968 i 1990. El cardenal Zenon Grocholewski, prefecte de la Congregació per a l'Educació Catòlica signà el decret de creació a l'Aula Magna del Seminari Conciliar de Barcelona.
El 3 d'octubre de 2014, una seixantena de preveres i diaques signaren un manifest amb el títol “Amb la gent dels nostres pobles" a favor del dret a decidir, on reivindicaven la llibertat dels responsables de l'Església respecte a qualsevol posicionament polític. En el text afirmaven que: «No volem posar-nos al davant de la gent dels nostres pobles però tampoc en volem quedar al marge». També expliquen com uns quants van participar en la V a Barcelona a favor de la consulta del 9-N i són partidaris «d'iniciar un procés que condueixi a la independència de Catalunya» Entre els signants també figuren el professor de teologia i rector de Cadaqués, Jaume Angelats, el rector de la basílica de la Sagrada Família de Barcelona, Lluís Bonet, Martirià Brugada; Cinto Busquet, del Moviment dels Focolars; el claretià Pere Codina; el rector del Carme i de Santa Susanna del Mercadal de Girona, Pere Domènech; l'arxiprest de l'Empordà, Miquel Àngel Ferrés, i el capellà i periodista Francesc Romeu. Finalment, els bisbes catalans van emetre una nota conjunta en què es mostraven a favor de la llibertat del pobles, afirmant que volen «recordar la importància dels drets de totes les persones i dels pobles […] Aquestes llibertats són fràgils, com s'ha demostrat al llarg de la història, però són absolutament essencials per a una societat democràtica moderna i cal vetllar perquè no siguin limitades ni a Catalunya, ni a l'estat espanyol ni en el context europeu»
Davant les eleccions al Parlament de Catalunya del 27 de setembre de 2015, i en resposta al fet que l'arquebisbe de València, cardenal Antonio Cañizares, demanés als fidels de la diòcesi "resar per Espanya i la seva unitat" i instés totes les parròquies a incloure aquestes oracions en les seves misses, els bisbes catalans van emetre una nota en la qual defensaven la "legitimitat moral de totes les opcions polítiques" que es basin "en el respecte de la dignitat de les persones i dels pobles". Pel seu costat, el bisbe de Solsona Xavier Novell, en una glossa publicada al full dominical del dia de les eleccions, demanà el vot en favor de les opcions independentistes (especialment Junts pel Sí.)
El 12 de maig de 2017 en un comunicat després de la reunió de la Conferència Episcopal Tarraconense, els bisbes de Catalunya demanaren «que siguin escoltades les legítimes aspiracions del poble català (...)i que es promogui realment tot allò que porta un creixement i un progrés al conjunt de la societat (...) considerant que és un moment important perquè els governants i els agents socials facin gestos valents i generosos en favor del diàleg i la concòrdia», davant l'aspiració del referèndum per la independència de Catalunya.
Davant el referèndum de l'1 d'octubre de 2017 sobre la independència de Catalunya, l'Església catalana es posicionà majorment en favor del respecte vers les institucions catalanes, especialment després dels fets del 20 de setembre. La Conferència Episcopal Catalana publicà una carta on es demanava «respecte als drets i a les institucions». El 21 de setembre, els abats de Montserrat i de Poblet van fer una nota conjunta on demanaven « als governants de Catalunya i d'Espanya un exercici de màxima prudència i responsabilitat per a un diàleg constructiu» i els recordaven que «tenen l'obligació d'interpretar el bé comú del seu país escoltant la veu de la majoria» El 22 de setembre es va publicar una carta oberta signada per més de 300 preveres i diaques on es cridava els catòlics catalans a votar en el referèndum. El mateix dia, 14 entitats catòliques difongueren una carta on mostraven el seu «recolzament a les institucions catalanes i rebutjaven les darreres actuacions de l'Estat espanyol contra la democràcia i l'Estat de dret» (entre els signants es trobaven l'Escola Pia de Catalunya, la Congregació Vedruna i la Fundació Claret). Els escolapis catalans condemnaren el que consideraren una acció «contra les institucions catalanes i membres del nostre poble», defensant la necessitat que la ciutadania es manifestés contra les accions judicials. Els maristes i La Salle Catalunya coincidiren en demanar respecte per a totes les opinions polítiques i que «la ciutadania fos escoltada». La Fundació Jesuïtes Educació expressà el seu «desencant davant la situació política que es viu a Catalunya amb repetits episodis que posen en joc la llibertat d'expressió de tots els catalans»; i, finalment, les cinc abadesses catalanes (Sant Pere de les Puel·les, Sant Daniel de Girona, Sant Benet de Montserrat, Santa Maria de Vallbona de les Monges i Santa Maria de Valldonzella) reclamaren l'autodeterminació i condemnaren «la vulneració dels drets del govern i del poble català». Per un altre costat, el monestir de Santa Maria de Vallbona de les Monges s'oferí a cedir un espai al convent, tal com ho van fer el 9-N, en cas que l'ajuntament no faciliti la votació al local municipal per votar l'1 d'octubre.
El 3 de març de 2020, el bisbe de Barcelona Joan Josep Omella fou escollit president de la Conferència Episcopal Espanyola, essent la primera vegada que un bisbe provinent de les diòcesis catalanes ocupava aquest càrrec. El mateix any, es va saber que, des de 1946, l'Església havia inscrit 3.700 finques a Catalunya sense haver-ne acreditat la propietat, i la Generalitat va obrir una oficina de mediació per a les persones afectades.
El juliol de 2025, els arquebisbes de Barcelona (Juan José Omella) i Tarragona (Joan Planellas), d'acord desitjos del papa Francesc i ratificats per Lleó XIV, decidiren que tots els seminaristes de les diòcesis catalanes, s’integressin en un únic centre formatiu, el Seminari Major Interdiocesà de Catalunya. La seu d'aquest nou seminari seria el Seminari de Tarragona. No obstant això, el bisbe de Terrassa Salvador Cristau decidí no integrar-s'hi.